# 1915
Portal Geschichte | Portal Biografien | Aktuelle Ereignisse | Jahreskalender | Tagesartikel

◄ |
19. Jahrhundert |
20. Jahrhundert
| 21. Jahrhundert

◄ |
1880er |
1890er |
1900er |
1910er
| 1920er | 1930er | 1940er | ►

◄◄ |
◄ |
1911 |
1912 |
1913 |
1914 |
1915
| 1916 | 1917 | 1918 | 1919 | ► | ►►
Staatsoberhäupter · Wahlen · Nekrolog · Kunstjahr · Literaturjahr · Musikjahr · Filmjahr  · Sportjahr
| Januar | Januar | Januar | Januar | Januar | Januar | Januar | Januar |
| Kw     | Mo     | Di     | Mi     | Do     | Fr     | Sa     | So     |
| ------ | ------ | ------ | ------ | ------ | ------ | ------ | ------ |
| 53     |        |        |        |        | 1      | 2      | 3      |
| 1      | 4      | 5      | 6      | 7      | 8      | 9      | 10     |
| 2      | 11     | 12     | 13     | 14     | 15     | 16     | 17     |
| 3      | 18     | 19     | 20     | 21     | 22     | 23     | 24     |
| 4      | 25     | 26     | 27     | 28     | 29     | 30     | 31     |

| Februar | Februar | Februar | Februar | Februar | Februar | Februar | Februar |
| Kw      | Mo      | Di      | Mi      | Do      | Fr      | Sa      | So      |
| ------- | ------- | ------- | ------- | ------- | ------- | ------- | ------- |
| 5       | 1       | 2       | 3       | 4       | 5       | 6       | 7       |
| 6       | 8       | 9       | 10      | 11      | 12      | 13      | 14      |
| 7       | 15      | 16      | 17      | 18      | 19      | 20      | 21      |
| 8       | 22      | 23      | 24      | 25      | 26      | 27      | 28      |

| März | März | März | März | März | März | März | März |
| Kw   | Mo   | Di   | Mi   | Do   | Fr   | Sa   | So   |
| ---- | ---- | ---- | ---- | ---- | ---- | ---- | ---- |
| 9    | 1    | 2    | 3    | 4    | 5    | 6    | 7    |
| 10   | 8    | 9    | 10   | 11   | 12   | 13   | 14   |
| 11   | 15   | 16   | 17   | 18   | 19   | 20   | 21   |
| 12   | 22   | 23   | 24   | 25   | 26   | 27   | 28   |
| 13   | 29   | 30   | 31   |      |      |      |      |

| April | April | April | April | April | April | April | April |
| Kw    | Mo    | Di    | Mi    | Do    | Fr    | Sa    | So    |
| ----- | ----- | ----- | ----- | ----- | ----- | ----- | ----- |
| 13    |       |       |       | 1     | 2     | 3     | 4     |
| 14    | 5     | 6     | 7     | 8     | 9     | 10    | 11    |
| 15    | 12    | 13    | 14    | 15    | 16    | 17    | 18    |
| 16    | 19    | 20    | 21    | 22    | 23    | 24    | 25    |
| 17    | 26    | 27    | 28    | 29    | 30    |       |       |

| Mai | Mai | Mai | Mai | Mai | Mai | Mai | Mai |
| Kw  | Mo  | Di  | Mi  | Do  | Fr  | Sa  | So  |
| --- | --- | --- | --- | --- | --- | --- | --- |
| 17  |     |     |     |     |     | 1   | 2   |
| 18  | 3   | 4   | 5   | 6   | 7   | 8   | 9   |
| 19  | 10  | 11  | 12  | 13  | 14  | 15  | 16  |
| 20  | 17  | 18  | 19  | 20  | 21  | 22  | 23  |
| 21  | 24  | 25  | 26  | 27  | 28  | 29  | 30  |
| 22  | 31  |     |     |     |     |     |     |

| Juni | Juni | Juni | Juni | Juni | Juni | Juni | Juni |
| Kw   | Mo   | Di   | Mi   | Do   | Fr   | Sa   | So   |
| ---- | ---- | ---- | ---- | ---- | ---- | ---- | ---- |
| 22   |      | 1    | 2    | 3    | 4    | 5    | 6    |
| 23   | 7    | 8    | 9    | 10   | 11   | 12   | 13   |
| 24   | 14   | 15   | 16   | 17   | 18   | 19   | 20   |
| 25   | 21   | 22   | 23   | 24   | 25   | 26   | 27   |
| 26   | 28   | 29   | 30   |      |      |      |      |

| Juli | Juli | Juli | Juli | Juli | Juli | Juli | Juli |
| Kw   | Mo   | Di   | Mi   | Do   | Fr   | Sa   | So   |
| ---- | ---- | ---- | ---- | ---- | ---- | ---- | ---- |
| 26   |      |      |      | 1    | 2    | 3    | 4    |
| 27   | 5    | 6    | 7    | 8    | 9    | 10   | 11   |
| 28   | 12   | 13   | 14   | 15   | 16   | 17   | 18   |
| 29   | 19   | 20   | 21   | 22   | 23   | 24   | 25   |
| 30   | 26   | 27   | 28   | 29   | 30   | 31   |      |

| August | August | August | August | August | August | August | August |
| Kw     | Mo     | Di     | Mi     | Do     | Fr     | Sa     | So     |
| ------ | ------ | ------ | ------ | ------ | ------ | ------ | ------ |
| 30     |        |        |        |        |        |        | 1      |
| 31     | 2      | 3      | 4      | 5      | 6      | 7      | 8      |
| 32     | 9      | 10     | 11     | 12     | 13     | 14     | 15     |
| 33     | 16     | 17     | 18     | 19     | 20     | 21     | 22     |
| 34     | 23     | 24     | 25     | 26     | 27     | 28     | 29     |
| 35     | 30     | 31     |        |        |        |        |        |

| September | September | September | September | September | September | September | September |
| Kw        | Mo        | Di        | Mi        | Do        | Fr        | Sa        | So        |
| --------- | --------- | --------- | --------- | --------- | --------- | --------- | --------- |
| 35        |           |           | 1         | 2         | 3         | 4         | 5         |
| 36        | 6         | 7         | 8         | 9         | 10        | 11        | 12        |
| 37        | 13        | 14        | 15        | 16        | 17        | 18        | 19        |
| 38        | 20        | 21        | 22        | 23        | 24        | 25        | 26        |
| 39        | 27        | 28        | 29        | 30        |           |           |           |

| Oktober | Oktober | Oktober | Oktober | Oktober | Oktober | Oktober | Oktober |
| Kw      | Mo      | Di      | Mi      | Do      | Fr      | Sa      | So      |
| ------- | ------- | ------- | ------- | ------- | ------- | ------- | ------- |
| 39      |         |         |         |         | 1       | 2       | 3       |
| 40      | 4       | 5       | 6       | 7       | 8       | 9       | 10      |
| 41      | 11      | 12      | 13      | 14      | 15      | 16      | 17      |
| 42      | 18      | 19      | 20      | 21      | 22      | 23      | 24      |
| 43      | 25      | 26      | 27      | 28      | 29      | 30      | 31      |

| November | November | November | November | November | November | November | November |
| Kw       | Mo       | Di       | Mi       | Do       | Fr       | Sa       | So       |
| -------- | -------- | -------- | -------- | -------- | -------- | -------- | -------- |
| 44       | 1        | 2        | 3        | 4        | 5        | 6        | 7        |
| 45       | 8        | 9        | 10       | 11       | 12       | 13       | 14       |
| 46       | 15       | 16       | 17       | 18       | 19       | 20       | 21       |
| 47       | 22       | 23       | 24       | 25       | 26       | 27       | 28       |
| 48       | 29       | 30       |          |          |          |          |          |

| Dezember | Dezember | Dezember | Dezember | Dezember | Dezember | Dezember | Dezember |
| Kw       | Mo       | Di       | Mi       | Do       | Fr       | Sa       | So       |
| -------- | -------- | -------- | -------- | -------- | -------- | -------- | -------- |
| 48       |          |          | 1        | 2        | 3        | 4        | 5        |
| 49       | 6        | 7        | 8        | 9        | 10       | 11       | 12       |
| 50       | 13       | 14       | 15       | 16       | 17       | 18       | 19       |
| 51       | 20       | 21       | 22       | 23       | 24       | 25       | 26       |
| 52       | 27       | 28       | 29       | 30       | 31       |          |          |

| Januar | Januar | Januar | Januar | Januar | Januar | Januar | Januar |
| Kw     | Mo     | Di     | Mi     | Do     | Fr     | Sa     | So     |
| ------ | ------ | ------ | ------ | ------ | ------ | ------ | ------ |
| 53     |        |        |        |        | 1      | 2      | 3      |
| 1      | 4      | 5      | 6      | 7      | 8      | 9      | 10     |
| 2      | 11     | 12     | 13     | 14     | 15     | 16     | 17     |
| 3      | 18     | 19     | 20     | 21     | 22     | 23     | 24     |
| 4      | 25     | 26     | 27     | 28     | 29     | 30     | 31     |

| Februar | Februar | Februar | Februar | Februar | Februar | Februar | Februar |
| Kw      | Mo      | Di      | Mi      | Do      | Fr      | Sa      | So      |
| ------- | ------- | ------- | ------- | ------- | ------- | ------- | ------- |
| 5       | 1       | 2       | 3       | 4       | 5       | 6       | 7       |
| 6       | 8       | 9       | 10      | 11      | 12      | 13      | 14      |
| 7       | 15      | 16      | 17      | 18      | 19      | 20      | 21      |
| 8       | 22      | 23      | 24      | 25      | 26      | 27      | 28      |

| März | März | März | März | März | März | März | März |
| Kw   | Mo   | Di   | Mi   | Do   | Fr   | Sa   | So   |
| ---- | ---- | ---- | ---- | ---- | ---- | ---- | ---- |
| 9    | 1    | 2    | 3    | 4    | 5    | 6    | 7    |
| 10   | 8    | 9    | 10   | 11   | 12   | 13   | 14   |
| 11   | 15   | 16   | 17   | 18   | 19   | 20   | 21   |
| 12   | 22   | 23   | 24   | 25   | 26   | 27   | 28   |
| 13   | 29   | 30   | 31   |      |      |      |      |

| April | April | April | April | April | April | April | April |
| Kw    | Mo    | Di    | Mi    | Do    | Fr    | Sa    | So    |
| ----- | ----- | ----- | ----- | ----- | ----- | ----- | ----- |
| 13    |       |       |       | 1     | 2     | 3     | 4     |
| 14    | 5     | 6     | 7     | 8     | 9     | 10    | 11    |
| 15    | 12    | 13    | 14    | 15    | 16    | 17    | 18    |
| 16    | 19    | 20    | 21    | 22    | 23    | 24    | 25    |
| 17    | 26    | 27    | 28    | 29    | 30    |       |       |

| Mai | Mai | Mai | Mai | Mai | Mai | Mai | Mai |
| Kw  | Mo  | Di  | Mi  | Do  | Fr  | Sa  | So  |
| --- | --- | --- | --- | --- | --- | --- | --- |
| 17  |     |     |     |     |     | 1   | 2   |
| 18  | 3   | 4   | 5   | 6   | 7   | 8   | 9   |
| 19  | 10  | 11  | 12  | 13  | 14  | 15  | 16  |
| 20  | 17  | 18  | 19  | 20  | 21  | 22  | 23  |
| 21  | 24  | 25  | 26  | 27  | 28  | 29  | 30  |
| 22  | 31  |     |     |     |     |     |     |

| Juni | Juni | Juni | Juni | Juni | Juni | Juni | Juni |
| Kw   | Mo   | Di   | Mi   | Do   | Fr   | Sa   | So   |
| ---- | ---- | ---- | ---- | ---- | ---- | ---- | ---- |
| 22   |      | 1    | 2    | 3    | 4    | 5    | 6    |
| 23   | 7    | 8    | 9    | 10   | 11   | 12   | 13   |
| 24   | 14   | 15   | 16   | 17   | 18   | 19   | 20   |
| 25   | 21   | 22   | 23   | 24   | 25   | 26   | 27   |
| 26   | 28   | 29   | 30   |      |      |      |      |

| Juli | Juli | Juli | Juli | Juli | Juli | Juli | Juli |
| Kw   | Mo   | Di   | Mi   | Do   | Fr   | Sa   | So   |
| ---- | ---- | ---- | ---- | ---- | ---- | ---- | ---- |
| 26   |      |      |      | 1    | 2    | 3    | 4    |
| 27   | 5    | 6    | 7    | 8    | 9    | 10   | 11   |
| 28   | 12   | 13   | 14   | 15   | 16   | 17   | 18   |
| 29   | 19   | 20   | 21   | 22   | 23   | 24   | 25   |
| 30   | 26   | 27   | 28   | 29   | 30   | 31   |      |

| August | August | August | August | August | August | August | August |
| Kw     | Mo     | Di     | Mi     | Do     | Fr     | Sa     | So     |
| ------ | ------ | ------ | ------ | ------ | ------ | ------ | ------ |
| 30     |        |        |        |        |        |        | 1      |
| 31     | 2      | 3      | 4      | 5      | 6      | 7      | 8      |
| 32     | 9      | 10     | 11     | 12     | 13     | 14     | 15     |
| 33     | 16     | 17     | 18     | 19     | 20     | 21     | 22     |
| 34     | 23     | 24     | 25     | 26     | 27     | 28     | 29     |
| 35     | 30     | 31     |        |        |        |        |        |

| September | September | September | September | September | September | September | September |
| Kw        | Mo        | Di        | Mi        | Do        | Fr        | Sa        | So        |
| --------- | --------- | --------- | --------- | --------- | --------- | --------- | --------- |
| 35        |           |           | 1         | 2         | 3         | 4         | 5         |
| 36        | 6         | 7         | 8         | 9         | 10        | 11        | 12        |
| 37        | 13        | 14        | 15        | 16        | 17        | 18        | 19        |
| 38        | 20        | 21        | 22        | 23        | 24        | 25        | 26        |
| 39        | 27        | 28        | 29        | 30        |           |           |           |

| Oktober | Oktober | Oktober | Oktober | Oktober | Oktober | Oktober | Oktober |
| Kw      | Mo      | Di      | Mi      | Do      | Fr      | Sa      | So      |
| ------- | ------- | ------- | ------- | ------- | ------- | ------- | ------- |
| 39      |         |         |         |         | 1       | 2       | 3       |
| 40      | 4       | 5       | 6       | 7       | 8       | 9       | 10      |
| 41      | 11      | 12      | 13      | 14      | 15      | 16      | 17      |
| 42      | 18      | 19      | 20      | 21      | 22      | 23      | 24      |
| 43      | 25      | 26      | 27      | 28      | 29      | 30      | 31      |

| November | November | November | November | November | November | November | November |
| Kw       | Mo       | Di       | Mi       | Do       | Fr       | Sa       | So       |
| -------- | -------- | -------- | -------- | -------- | -------- | -------- | -------- |
| 44       | 1        | 2        | 3        | 4        | 5        | 6        | 7        |
| 45       | 8        | 9        | 10       | 11       | 12       | 13       | 14       |
| 46       | 15       | 16       | 17       | 18       | 19       | 20       | 21       |
| 47       | 22       | 23       | 24       | 25       | 26       | 27       | 28       |
| 48       | 29       | 30       |          |          |          |          |          |

| Dezember | Dezember | Dezember | Dezember | Dezember | Dezember | Dezember | Dezember |
| Kw       | Mo       | Di       | Mi       | Do       | Fr       | Sa       | So       |
| -------- | -------- | -------- | -------- | -------- | -------- | -------- | -------- |
| 48       |          |          | 1        | 2        | 3        | 4        | 5        |
| 49       | 6        | 7        | 8        | 9        | 10       | 11       | 12       |
| 50       | 13       | 14       | 15       | 16       | 17       | 18       | 19       |
| 51       | 20       | 21       | 22       | 23       | 24       | 25       | 26       |
| 52       | 27       | 28       | 29       | 30       | 31       |          |          |

## Ereignisse

### Politik und Weltgeschehen

#### Erster Weltkrieg

##### Politische und diplomatische Entwicklungen

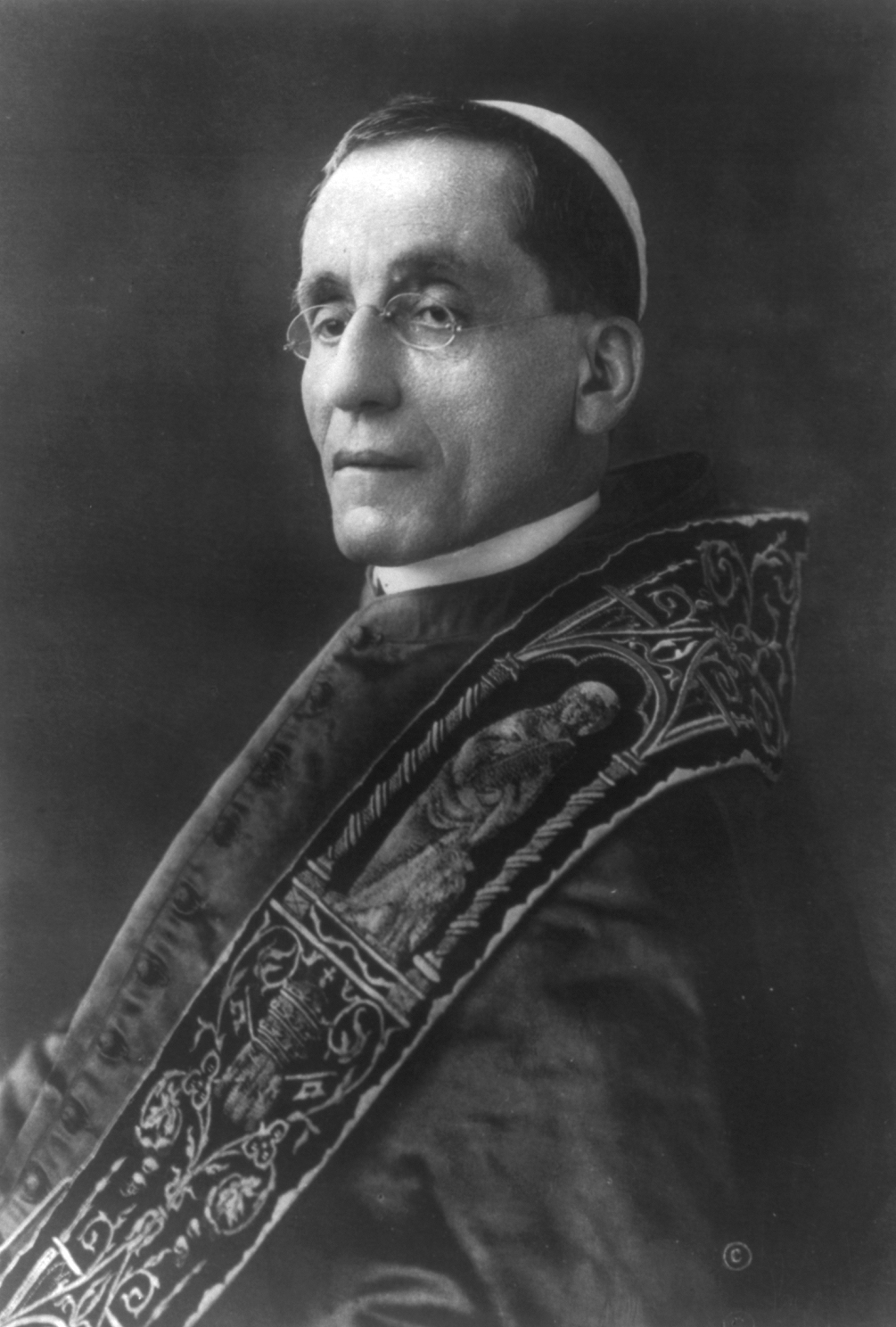
Benedikt XV. 1915

- 1. Januar: Papst Benedikt XV. schlägt allen Kriegsbeteiligten im Ersten Weltkrieg den Austausch der kriegsunfähigen Gefangenen vor.
- 21. Januar: Um Erich von Falkenhayn von der Doppelaufgabe als Kriegsminister und Chef des Generalstabs zu entlasten, wird Adolf Wild von Hohenborn zum preußischen Kriegsminister ernannt.
- Januar: Im deutschen Heer werden erstmals Gastruppen aufgestellt, womit der Gaskrieg während des Ersten Weltkrieges vorbereitet wird.
- 2. Februar: Die drei Teilnehmer am Attentat von Sarajevo, die zum Zeitpunkt der Tat bereits volljährig waren, werden in Sarajevo durch Hängen am Würgegalgen hingerichtet.
- 26. April: Im Londoner Vertrag geht Italien ein Bündnis mit Großbritannien, Frankreich und Russland ein. Für seinen Kriegseintritt gegen die Mittelmächte werden Italien im geheim gehaltenen Vertrag große Gebietsgewinne nach dem Kriegsende in Aussicht gestellt.
- 28. April: Ein Internationaler Frauenfriedenskongress beginnt in Den Haag, angeregt von Anita Augspurg, Lida Gustava Heymann und Aletta Jacobs. Den meisten Frauen wird von ihren Heimatländern die Teilnahme verwehrt oder durch Schikanen sehr erschwert. Höhepunkt des dreitägigen Kongresses ist die Gründung des Internationalen Ausschusses für dauernden Frieden, der 1919 in Internationale Frauenliga für Frieden und Freiheit umbenannt wird. Nach dem Kongress reisen zwei Delegationen durch Europa und führen dabei Gespräche mit den Vertretern von 13 Regierungen. Obendrein wird ihnen eine Audienz bei Papst Benedikt XV. gewährt, der sich ebenfalls für den Frieden einsetzt und dabei mehrere Forderungen der Friedensbewegung aufnimmt.
- 3. Mai: Italien kündigt den Dreibund mit dem Deutschen Reich und Österreich-Ungarn.
- 12. Mai: Das Committee on Alleged German Outrages des britischen War Propaganda Bureau unter dem Vorsitz von James Bryce, 1. Viscount Bryce, veröffentlicht den Bryce-Report über Gräueltaten der deutschen Armee im neutralen Belgien während des Ersten Weltkrieges.
- Mitte Mai: In Folge der Munitionskrise und des negativen Verlaufs der Gallipoli-Kampagne kommt es zu einer Regierungskrise in Großbritannien. Der liberale Premierminister Herbert Henry Asquith bildet daraufhin eine Koalitionsregierung mit den Konservativen unter Andrew Bonar Law. Bedingung für deren Regierungseintritt ist unter anderem der Rücktritt Winston Churchills als Marineminister, der am 18. Mai erfolgt.
- 23. Mai: Obwohl es ursprünglich durch den Dreibund mit den Mittelmächten verbündet war, tritt Italien auf Seite der Entente in den Krieg ein und erklärt Österreich-Ungarn den Krieg. Damit beginnt der Gebirgskrieg 1915–1918 an der Italienfront.
- 27. bis 29. Mai: Bei einem Deutschen-Pogrom in Moskau werden zahlreiche Geschäfte deutscher Kaufleute zerstört und mindestens drei Deutsche getötet. Man wirft ihnen vor, mit ihren Landsleuten zu kollaborieren und das Kriegsgeschehen beeinflusst zu haben.
- 7. Juli: Auf der ersten Chantilly-Konferenz wird erstmals eine gemeinsame Vorgangsweise der Alliierten gegen die Mittelmächte beraten. An ihr nehmen militärische Vertreter der Entente-Mächte Großbritannien, Frankreich, Russland, Italien, Belgien und Serbien teil.
- 20. August: Italien verkündet dem Osmanischen Reich den Krieg.
- Anfang September: Die Deutsche Afghanistanexpedition unter Leitung von Wilhelm Wassmuss, Werner Otto von Hentig und Oskar von Niedermayer hat das Ziel, Afghanistan zum Kriegseinstieg auf Seiten der Mittelmächte zu bewegen.
- 6. September: Die Mittelmächte Deutschland, Österreich-Ungarn und Bulgarien verbünden sich. Vom Bündnis mit dem Deutschen Reich und Österreich-Ungarn erhofft sich der bulgarische König Ferdinand I. die Chance, Gebietsverluste seines Landes zu revidieren, die der Friede von Bukarest nach dem Zweiten Balkankrieg mit sich brachte.
- 14. September: Das Osmanische Reich tritt dem Pakt der Mittelmächte bei.
- 14. Oktober: Mit der Kriegserklärung an Serbien tritt das Zarentum Bulgarien auf der Seite der Mittelmächte in den Ersten Weltkrieg ein.
- 29. Oktober: Die französische Regierung unter René Viviani tritt zurück. Aristide Briand wird neuer Ministerpräsident.
- 6. bis 8. Dezember: Auf der zweiten Chantilly-Konferenz werden unter anderem die alliierten Großoffensiven des kommenden Jahres besprochen.

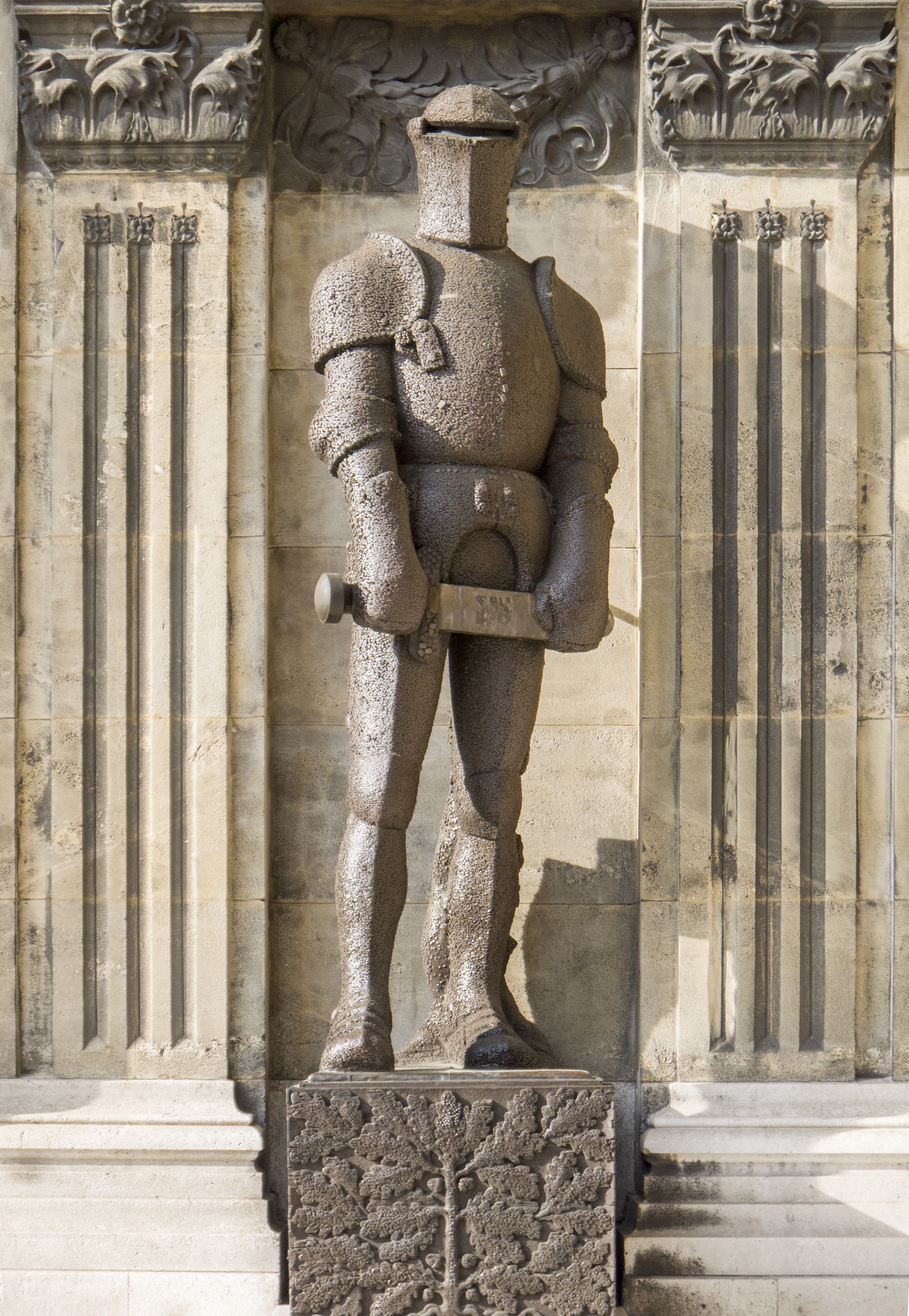
Der Wehrmann in Eisen als Kriegsnagelung von 1915 in Wien

- Von Wien ausgehend verbreitet sich der Brauch der Kriegsnagelungen über Österreich-Ungarn und das Deutsche Reich.

##### „Heimatfront“

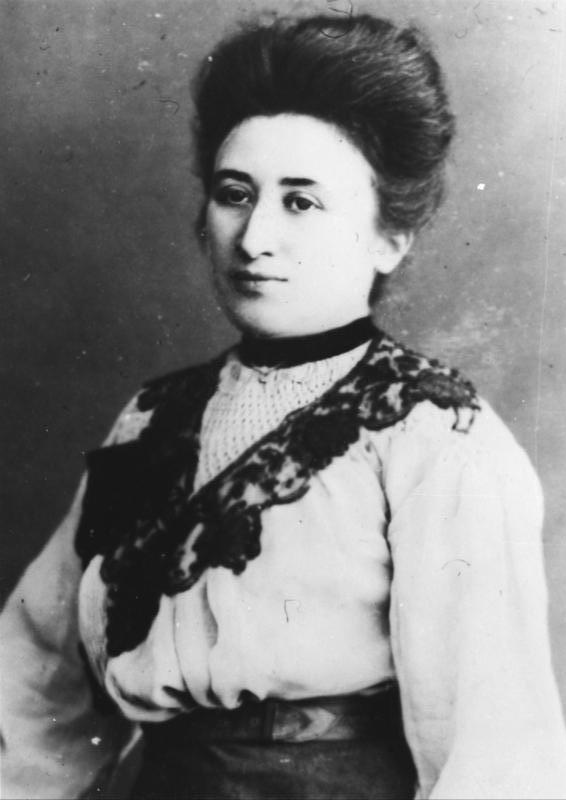
Rosa Luxemburg 1915

- 18. Februar: Rosa Luxemburg muss in Berlin eine einjährige Haftstrafe im Frauengefängnis Barnimstraße antreten, zu der sie im Vorjahr ein Gericht verurteilt hat, weil sie in einer Rede zur Kriegsdienstverweigerung aufgerufen hat.
- 20. März: Die SPD-Abgeordneten Karl Liebknecht und Otto Rühle stimmen im deutschen Reichstag gegen das Kriegsbudget. 29 weitere Abgeordnete verlassen vor der Abstimmung den Saal, darunter der SPD-Vorsitzende Hugo Haase.
- 14. April: Die erste und einzige Ausgabe der marxistischen Monatszeitschrift Die Internationale, herausgegeben von Rosa Luxemburg und Franz Mehring, erscheint in Deutschland.
- 13. Juni: „Baden verboten“ heißt es ab heute auf allen deutschen Nordseeinseln und an der Nordseeküste. An der Ostsee gestattet demgegenüber das preußische Kriegsministerium, von wenigen gesperrten Gebieten abgesehen, den Badebetrieb.
- 19. Juni: Die SPD-Politiker Hugo Haase, Eduard Bernstein und Karl Kautsky veröffentlichen in der Leipziger Volkszeitung ein Manifest gegen den Krieg. Die Zeitung wird sofort für mehrere Tage verboten.
- 21. Dezember: 19 SPD-Abgeordnete stimmen im deutschen Reichstag gegen die Kriegskredite, darunter Karl Liebknecht und der SPD-Vorsitzende Hugo Haase; 22 weitere Kriegsgegner verlassen vorher den Saal.

##### Westfront

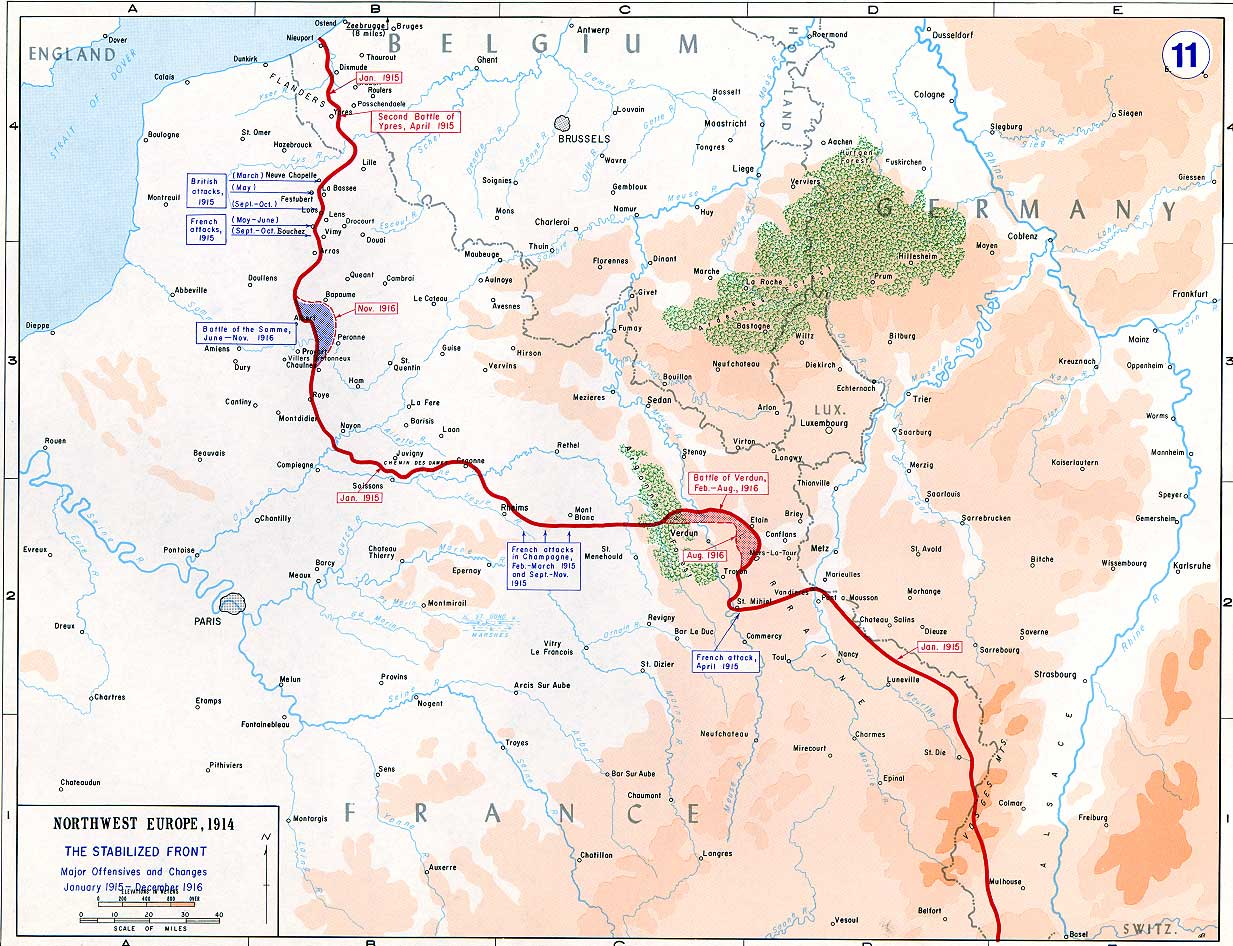
Die Westfront 1915/16

- 16. Februar bis 20. März: Die Winterschlacht in der Champagne, der erste größere Versuch des französischen Oberbefehlshabers Joseph Joffre, unter Einsatz von Trommelfeuer und massierten Infanterieanstürmen die deutsche Front aufzureißen und mit bereitgestellten Reserven einen operativen Durchbruch zu erreichen, scheitert an der Abwehrkraft der angegriffenen deutschen Stellungen. Es handelt sich um eine der ersten Materialschlachten.

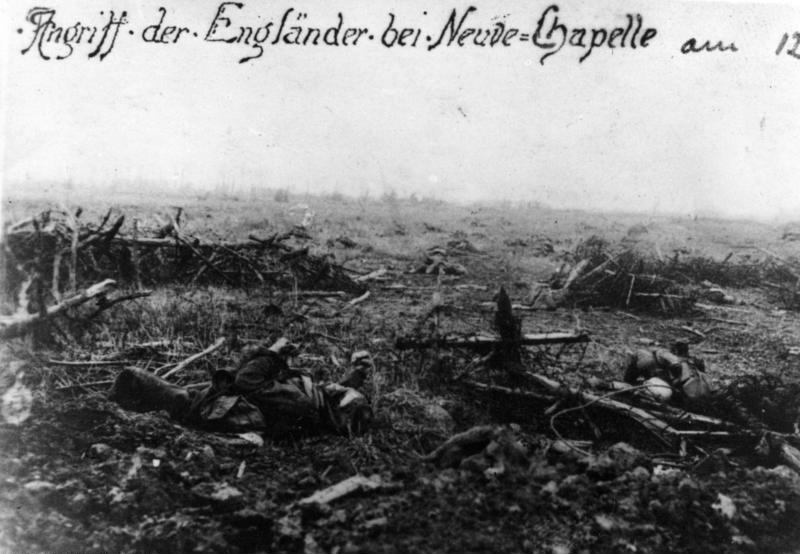
Opfer auf dem Schlachtfeld von Neuve-Chapelle

- 10. März: Die Schlacht von Neuve-Chapelle beginnt. Sie ist die erste größere eigenständige und planmäßig durchgeführte Offensive der British Expeditionary Force im Stellungskrieg des Ersten Weltkriegs und zielt darauf ab, ein Höhengelände östlich von Neuve-Chapelle, im Arrondissement Béthune in Besitz zu bringen, endet allerdings am 12. März mit einem Abwehrsieg der Deutschen. Die britischen und indischen Truppen erleiden Verluste von rund 11.650 Mann für eine relativ geringfügige Frontverschiebung. Der britische Oberbefehlshaber John French macht für das mangelhafte Ergebnis einen Mangel an Munition für die Artillerie verantwortlich und löst damit in Großbritannien die Munitionskrise von 1915 aus. Als Reaktion darauf wird nach Bildung der liberal-konservativen Koalitionsregierung im Mai ein Munitionsministerium unter David Lloyd George gebildet.
- 17. April: Mit der Eroberung durch die Alliierten nach einem großangelegten Angriff beginnt der mehr als zwei Jahre dauernde Kampf um Höhe 60 an der Westfront im Wijtschatebogen bei Ypern.

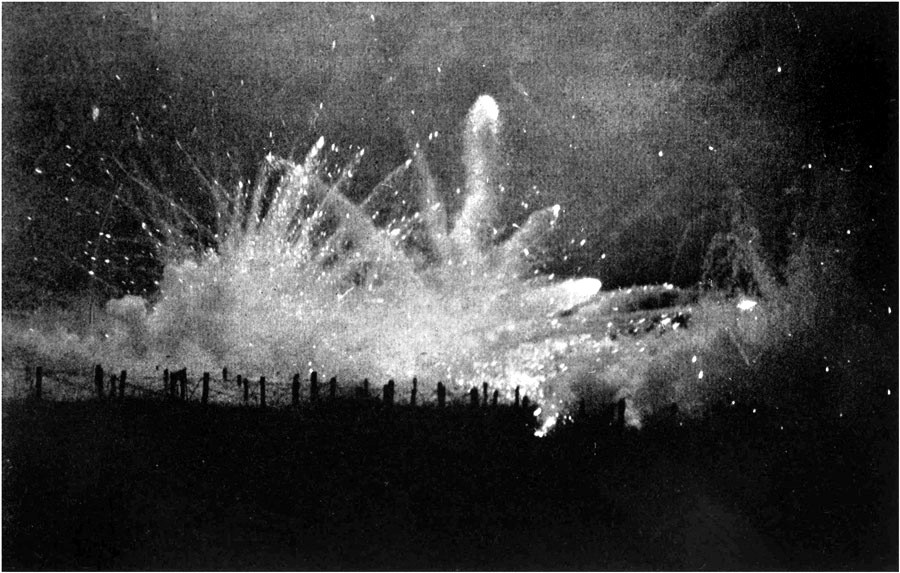
Deutsches Sperrfeuer auf alliierte Schützengräben bei Ypres, vermutlich während der Zweiten Flandernschlacht (1915) aufgenommen

- 22. April: Der erste Tag der Zweiten Flandernschlacht gilt als Beginn des Gaskrieges im Ersten Weltkrieg, auch wenn schon zuvor vereinzelt mit Reizstoffen wie T-Stoff experimentiert wurde. Das deutsche Heer setzt bei Ypern in Belgien als erstes Land Giftgas ein, indem es auf Vorschlag von Fritz Haber von der BASF erzeugtes Chlorgas auf die gegnerischen Stellungen abbläst. In den folgenden Kriegsjahren bringen die Mittelmächte und die gegnerische Entente in der sich gegenseitig hochschaukelnden Eskalationen immer wirksamere chemische Waffen zum Einsatz.
- 9. Mai: Die Lorettoschlacht bei Artois beginnt. Sie endet als eine für den Grabenkrieg im Ersten Weltkrieg typische Schlacht am 23. Juli ohne sichtbares Ergebnis, mit einer Geländeverschiebung von knapp zwei Kilometern bei knapp 180.000 Todesopfern.
- 25. Mai: Wegen zu großer eigener Verluste stellt die deutsche Oberste Heeresleitung die Angriffe während der Zweiten Flandernschlacht ein.

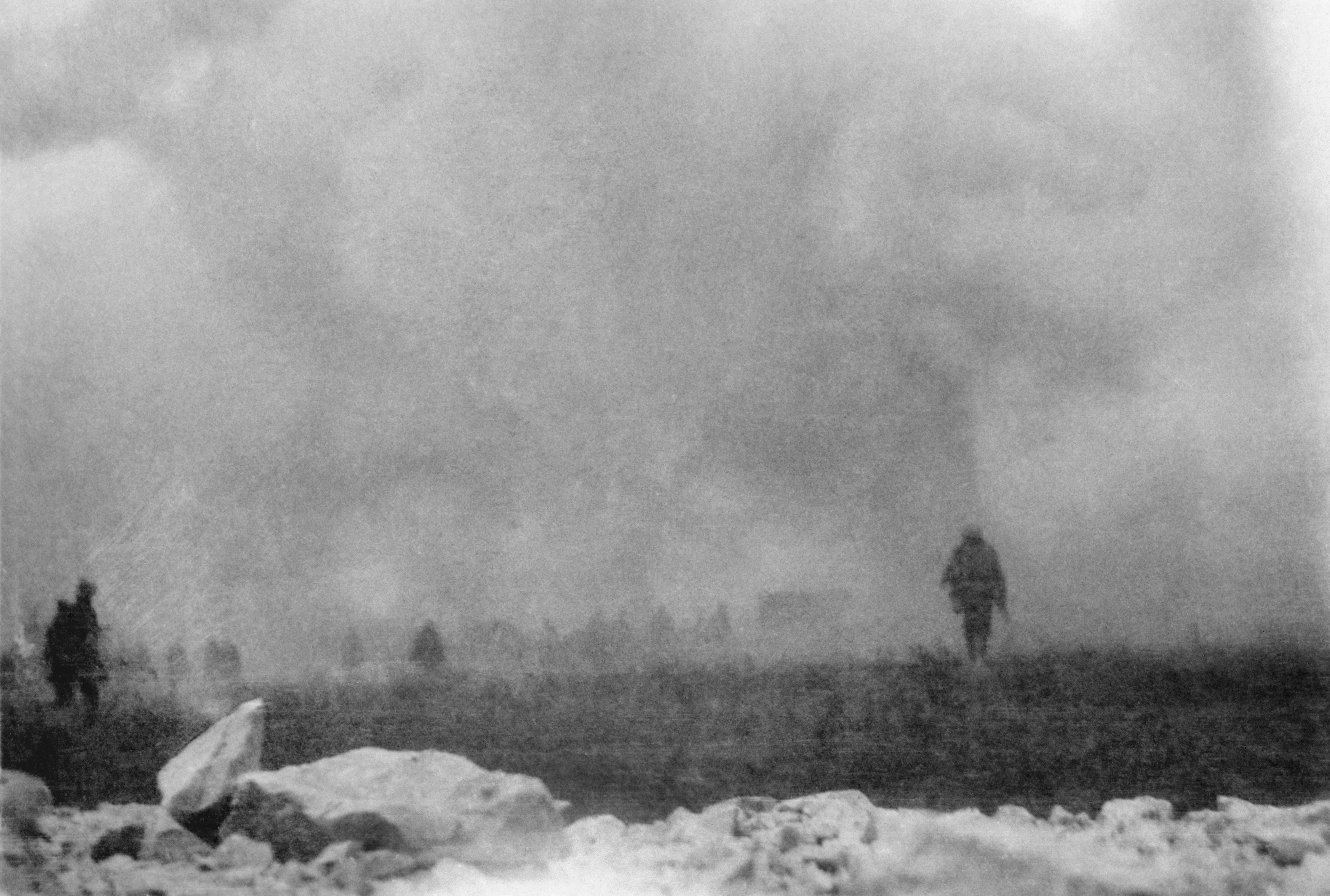
Britische Infanterie beim Vorrücken auf Loos

- 25. September: Auch die alliierte Septemberoffensive bringt keinen entscheidenden Erfolg. Die britische Offensive in der Schlacht bei Loos bleibt am 14. Oktober endgültig stecken, die Herbstschlacht bei La Bassée und Arras wird daraufhin am 4. November, die gleichzeitig stattfindende Herbstschlacht in der Champagne am 6. November beendet.
- 12. Oktober: Die britische Krankenschwester Edith Cavell wird im deutsch besetzten Generalgouvernement Belgien auf Anweisung von Generalgouverneur Moritz von Bissing wegen Fluchthilfe für alliierte Soldaten hingerichtet.

##### Ostfront/Balkan

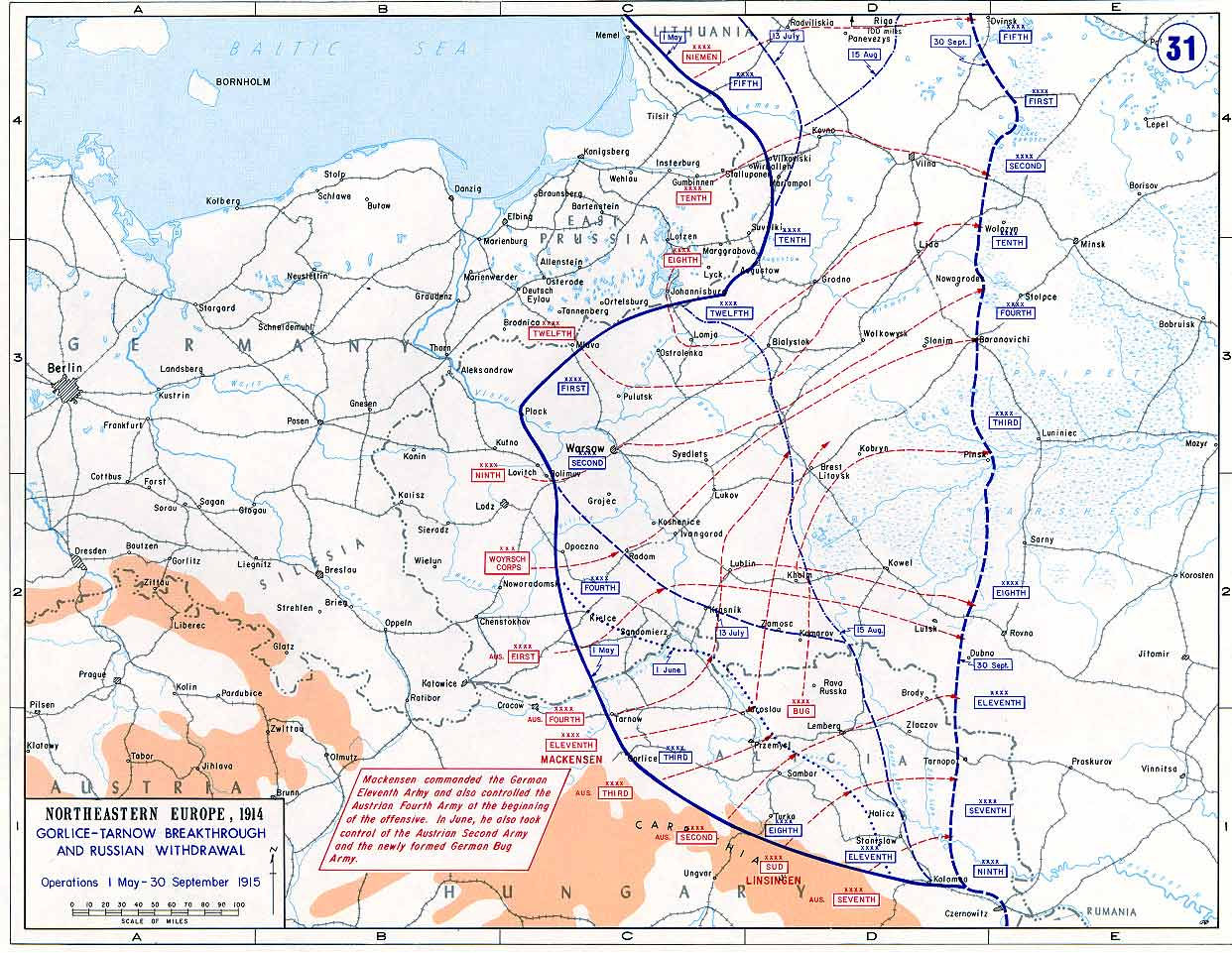
Die Ostfront 1915

- 7. Februar: Die deutschen Truppen beginnen an der Ostfront die Winterschlacht in Masuren. Von russischer Seite wird dieser Angriff unterschätzt.
- 22. Februar: Die Winterschlacht in Masuren an der Ostfront mit insgesamt mehr als 70.000 Toten, Verwundeten und Vermissten endet mit einem Sieg der deutschen Truppen, die die letzten russischen Einheiten aus deutschem Gebiet vertreiben können, doch die geplante Einkesselung und völlige Vernichtung der russischen 10. Armee scheitert.

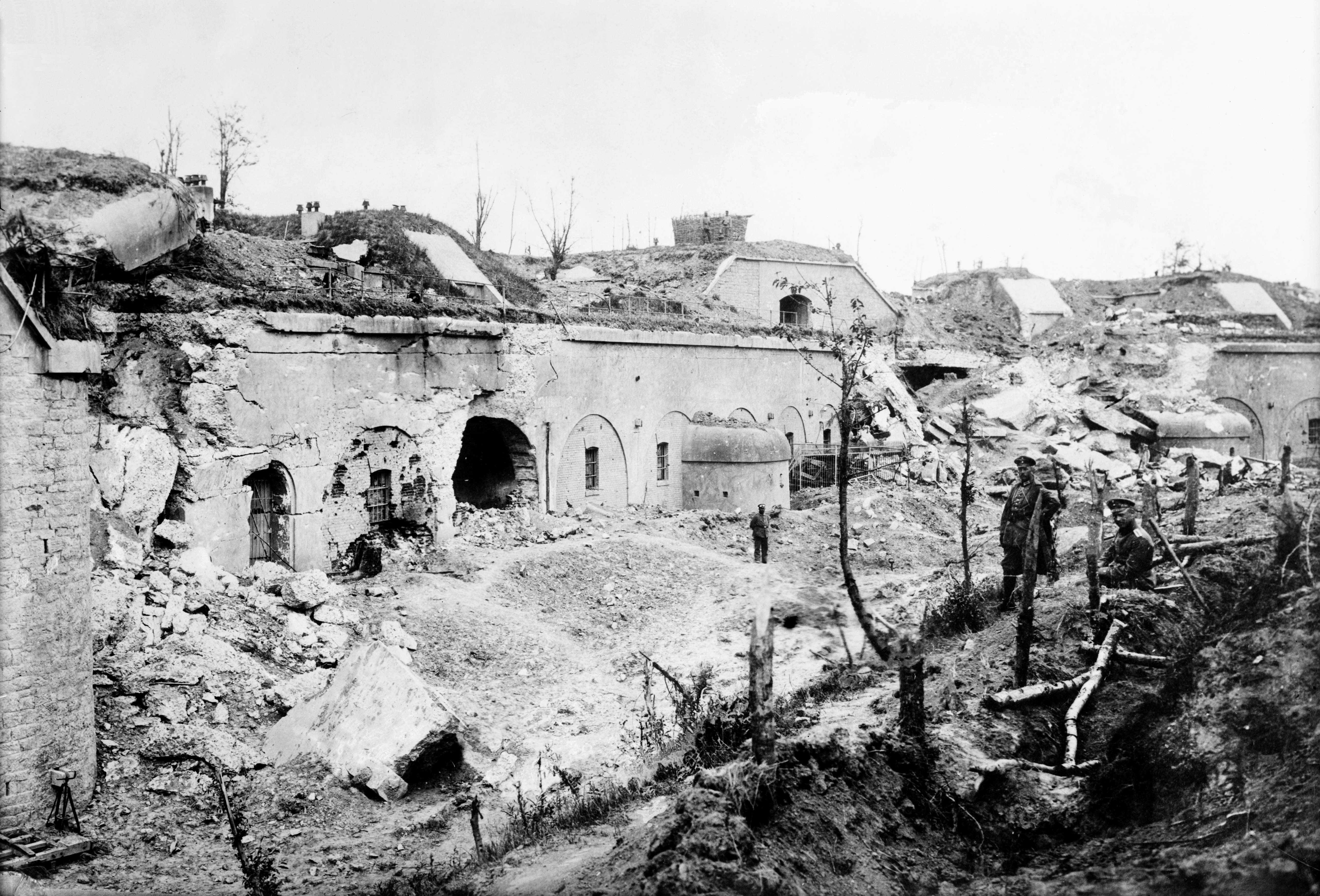
Ein stark beschädigtes Festungswerk in Przemyśl

- 22. März: Die Belagerung von Przemyśl, die größte im Ersten Weltkrieg, endet mit der Kapitulation der österreich-ungarischen Truppen gegenüber den russischen Streitkräften. Die im Dezember des Vorjahres begonnene Schlacht in den Karpaten endet damit in einer vernichtenden Niederlage für die Doppelmonarchie.

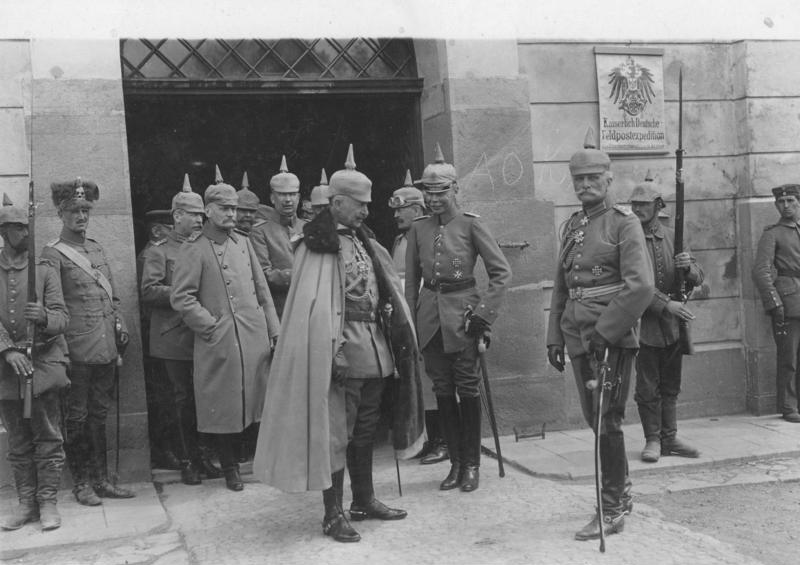
Kaiser Wilhelm II. mit General von Seeckt und Generaloberst von Mackensen im April an der Ostfront

- 1. bis 10. Mai: Die Schlacht bei Gorlice-Tarnów endet mit einer schweren Niederlage der russischen Armee gegen vereinte Truppen der Mittelmächte. Den deutschen Truppen unter August von Mackensen und Hans von Seeckt gelingt nach wenigen Tagen der Durchbruch. Die russischen Einheiten wenden bei ihrem Rückzug die Taktik der Verbrannten Erde an. Ihr Kommandant Radko Dimitriew wird nach der Schlacht von seinem Posten enthoben.
- 4. Juni: Przemyśl wird von Österreich-Ungarn zurückerobert.

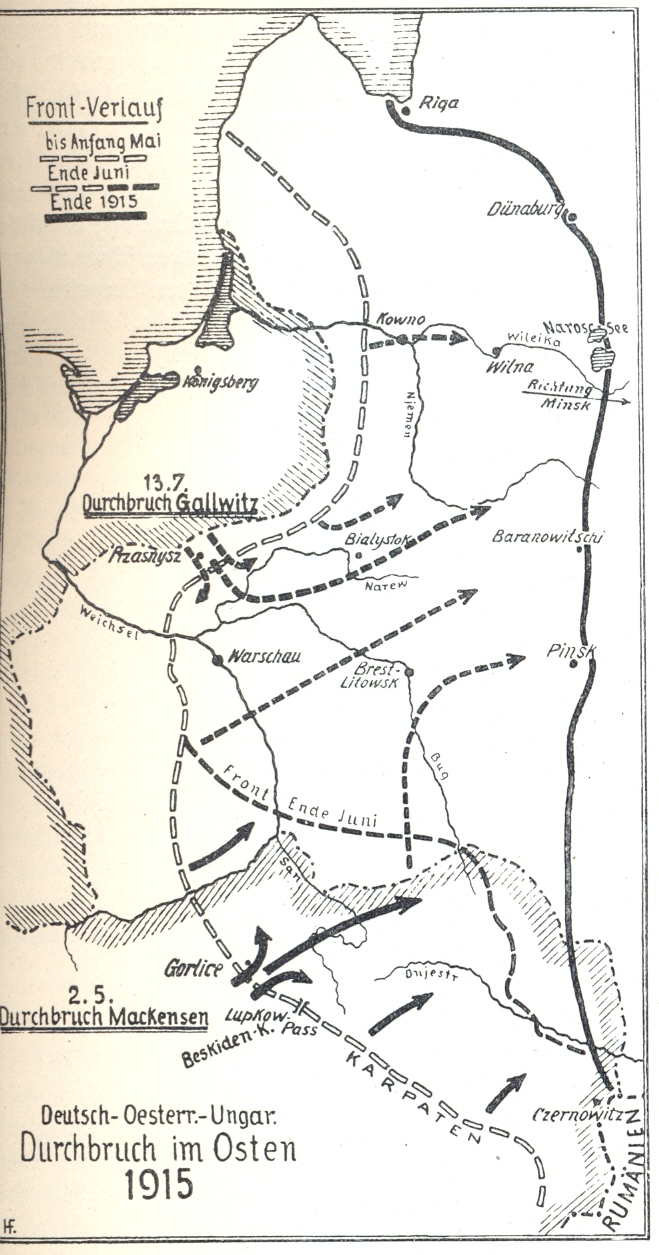
Durchbruchsschlachten an der Ostfront 1915

- 22. Juni: August von Mackensen erobert Lemberg. Die Kaiserlich Russische Armee beginnt daraufhin mit dem Großen Rückzug. Am 29. Juni beginnen die Mittelmächte mit der Bug-Offensive.
- 13. Juli: Mit der erfolgreichen Durchbruchsschlacht von Przasnysz beginnt die Narew-Offensive der Armeegruppe Gallwitz zur Unterstützung der Bug-Offensive.
- 4. August: Die deutsche Belagerung von Nowogeorgiewsk beginnt.

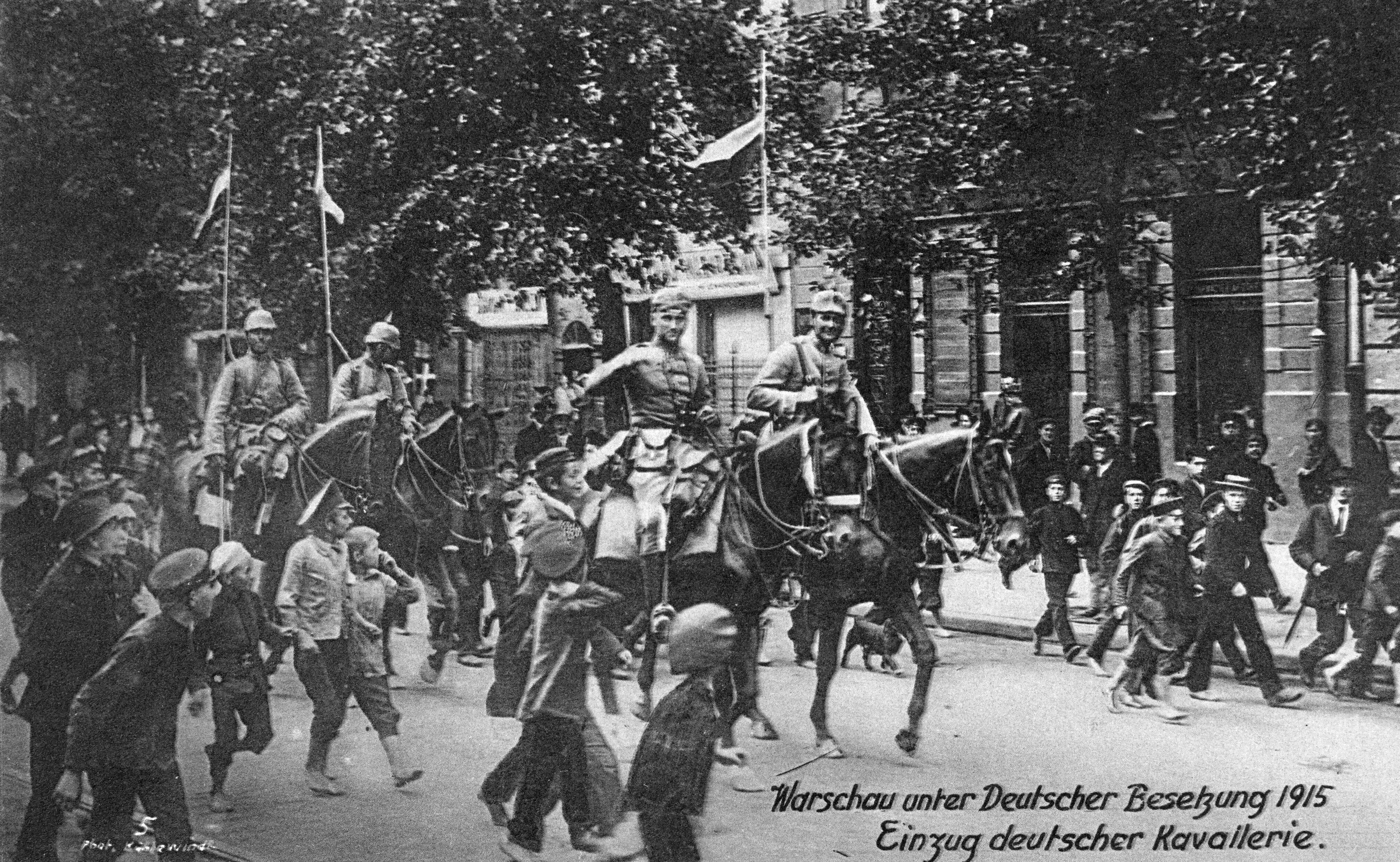
Deutsche Kavallerie in Warschau

- 5. August: Deutsche Truppen besetzen im Zuge der Bug-Offensive die polnische Hauptstadt Warschau und am 8. August die östliche Vorstadt Praga. Wenig später wird auch Brest-Litowsk erobert.
- 7. August: Deutsche Truppen erobern die Außenforts der Festung Nowogeorgiewsk am Unterlauf des Narew. Am 20. August befindet sich die gesamte Festung in deutscher Hand.
- 18. August: Russische Truppen beginnen mit der Räumung der Festung Osowiec, die am 25. August von den Deutschen besetzt wird.
- 25. August: Die k.u.k.-Armee gründet das Generalgouvernement Kielce, das am 1. Oktober in Generalgouvernement Lublin umbenannt wird. Im Norden wird zeitgleich das deutsche Generalgouvernement Warschau gegründet. Das Baltikum und die Gebiete östlich des Generalgouvernements bleiben ein militärisch verwaltetes Besatzungsgebiet. Dieses Gebiet untersteht dem Befehlshaber Ost und wird daher als Ober Ost bezeichnet.
- 18. September: An der Ostfront kann die deutsche Armee die von den zaristischen Truppen kurz zuvor geräumte litauische Stadt Wilna einnehmen.
- 30. September: Das russische Oberkommando kann seine Truppen auf einer Linie zwischen Riga, dem vormaligen Hauptquartier Baranowitschi und Dubno stabilisieren und beendet damit den Großen Rückzug.

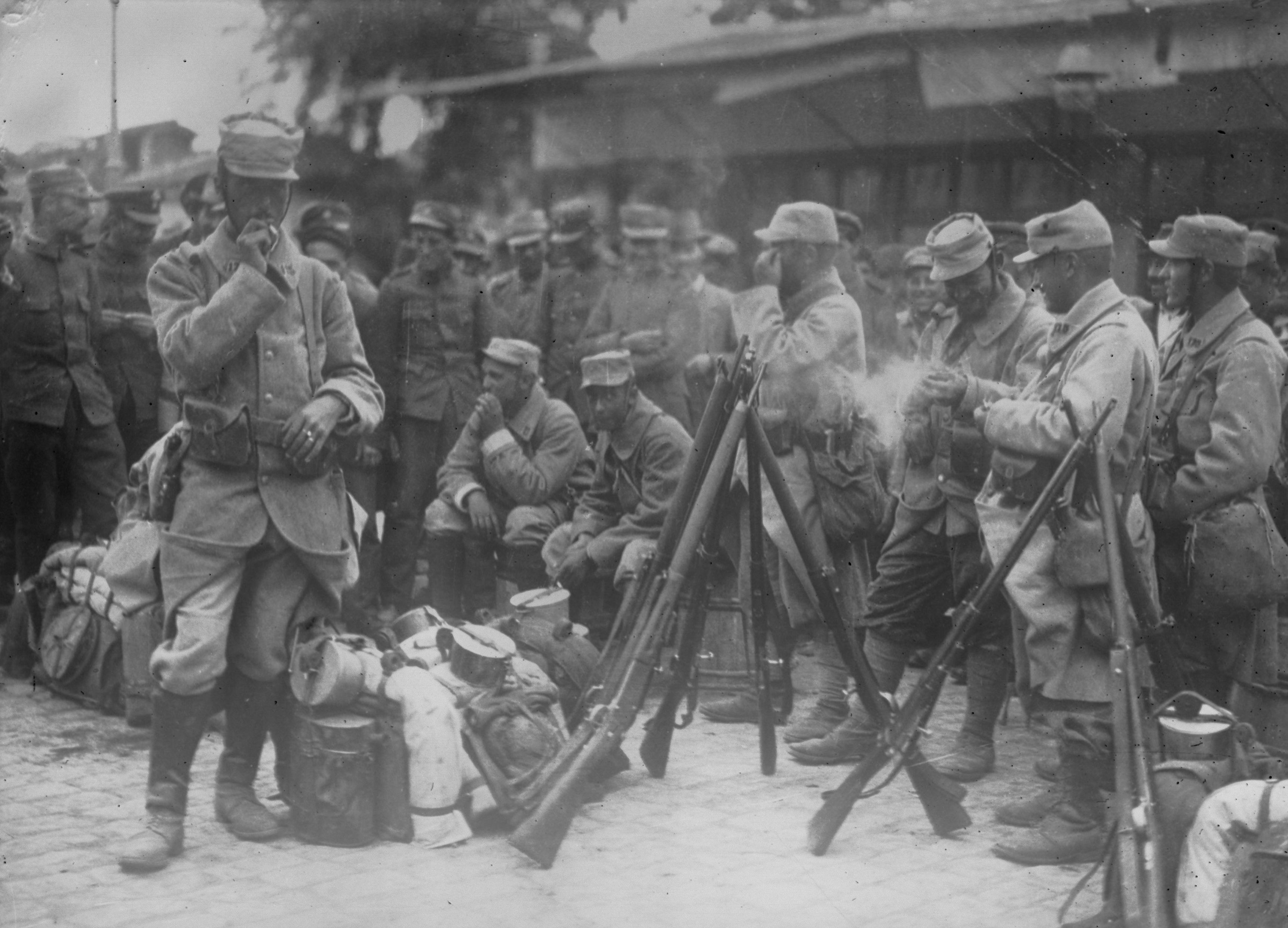
Französische Soldaten in Saloniki

- 5. Oktober: Salonikifront: Alliierte Truppen landen in Saloniki.
- 6. Oktober: Nach einmonatiger Vorbereitung beginnt der Serbienfeldzug der Mittelmächte unter der Leitung von August von Mackensen.
- 8. Oktober: Die serbische Hauptstadt Belgrad wird von Deutschen und Österreichern eingenommen.
- 14. Oktober: Bulgarien tritt in den Krieg gegen Serbien ein.
- 24. Oktober: Bulgarische Einheiten erobern Skopje.
- 4. Dezember: Die bulgarische Armee erreicht Monastir.
- 7. Dezember: Der serbische König Peter trifft in Skutari ein.
- 25. November bis 15. Januar 1916: das Gros des serbischen Heeres zieht durch winterliches Gebirge via Skutari nach Vlora an der Adria. Über 70.000 Soldaten verhungern oder erfrieren dabei.
- Dezember: Die Österreichisch-Ungarische Besetzung Serbiens beginnt. Die serbische Regierung verlegt ihren Sitz ins Exil nach Korfu.
- 15. Dezember: Die österreichische Armee beginnt mit der Planung eines weiteren Feldzuges gegen Montenegro. Oberbefehlshaber wird Stephan Sarkotić von Lovćen.

##### Gebirgskrieg zwischen Italien und Österreich-Ungarn
- Nach der Kriegserklärung Italiens am 23. Mai wird im Deutschen Reich das Deutsche Alpenkorps zu dem Zweck aufgestellt, Österreich-Ungarn bei der Verteidigung seiner Grenze zu Italien zu unterstützen. Es wird noch im Mai nach Südtirol verlegt.

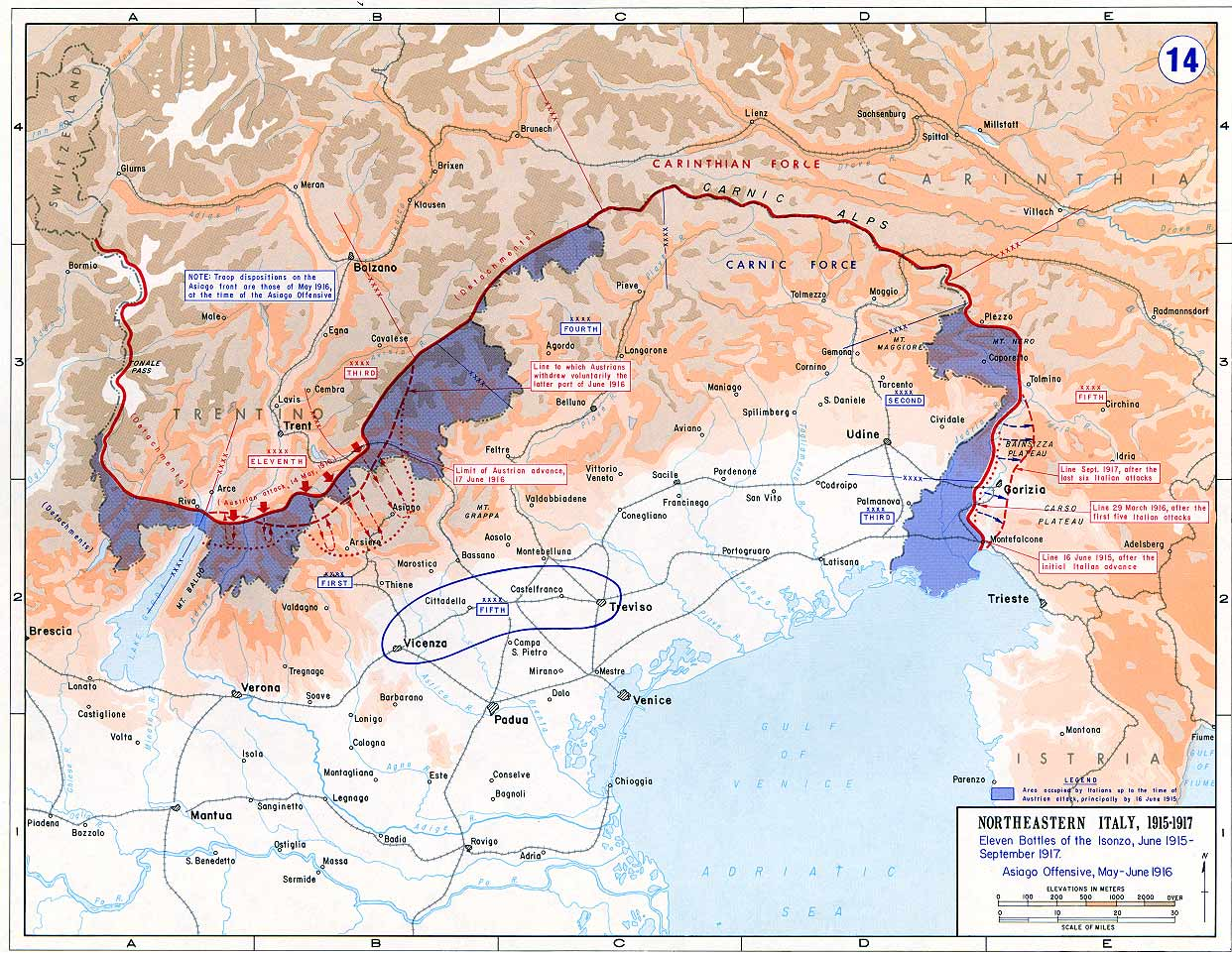
Die italienische Front 1915–1917

- 23. Juni: Italien eröffnet unter dem Oberbefehl von Luigi Cadorna die Erste Isonzoschlacht gegen Österreich-Ungarn mit dem Ziel, Triest zu erobern und in die ungarische Tiefebene einzudringen. Damit beginnt der Gebirgskrieg 1915–1918 an der Italienfront. Die Schlacht endet am 7. Juli mit nur geringen Frontverschiebungen, aber einem Verlust von rund 25.000 Soldaten.
- 17. Juli bis 3. August: Auch in der Zweiten Isonzoschlacht gelingt es der italienischen Armee nicht, den Durchbruch durch die österreichisch-ungarische Frontlinie am Isonzo zu erzwingen.
- 17. Oktober bis 3. November: In der Dritten Isonzoschlacht scheitern erneut alle Angriffe der italienischen Truppen.
- 9. November bis 15. Dezember: Die Vierte Isonzoschlacht bringt ein erneutes Scheitern der italienischen Offensive.
- 17. Dezember: Die von den Italienern begonnene Vierte Isonzoschlacht wird vom österreichisch-ungarischen Generalstab für beendet erklärt. In den Jahren 1916 und 1917 werden acht weitere Isonzoschlachten folgen.

##### Die Fronten des Osmanischen Reichs

###### Schlacht von Gallipoli
- 19. Februar: Alliierte Flottenverbände beginnen mit der Beschießung osmanischer Befestigungsanlagen entlang der Dardanellen. An dieser ersten Attacke ist auch das britische Schlachtschiff Queen Elizabeth beteiligt. Der alliierte Vorstoß hat unter anderem zur Folge, dass Bulgarien alle Verhandlungen mit Deutschland unterbricht. Griechenland bietet den Alliierten seine Unterstützung an.
- 11. März: Unter dem Befehl von Ian Standish Monteith Hamilton wird die britische Mediterranean Expeditionary Force gegründet.

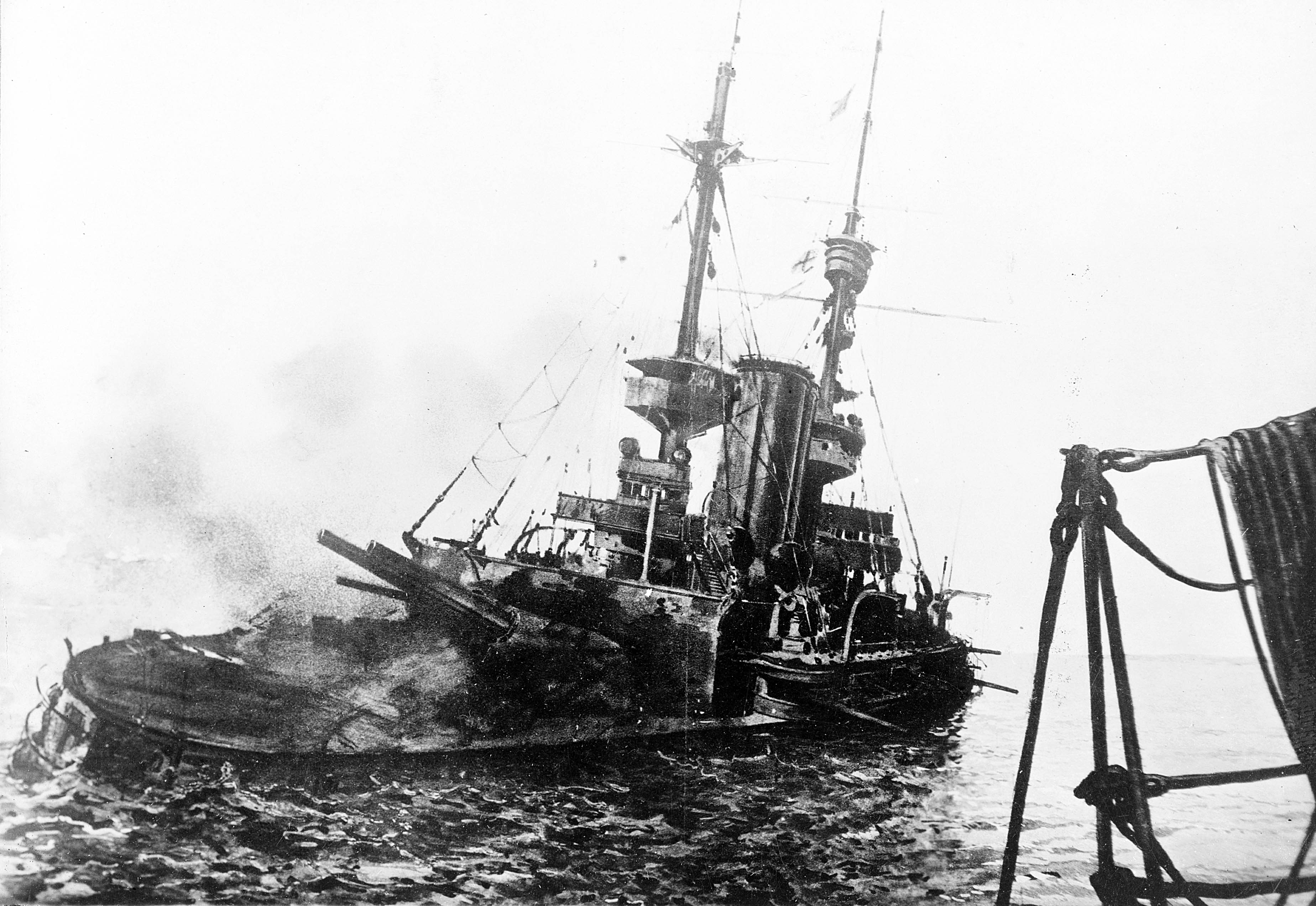
Die sinkende HMS Irresistible

- 18. März: Der britische Angriff auf die Dardanellen scheitert. Eine aus einem britischen Schlachtschiff, einem Schlachtkreuzer, sowie zwölf britischen und vier französischen Linienschiffen bestehende Flotte zerstört zwar mehrere türkische Artilleriegeschütze, auf ihrem Rückweg werden jedoch zahlreiche Schiffe durch ein Minenfeld, das von dem türkischen Minenleger Nusret ausgelegt worden ist, versenkt oder beschädigt. Die Irresistible, die Ocean sowie die französische Bouvet sinken. Der Schlachtkreuzer Inflexible und die französischen Linienschiffe Suffren und Gaulois werden stark beschädigt. Dieses Desaster veranlasst den britischen Kriegsrat, alle Seeangriffe einstellen zu lassen. Flottenkommandant John Fisher, 1. Baron Fisher, der die Pläne des Marineministeriums unter Winston Churchill von Anfang an kritisiert hat, tritt aus Protest zurück.

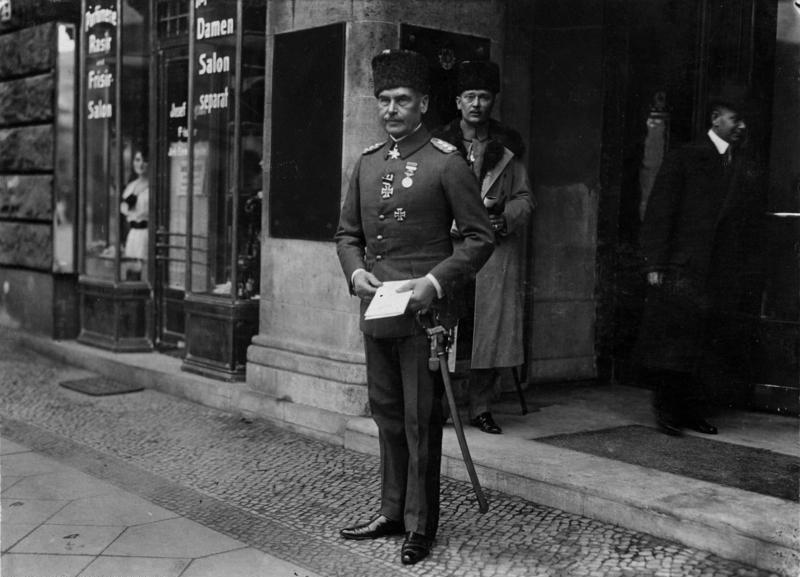
Liman von Sanders als osmanischer Befehlshaber

- 24. März: Otto Liman von Sanders, Leiter einer deutschen Militärmission im Osmanischen Reich, übernimmt den Oberbefehl über die zur Verteidigung der Dardanellen neu gebildete 5. Osmanische Armee auf der Halbinsel Gallipoli.

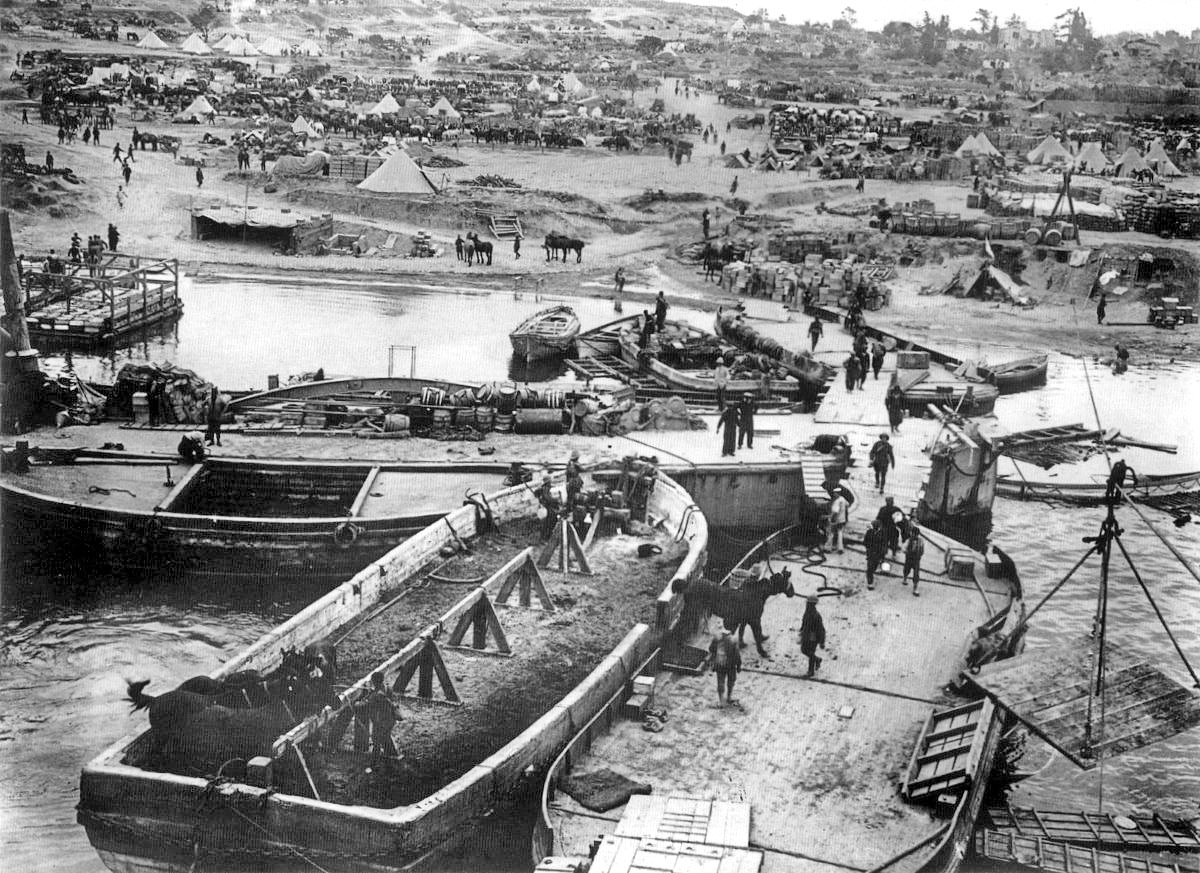
Strandabschnitt V nach der Landung

- 25. April: Mit der Landung am Kap Helles beginnt die Schlacht von Gallipoli.
- 28. April: Die erste Schlacht von Krithia im Rahmen der Schlacht von Gallipoli bringt den Briten eine Niederlage im Kampf mit zwei sich verbissen wehrenden Regimentern der Türken ein.
- 6. bis 8. Mai: In der Zweiten Schlacht von Krithia gelingen den Alliierten kleinere Geländegewinne, das ursprüngliche Ziel der Einnahme von Krithia bleibt aber in weiter Ferne. Bis Juni werden keine weiteren Angriffe in dem Frontabschnitt durchgeführt.
- 21. August: Die Schlacht um Scimitar Hill ist der letzte vergebliche Versuch der Briten, die festgefahrene Frontlinie bei Suvla weiter nach vorne zu bringen. Bei dem Angriff verlieren sie an einem Tag 3.500 Mann. Die Front bleibt bis zum Dezember unverändert. Am gleichen Tag beginnt der Kampf um Höhe 60, der am 29. August ebenfalls mit einem Abwehrsieg der Osmanen endet.
- 14. Oktober: Der britische Oberbefehlshaber Ian Standish Monteith Hamilton wird nach London zurückberufen und von Charles Monro an der Spitze der Mediterranean Expeditionary Force abgelöst.

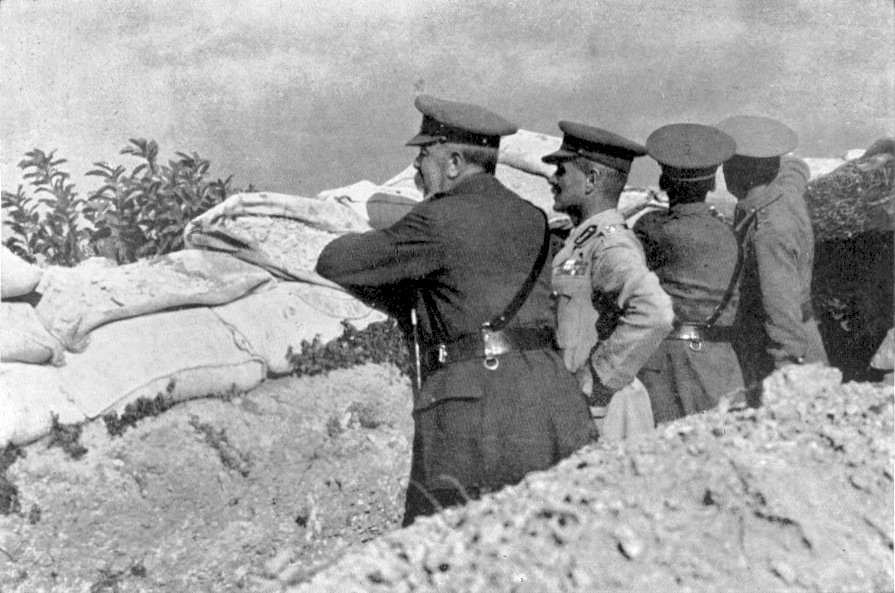
Feldmarschall Kitchener und General Birdwood inspizieren die Front

- 19. November: Nach einer Frontinspektion beschließt Kriegsminister Herbert Kitchener, 1. Earl Kitchener, die Evakuierung der Truppen. Der Rückzug von der Halbinsel beginnt am 18. Dezember.

###### Palästinafront und Mesopotamien
- Januar: Die Palästinafront wird durch den Vorstoß des Osmanischen Reiches zum Sueskanal eröffnet.
- Januar: Australische und neuseeländische Freiwilligenverbände werden nach Ägypten verschifft. Diese Infanterieeinheiten, die gegen das Osmanische Reich kämpfen sollen, formiert man zum 30.000 Mann starken Australian and New Zealand Army Corps (ANZAC) unter dem Kommando von General William Birdwood.
- 12. April: Die Osmanische Armee greift mit wenig Erfolg die britischen Stellungen an der Mesopotamienfront an.
- 20. April: Nureddin Pascha wird Kommandeur der osmanischen Truppen in Mesopotamien.
- 22. bis 25. November: Die Schlacht von Ktesiphon endet unentschieden, doch gelingt es den Osmanen, den britischen Vormarsch zu stoppen. Die britischen Einheiten unter Charles Vere Ferrers Townshend ziehen sich nach Kut zurück.
- 7. Dezember: Die von dem deutschen Militärberater Colmar von der Goltz instruierten osmanischen Truppen beginnen mit der Belagerung von Kut.
- Erster Weltkrieg in Persien: Der Völkermord an den Assyrern und Aramäern beginnt.
- Hussein-McMahon-Korrespondenz

###### Kaukasusfront und Völkermord an der armenischen und syrisch-aramäischen Minderheit
- 15. Januar: Die Ende des Vorjahres begonnene Schlacht von Sarıkamış an der Kaukasusfront gegen die Kaiserlich Russische Armee endet mit einem Debakel für die Dritte Osmanische Armee.
- 15. Februar: Der osmanische General Hafız Hakkı Pascha stirbt wie viele seiner Untergebenen in einem Feldlazarett im Kaukasus an Typhus. Nachfolger wird am 17. Februar Mahmut Kamil Pascha.

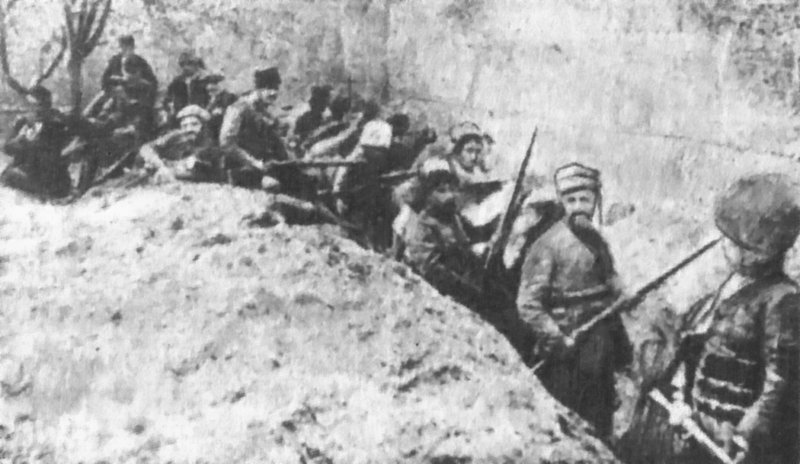
Armenische Milizen in einem Verteidigungsgraben beim Kampf um Van

- 19. April: Der bis zum 17. Mai dauernde Aufstand von Van, der Versuch osmanischer Armenier, sich gegen die Massaker des Osmanischen Reiches an den Armeniern im Vilâyet Van zu wehren, beginnt.

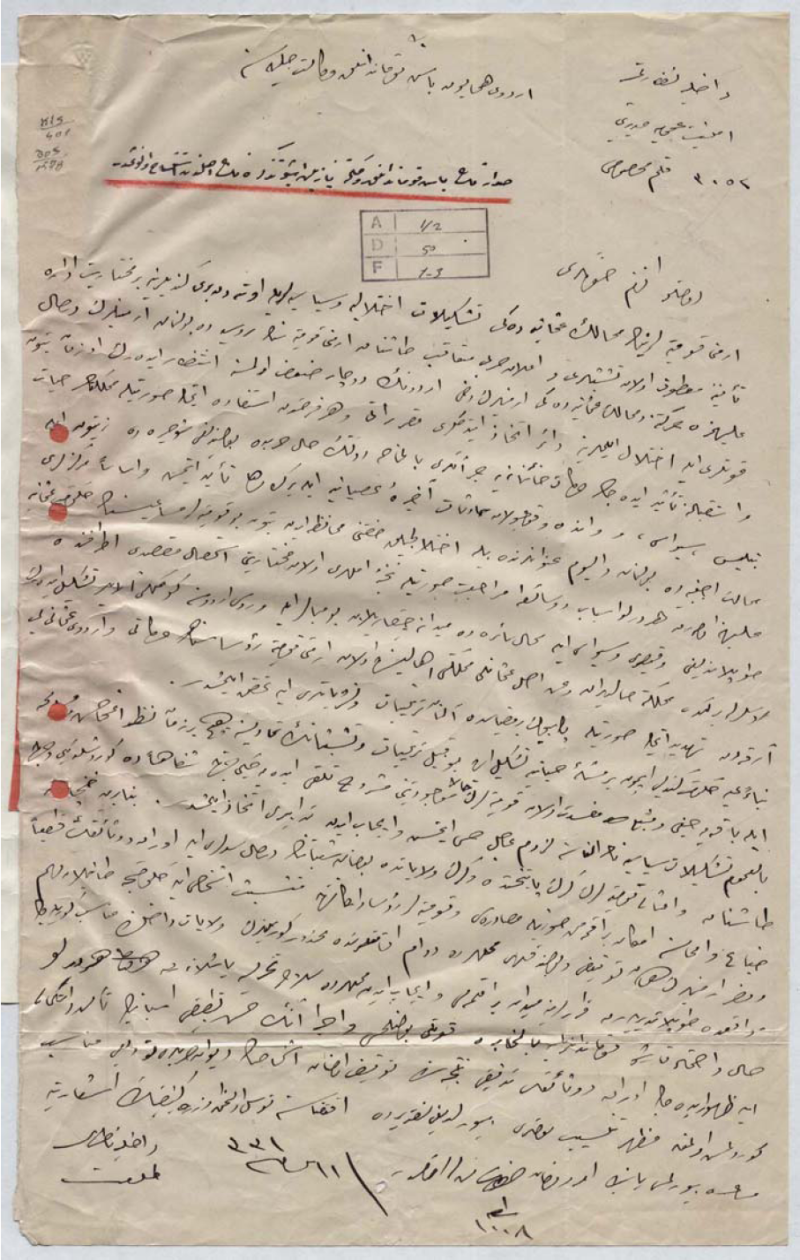
Anordnung des Innenministeriums vom 24. April

- 24. April: Talât Pascha ordnet als türkischer Innenminister die Deportation der armenischen Elite an. Führende Persönlichkeiten der armenischen Gemeinde in der osmanischen Hauptstadt Konstantinopel und später in anderen Ortschaften werden verhaftet und in Konzentrationslager nahe Ankara verschleppt. Nach der Annahme des Deportationsgesetzes am 27. Mai werden sie zwangsumgesiedelt, gefoltert, enteignet und viele von ihnen getötet. Damit wird der Völkermord an den Armeniern und Aramäern eingeleitet.
- 30. April: Das armenisch-apostolische Kloster Varagavank in der osmanischen Provinz Van wird von der osmanischen Armee zerstört.
- Juni: Über 20.000 Menschen werden von den Teşkilât-ı Mahsusa ermordet, indem sie paarweise aneinander gebunden  und bei der Kemah-Schlucht in den Fluss Karasu geworfen werden.

##### Seekrieg
- 1. Januar: Das deutsche U-Boot U 24 versenkt das britische Linienschiff Formidable vor der Isle of Portland. 547 Besatzungsmitglieder sterben, nur 195 können gerettet werden.

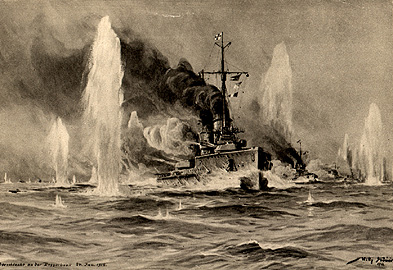
Gefecht auf der Doggerbank

- 24. Januar: Im Gefecht auf der Doggerbank erleidet die deutsche Kaiserliche Marine eine Niederlage gegen die britische Royal Navy. Die Blücher wird versenkt, doch aufgrund schlechter Schießleistungen und eines Durcheinanders bei der Befehlsübermittlung auf britischer Seite kann ein Großteil des deutschen Geschwaders entkommen und bringt sich in die Deutsche Bucht in Sicherheit.

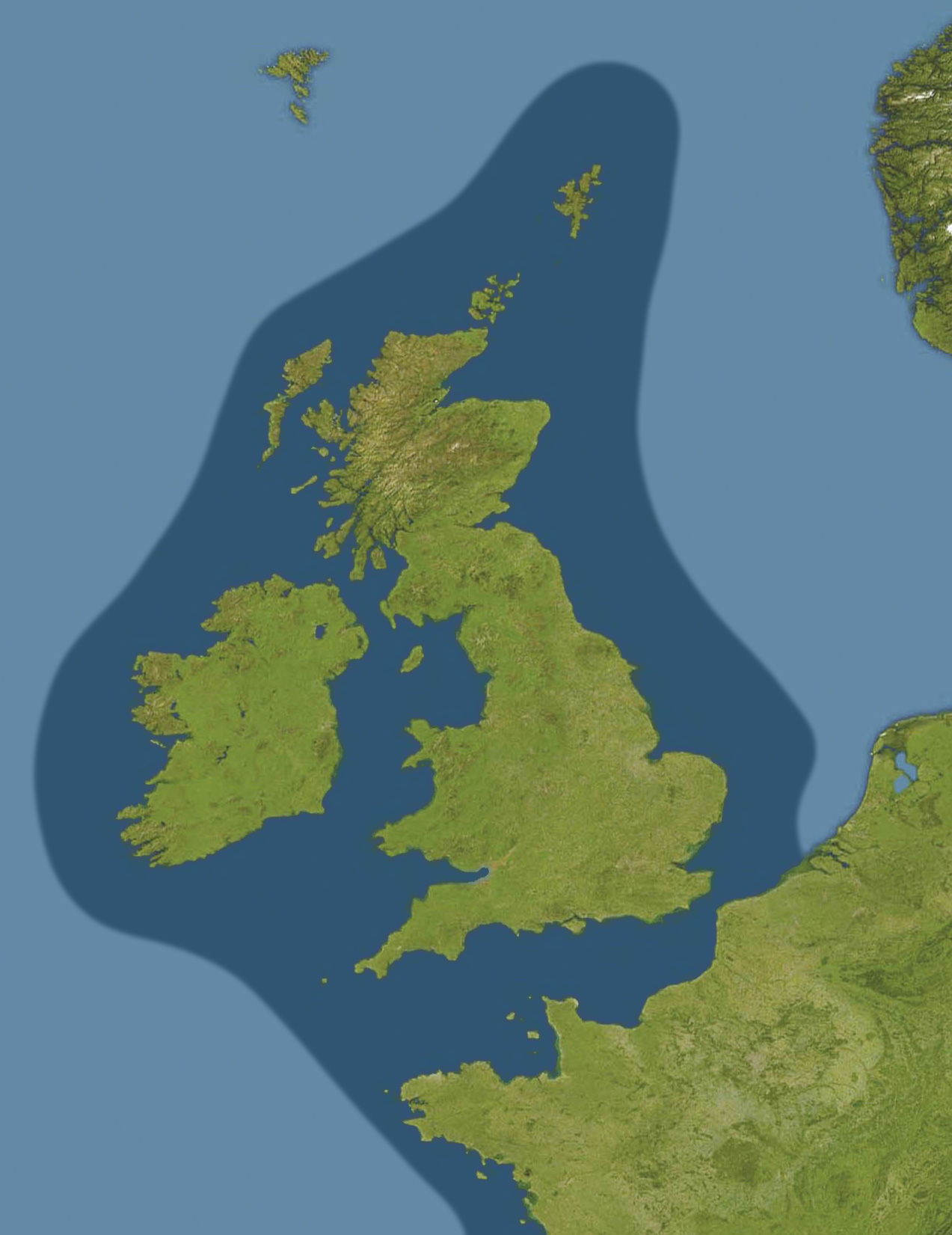
Blockadezone der deutschen U-Boote 1915

- 2. Februar: Wegen des Desasters auf der Doggerbank wird Friedrich von Ingenohl als Chef der Hochseeflotte durch Hugo von Pohl abgelöst. Dieser gibt am 4. Februar den Befehl zum uneingeschränkten U-Boot-Krieg, wonach alle ausländischen Schiffe innerhalb der Sperrzone um Großbritannien und Irland ohne Vorwarnung versenkt werden dürfen. Zum Zeitpunkt des Inkrafttretens am 18. Februar sind allerdings erst 23 deutsche U-Boote einsatzbereit.
- 28. März: Der britische Passagierdampfer Falaba wird vor der Küste von Wales von einem deutschen U-Boot versenkt, 104 Passagiere und Besatzungsmitglieder ertrinken. Durch diesen Zwischenfall ist das erste US-amerikanische Todesopfer im Ersten Weltkrieg zu beklagen.
- 27. April: Der französische Panzerkreuzer Léon Gambetta wird im Ionischen Meer von einem österreichischen U-Boot unter dem Befehl von Georg Ludwig von Trapp versenkt. Von den 821 Mann an Bord sterben 684.

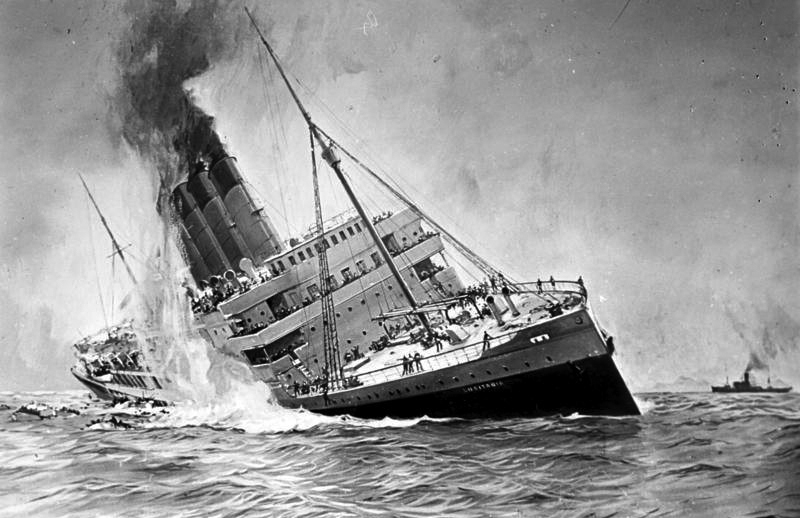
Versenkung der RMS Lusitania – deutsche Darstellung

- 7. Mai: Das deutsche U-Boot U 20 unter dem Befehl von Walther Schwieger versenkt den britischen Luxusdampfer Lusitania. Dabei kommen 1.198 Menschen ums Leben, 128 von ihnen aus den zu diesem Zeitpunkt offiziell neutralen Vereinigten Staaten. Die Proteste der USA veranlassen das Deutsche Kaiserreich, den uneingeschränkten U-Boot-Krieg vorläufig einzustellen.
- 23. Mai: Bereits am Tag der italienischen Kriegserklärung greift die Österreichische Marine den Hafen von Ancona an. Am nächsten Tag läuft ein Großteil der k.u.k.-Marine von Pula in die Adria aus. Der Angriff auf Ancona kostet 63 Menschenleben in der Stadt und verursacht schwere Schäden.
- 13. August: Das deutsche U-Boot UB 14 unter dem Befehl von Heino von Heimburg versenkt in der Ägäis das britische Truppentransportschiff Royal Edward. Von den 1.639 Mann am Bord kommen 935 ums Leben.
- 19. August: Beim Baralong-Zwischenfall wird das deutsche U-Boot U 27 durch die britische U-Boot-Falle Baralong in den Gewässern südlich der irischen Stadt Queenstown versenkt. Danach werden alle überlebenden Besatzungsmitglieder des deutschen U-Boots von der Mannschaft der britischen U-Boot-Falle getötet, was zu einem monatelangen Notenwechsel zwischen der deutschen Reichsregierung und der Regierung des Vereinigten Königreichs führt.
- 19. August: Ein deutsches U-Boot versenkt das britische Passagierschiff Arabic der White Star Line, wobei 44 Menschen ums Leben kommen. Da auch zwei Amerikaner unter den Toten sind, kommt es neuerlich zu Spannungen zwischen den Vereinigten Staaten und dem Deutschen Kaiserreich.
- 4. September: Das deutsche U-Boot U 20 versenkt vor Irland das britische Passagierschiff Hesperian der Allan Line. 32 Menschen kommen ums Leben. Im Gegensatz zur Versenkung der Lusitania wird Kapitän Walther Schwieger nach seiner Rückkehr nach Wilhelmshaven nicht zu seiner erfolgreichen Feindfahrt gratuliert. Er wird nach Berlin geordert, um dort seine Tat zu rechtfertigen und sich offiziell zu entschuldigen.
- 23. Oktober: Das britische U-Boot E 8 torpediert in der Ostsee das deutsche Kriegsschiff Prinz Adalbert. Mit dem Großen Kreuzer gehen 672 Mann Besatzung verloren, nur drei Mann überleben den Schiffsuntergang einige Seemeilen vor Libau.
- 5. November: Das deutsche U-Boot U 35 versenkt den britischen Dampfer Tara und greift den Hafen von Sollum in Ägypten an.
- 8. November: Ein deutsches U-Boot versenkt südlich von Sardinien den italienischen Transatlantik-Passagierdampfer Ancona, wobei 208 Menschen ums Leben kommen.
- 30. Dezember: Das deutsche U-Boot U 38 unter dem Befehl von Max Valentiner torpediert südlich von Kreta das britische Passagierschiff Persia das innerhalb von nur fünf Minuten sinkt. Von den 519 Menschen an Bord überleben nur 175.

##### Luftkrieg
- 19. Januar: Deutsche Zeppeline bombardieren die ostenglischen Städte Great Yarmouth und King’s Lynn und töten vier Zivilisten. Damit beginnen regelmäßige Luftangriffe auf Großbritannien. Von Mai 1915 bis 1917 wird auch London von Luftschiffen angegriffen.
- 11. September: Deutsche Zeppeline bombardieren London.

##### Der Krieg in den Kolonien

###### Pazifik
- 11. Januar: Als letzte deutsche Regierungsstation in Deutsch-Neuguinea besetzen australische Truppen den Ort Morobe im Kaiser-Wilhelmsland.

###### Ostafrika
- 10. Januar: Britische Einheiten besetzen die Insel Mafia in Deutsch-Ostafrika, um von hier aus das im Delta des Rufijiflusses versteckte deutsche Kriegsschiff Königsberg auszuschalten.

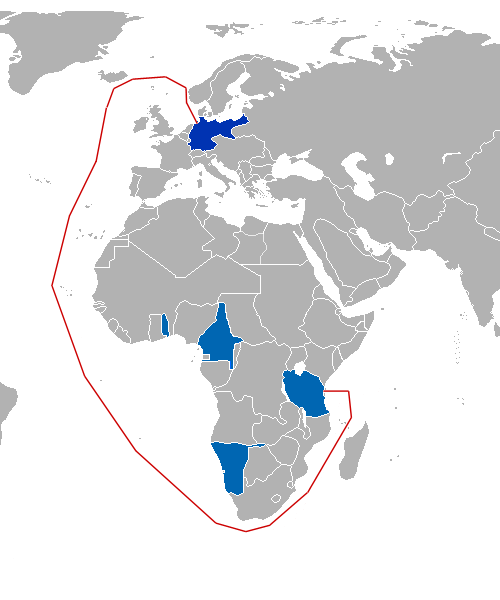
Die Route der Rubens

- 18. Februar: Der Blockadebrecher Rubens läuft von Wilhelmshaven mit einer Versorgungsladung für Deutsch-Ostafrika aus, wo er Anfang April eintrifft. Dort wird das Schiff allerdings am 14. April vom britischen Kreuzer Hyacinth so schwer beschädigt, dass es auf Grund gesetzt werden muss. Ein Großteil der Ladung kann trotzdem geborgen und der deutschen Schutztruppe unter Paul von Lettow-Vorbeck geliefert werden.
- 1. März: Die Royal Navy verhängt eine Seeblockade vor der gesamten Küste Deutsch-Ostafrikas.
- 21. Juni: Britisch-indische Einheiten erobern Bukoba.
- 11. Juli: Die SMS Königsberg wird nach mehreren Gefechten mit britischen Kreuzern von ihrer eigenen Besatzung versenkt.
- Ende des Jahres ist Deutsch-Ostafrika die einzige deutsche Kolonie, die nahezu vollständig gegen die Alliierten gehalten werden kann, da sowohl Briten als auch Belgier noch dabei sind, größere Truppenkontingente zusammenzuziehen.
- Ende des Jahres: Iyasu V., Kaiser von Äthiopien, schließt sich den Mittelmächten im „Heiligen Krieg“ gegen das Britische Kolonialreich an.

###### Südliches Afrika

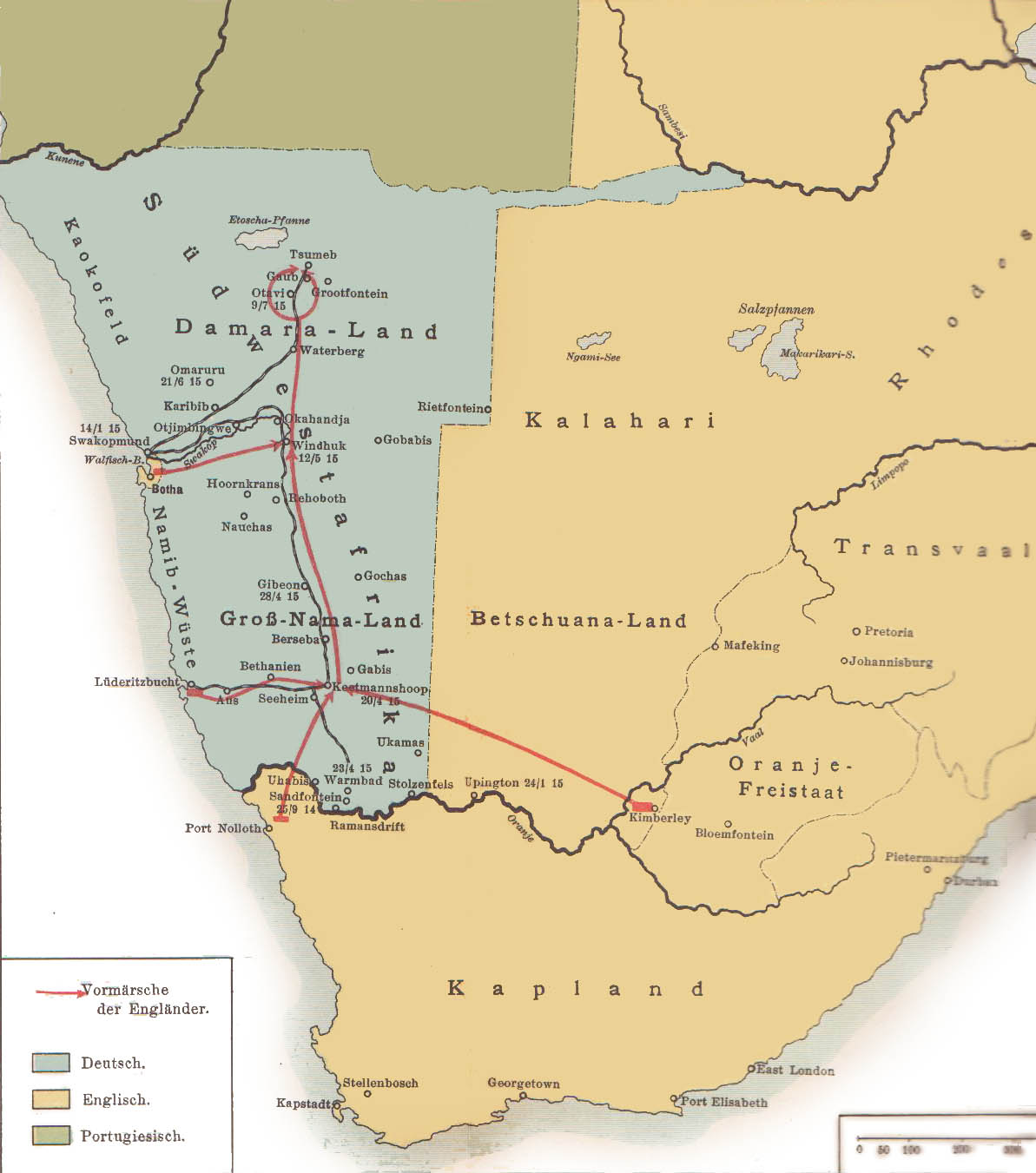
Der Südwestafrikafeldzug 1915

- 24. Januar: Bei Upington besiegen südafrikanische Truppen die mit dem Deutschen Reich sympathisierenden burischen Maritz-Rebellen. Salomon Gerhardus Maritz kapituliert am 30. Januar.
- 11. Februar: Präsident Louis Botha übernimmt persönlich den Oberbefehl über die südafrikanischen Streitkräfte. Sie besetzen Swakopmund im Westen und marschieren von Süden her in Deutsch-Südwestafrika ein.

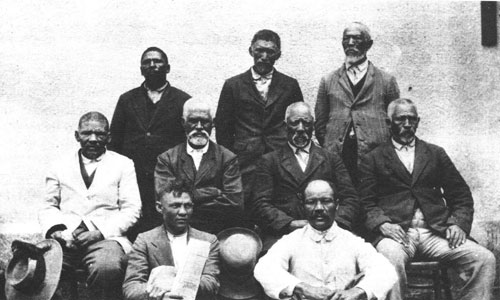
Baster-Rat mit Cornelius van Wyk

- 15. April: Das Volk der Baster im Gebiet von Rehoboth erhebt sich unter der Führung von Cornelius van Wyk gegen die deutsche Bevormundung. Am 8. Mai werden sie in der Schlacht schwer geschlagen.
- 19. April: Südafrikanische Truppen erobern Keetmanshoop in Deutsch-Südwestafrika.
- 12. Mai: Windhuk wird kampflos übergeben, nachdem die letzten deutschen Soldaten die Stadt am 1. Mai verlassen haben.
- 21. Mai: Eine Waffenstillstandseinigung zwischen Louis Botha und dem deutschen Gouverneur Theodor Seitz, wonach Deutsch-Südwestafrika geteilt und nur der Süden von der Südafrikanischen Union besetzt werden soll, wird durch britische Intervention verhindert.
- 1. Juli: Die deutsche Schutztruppe für Deutsch-Südwestafrika unterliegt bei Grootfontein den überlegenen Truppen der Südafrikanischen Union.
- 4. Juli: In den Otavibergen findet das letzte kleinere Gefecht statt.
- 9. Juli: Schutztruppenkommandant Victor Franke kapituliert im Namen der Kolonie Deutsch-Südwestafrika vor den Südafrikanern, um seine Truppe vor der Vernichtung zu bewahren.
- 16. August: Die gesamte Kolonie wird von Unionstruppen besetzt.

###### Kamerun

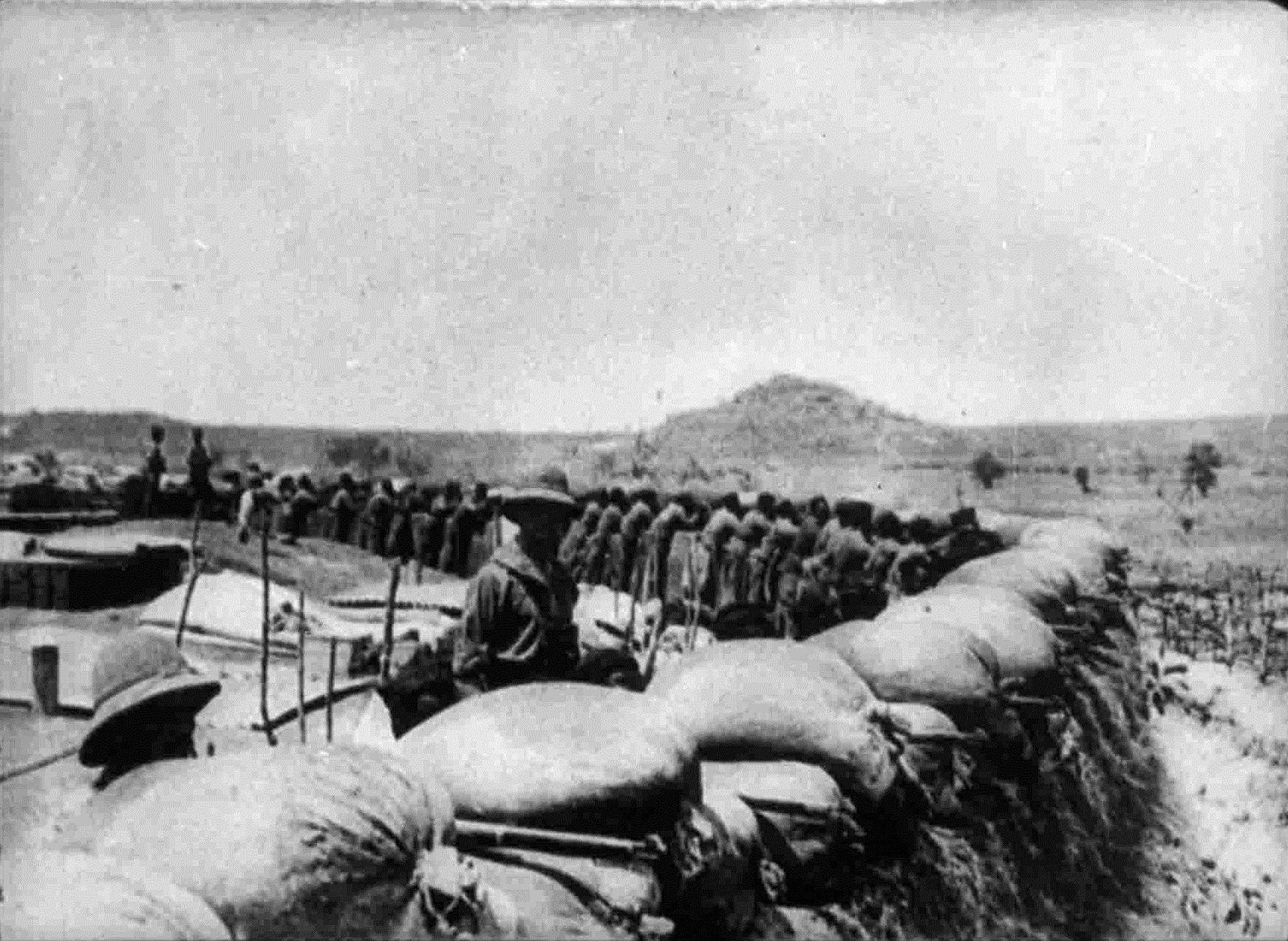
Deutsche Truppen in einer Verteidigungsstellung bei Garoua

- 10. Juni: Nach monatelanger Belagerung wird Garoua in Kamerun von britischen und französischen Truppen besetzt.
- Ende des Jahres ist Mora im Mandara-Gebirge unter dem Befehl des schwer verletzten Ernst von Raben der letzte von deutschen Truppen gehaltene Teil der Kolonie Kamerun.

#### Portugal
- 25. Januar: Konservative Offiziere führen in Portugal einen Putsch gegen die erst seit dem 12. Dezember des Vorjahres im Amt befindlichen Regierung Victor Hugo de Azevedo Coutinho und die dahinter stehende Demokratische Partei des Afonso Costa. Auslöser sind die Verhandlungen, die die Regierung mit den Entente-Mächten über einen Eintritt Portugals in den Ersten Weltkrieg führt, und die antiklerikale Politik der Regierung. Die Putschisten lösen das Parlament auf. Die Erste Republik bleibt damit weiterhin chronisch instabil.

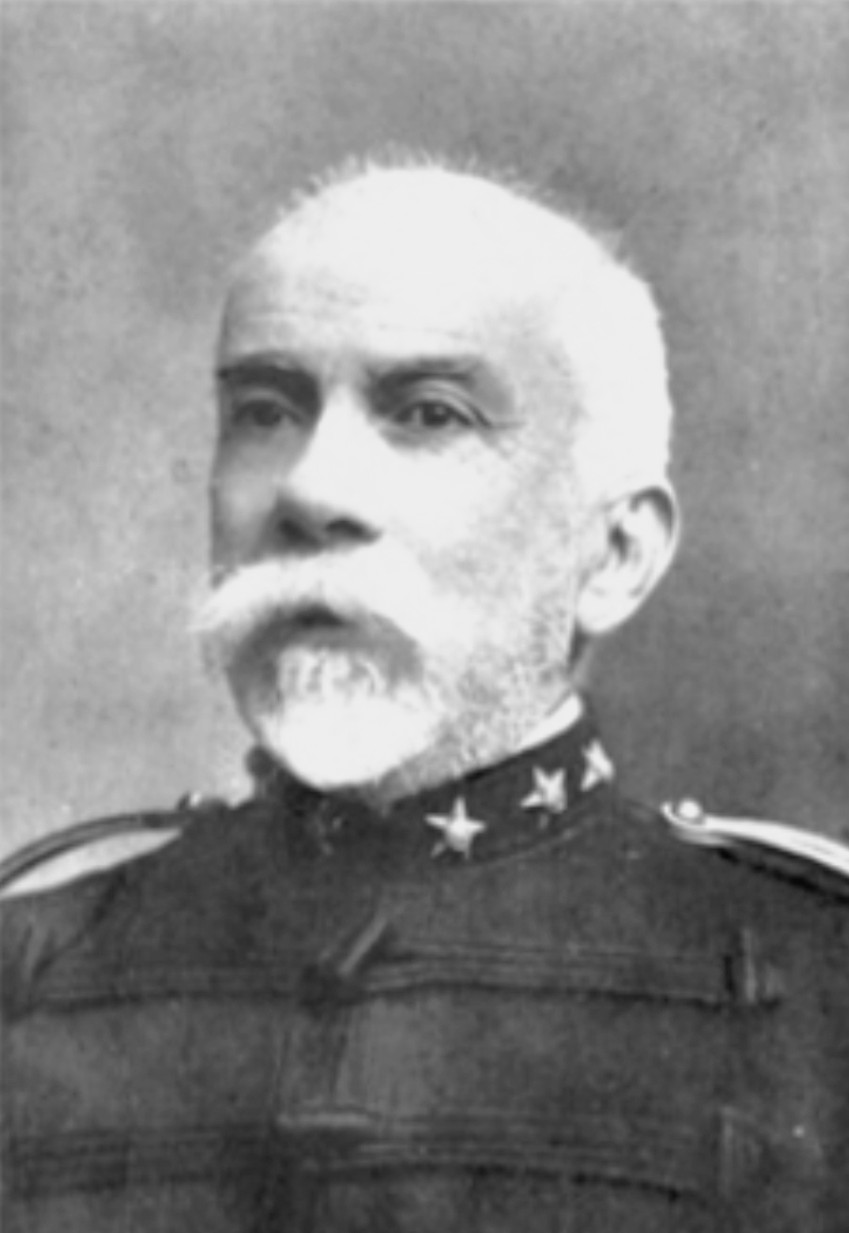
General Joaquim Pimenta de Castro

- 28. Januar: Präsident Manuel José de Arriaga ernennt den Führer der Putschisten, General Joaquim Pimenta de Castro zum neuen Ministerpräsidenten. Die von ihm gebildete, vornehmlich aus Militärs bestehende Regierung, die sogenannte „Diktatur der Schwerter“, regiert ohne Parlament durch vom Präsidenten gegengezeichnete Dekrete. Sie beendet die Verhandlungen mit der Entente und die kirchenfeindliche Politik der Vorgängerregierung. Die Regierung Castro stützt sich auf zwei kleinere Parteien, die sich 1912 von den Demokraten abgespalten haben, die Evolutionisten und die Unionisten, und besonders auf den konservativen Teil des Offizierscorps.
- 14. Mai: Der Demokratischen Partei nahestehende Offiziere unternehmen einen Gegenputsch gegen die Regierung de Castro. Die herrschende Militärjunta tritt zurück, eine „Verfassungsjunta“ übernimmt vorläufig die Regierung, die Afonso Costa das Amt als Regierungschef anbietet, das dieser jedoch ablehnt. Auch Präsident Arriaga muss zurücktreten, Teófilo Braga wird neuerlich zum Übergangspräsidenten gewählt.
- 17. Mai: Der frühere Regierungschef João Pinheiro Chagas wird erneut zum Ministerpräsidenten gewählt, tritt das Amt jedoch nicht an, José de Castro wird so neuer Regierungschef.
- 9. Oktober: Bernardino Machado wird vom Parlament zum Präsidenten der Republik gewählt.
- Nach dem Sieg der Demokratischen Partei bei den Wahlen im Juni wird Afonso Costa am 29. November zum zweiten Mal Ministerpräsident.

#### Weitere Ereignisse in Europa
- 1. Januar: Giuseppe Motta wird Bundespräsident der Schweiz.
- 1. Januar: In Island tritt das Gesetz über das Verkaufsverbot von alkoholischen Getränken in Kraft. Im gleichen Jahr wird im Land das Frauenwahlrecht eingeführt.
- 1. Januar: Moritz Freiherr von Bissing, Generalgouverneur in Belgien (1914–1917), verbietet die Verlesung des Hirtenbriefs von Kardinal Mercier, Erzbischof von Mechelen und Primas von Belgien (Näheres hier).

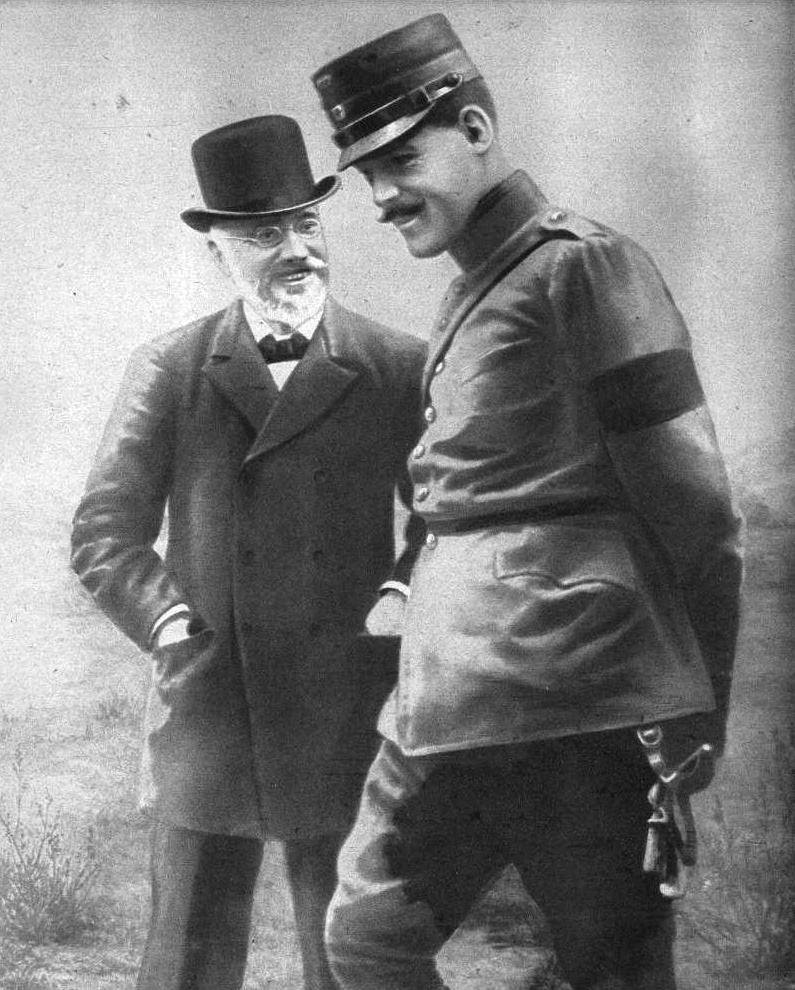
Konstantin I. und Eleftherios Venizelos 1913/14

- Im Königreich Griechenland kommt es zunehmend zu Spannungen zwischen dem deutschlandfreundlichen König Konstantin I. aus dem Hause Schleswig-Holstein-Sonderburg-Glücksburg, der einen Kurs der Neutralität für Griechenland im Ersten Weltkrieg befürwortet und dem der Entente zuneigenden Ministerpräsidenten Eleftherios Venizelos, den der König schließlich am 10. März entlässt und durch Dimitrios Gounaris ersetzt. Nach seinem Sieg bei den Wahlen wird Venizelos am 23. August neuerlich Ministerpräsident, muss am 7. Oktober jedoch neuerlich zurücktreten. Nach einer einmonatigen Übergangsregierung unter Alexandros Zaimis wird am 7. November letztlich Stephanos Skouloudis Ministerpräsident. Er versucht zunächst die Bildung einer Allparteienregierung zur Erreichung einer nationalen Einheit.
- 5. Juni: Das Grundgesetz Dänemarks wird geändert. Das Land führt darin unter anderem als fünfter Staat der Welt das Frauenwahlrecht ein. Gleichzeitig wird eine Regelung beschlossen, nach der eine einfache Mehrheit bei Volksabstimmungen für eine Grundgesetzänderung nicht ausreicht, sondern 45 % sämtlicher Stimmberechtigten dafür gestimmt haben müssen, damit sie wirksam wird.
- 5. September: Im Schweizer Dorf Zimmerwald bei Bern beginnt die Zimmerwalder Konferenz, eine geheime internationale sozialistische Konferenz, deren prominenteste Teilnehmer Lenin und Leo Trotzki sind. Die Konferenz wurde vom Schweizer Sozialdemokraten Robert Grimm mit dem Ziel organisiert, die Sozialistische Internationale neu zu organisieren. Die 37 Teilnehmer aus zwölf Ländern verabschieden am 8. September das Zimmerwalder Manifest. Die antimilitaristische, revolutionäre sozialistische Bewegung, die sich um Lenin an dieser Konferenz bildet und die ein eigenes, radikaleres Zusatzprotokoll hinzufügt, wird als «Zimmerwalder Linke» bezeichnet. Damit beginnt die Spaltung der Arbeiterbewegung in revolutionäre und reformistische Sozialisten bzw. Kommunisten und Sozialdemokraten.

#### Amerika
- 2. Januar: Ein Putsch gegen die Regierung von Eduardo Schaerer in Paraguay scheitert am zweiten Tag.
- 28. Januar: Durch die Zusammenlegung von Revenue Cutter Service („Zollkutterdienst“) und Life Saving Service („Seenotrettungsdienst“) erfolgt die Bildung der United States Coast Guard, der Küstenwache der Vereinigten Staaten.

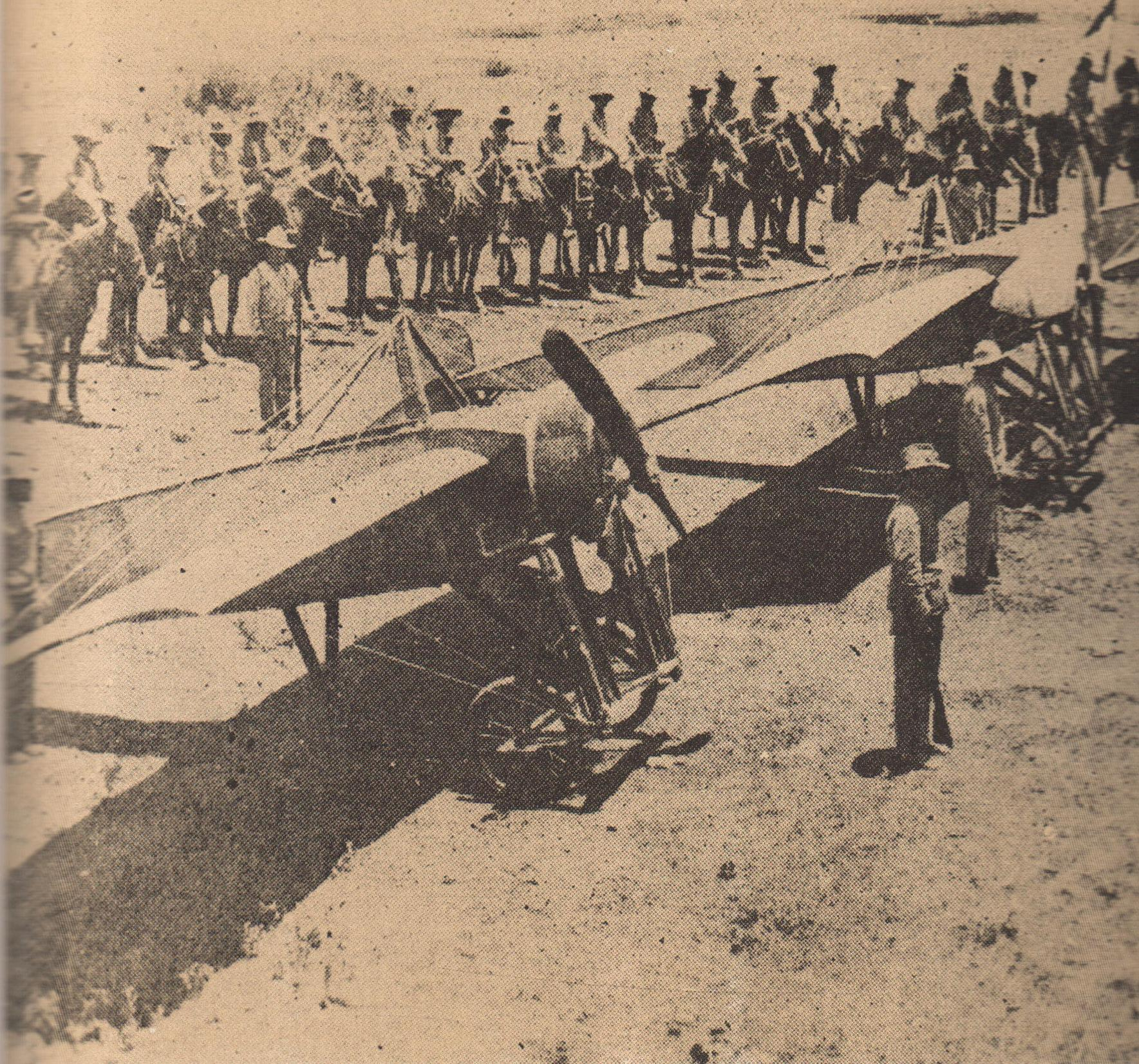
Flugzeuge der Konstitutionalisten bei El Ébano

- 21. März: Im Verlauf der Mexikanischen Revolution beginnt die Schlacht um El Ébano, in der es den Konstitutionalisten nach mehr als 70-tägigen Kämpfen gelingt, den Versuch der von Pancho Villa dominierten Konventionisten abzuwehren, sich in den Besitz der mexikanischen Erdölfördergebiete und des Ölexporthafens Tampico zu setzen.
- 19. Oktober: Die USA erkennen de facto die mexikanische Regierung unter Venustiano Carranza an.
- Thanksgiving: Inspiriert durch den rassistischen Film The Birth of a Nation von David Wark Griffith gründet der gescheiterte Wanderprediger William Joseph Simmons den Ku-Klux-Klan neu und erweitert das mythische Repertoire des Klans um das brennende Feuerkreuz. Der neue Klan erlebt einen regen Zustrom.
- 18. Dezember: US-Präsident Woodrow Wilson heiratet seine zweite Frau Edith White Bolling Galt.

#### Karibik
- 4. März: Jean Vilbrun Guillaume Sam putscht sich in Haiti an die Macht. Präsident Joseph Davilmar Théodore geht ins Exil nach Curaçao.
- 27. Juli: Aufständische Kleinbauern besetzen die haitianische Hauptstadt Port-au-Prince. Jean Vilbrun Guillaume Sam flieht in die französische Botschaft.
- 28. Juli: Die französische Botschaft wird gestürmt und Präsident Sam wird von der Menge gelyncht. Am Nachmittag besetzen daraufhin auf Befehl Woodrow Wilsons amerikanische Truppen das Land.
- 16. September: Nach der Besetzung Haitis durch US-Truppen im Juli wird das Land formal zu einem Protektorat.

#### Asien
- 18. Januar: Das Japanische Kaiserreich stellt Einundzwanzig Forderungen an die seit 1912 bestehende Republik China, um sich dort weitgehenden politischen, militärischen und wirtschaftlichen Einfluss zu sichern.
- 25. Mai: Im Vertrag von Kjachta zwischen Russland, China und Bogd Khan, dem achten Jebtsundamba Khutukhtu der Mongolei, wird der Äußeren Mongolei ein Autonomiestatus unter der Oberhoheit Chinas zuerkannt.

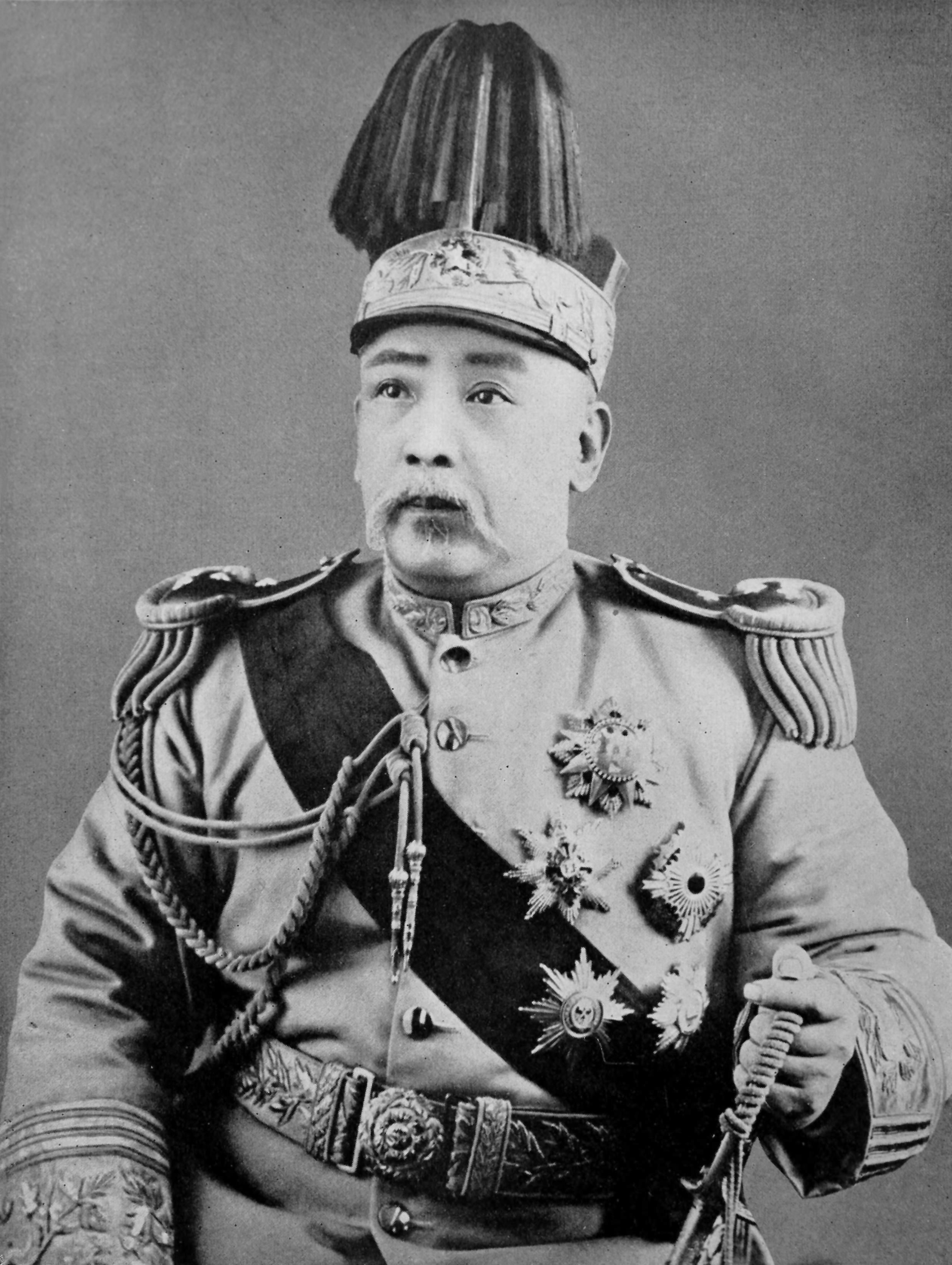
Yuan Shikai 1915

- 12. Dezember: Yuan Shikai, der erste Präsident der Republik China, proklamiert sich selbst zum Kaiser Hongxian des neu errichteten Kaiserreichs China, das zwar nur 83 Tage währen, die Republik aber nachhaltig destabilisieren wird. Noch im gleichen Jahr ruft Tang Jiyao, der Gouverneur von Yunnan, die Unabhängigkeit der Region aus. Sein Heerführer Cai E rückt auf Sichuan vor.

#### Afrika
- 23. Januar: John Chilembwe beginnt mit 200 Anhängern in der britischen Kolonie Nyassaland im heutigen Malawi einen antikolonialen Aufstand, der nach zwei Tagen scheitert. Chilembwe wird bei dem Versuch, ins benachbarte portugiesische Mosambik zu flüchten, am 3. Februar getötet.

### Wirtschaft

#### Kriegswirtschaft
- 5. Januar: Aus kriegswirtschaftlichen Überlegungen zur Streckung der Getreidevorräte wird im Deutschen Reich ein Nachtbackverbot eingeführt.

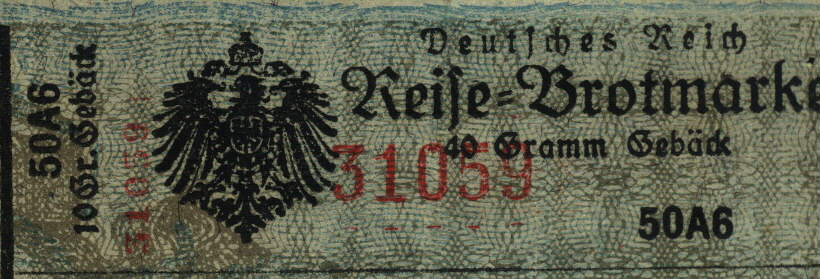
Brotkarte

- 25. Januar: Im Ersten Weltkrieg wird im Deutschen Reich die Versorgung mit Brot rationiert. Die Brotkarte ist die erste von weiteren, folgenden Lebensmittelmarken.
- Im Deutschen Reich wird der „Schweinemord“, die Schlachtung von rund fünf Millionen Schweinen, angeordnet.

#### Internationale Ausstellungen

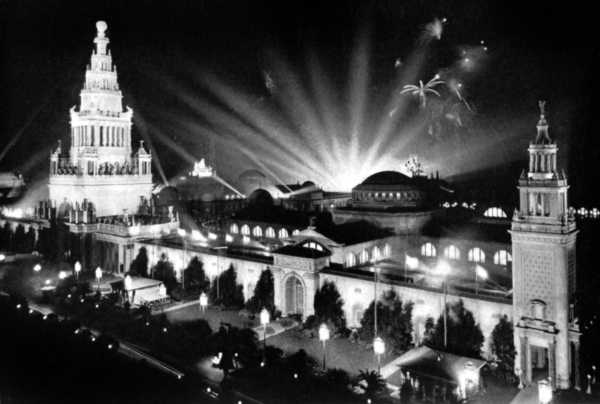
Ansicht der Pavillons im Flutlicht: Links der Tower of Jewels, rechts der Italian Tower

- 20. Februar bis 4. Dezember: Die Panama-Pacific International Exposition wird in San Francisco durchgeführt. Für die Ausstellung, die die Eröffnung des Panamakanals im Vorjahr feiern und gleichzeitig zeigen soll, wie sich San Francisco von dem Großen Beben von 1906 erholt hat, wird unter anderem der Palace of Fine Arts errichtet. Rund 18,9 Millionen Menschen besuchen die Ausstellung. Nach deren Ende entwickelt sich auf dem Gelände der Marina District.

#### Patente und Unternehmensgründungen
- 19. Januar: In den Vereinigten Staaten erhält Georges Claudes mit Neon gefüllte Leuchtröhre Patentschutz.
- März: Gründung der Reichsstickstoffwerke Piesteritz als größter Industriebetrieb in Wittenberg.
- 10. September: In Frankreich wird die satirische Wochenzeitung Le Canard enchaîné gegründet.
- 16. November: Auf die charakteristische Coca-Cola-Flasche wird ein US-Patent erteilt.
- 19. November: Das Filmtechnikunternehmen Technicolor wird gegründet.
- Das neu gegründete Unternehmen Safeway eröffnet in Idaho seinen ersten Supermarkt.

#### Verkehr
- 4. Dezember: Mit der Schlusssteinweihe wird der Hauptbahnhof in Leipzig komplett in Betrieb genommen.

### Wissenschaft und Technik

#### Antarktisforschung
Während der ersten Tage des Jahres verzögert sich das Vorankommen der im Drifteis des Weddell-Meeres befindlichen Endurance-Expedition, doch eine Periode guter Fahrt während des 7. und des 10. Januars bringt die Endurance nahe an die Küste von Coats Land. Am 17. Januar entdeckt die Expedition Land, das Ernest Shackleton nach seinem Hauptgönner Caird-Küste benennt. Die Endurance befindet sich nun in der Nähe von Prinzregent-Luitpold-Land, an dessen südlichem Ende ihr Bestimmungsort liegt, die Vahselbucht.

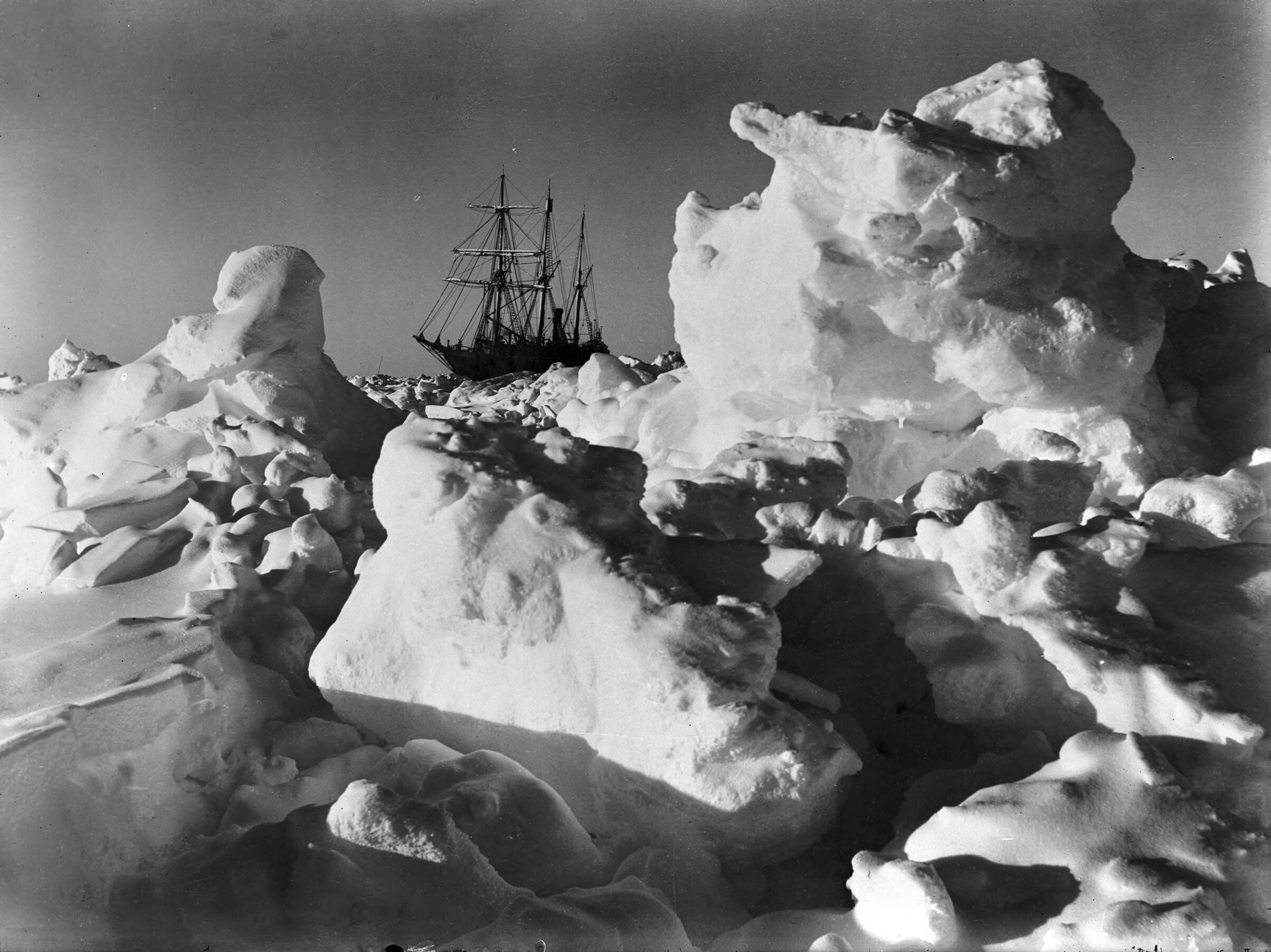
Die Endurance im Packeis

Am nächsten Tag sitzt das Schiff im Packeis fest. Nach mehreren passiven Tagen schickt Shackleton am 14. Februar Männer mit Eismeißeln, Ahlen, Sägen und Hacken aufs Eis, um eine Durchfahrt freizumachen, doch die Anstrengungen bleiben vergeblich.
Am 21. Februar erreicht die Endurance im Griff des Packeises ihre südlichste Breite, 76° 58′ S, und beginnt sich dann mit dem Eis in Richtung Norden zu bewegen. Als klar ist, dass man vor dem Frühling nicht mehr freikommen wird, befiehlt Shackleton am 24. Februar, die Schiffsroutine aufzugeben. Die Hunde werden von Bord gebracht, während die Schiffseinrichtung in passende Winterquartiere für die Männer umfunktioniert wird.

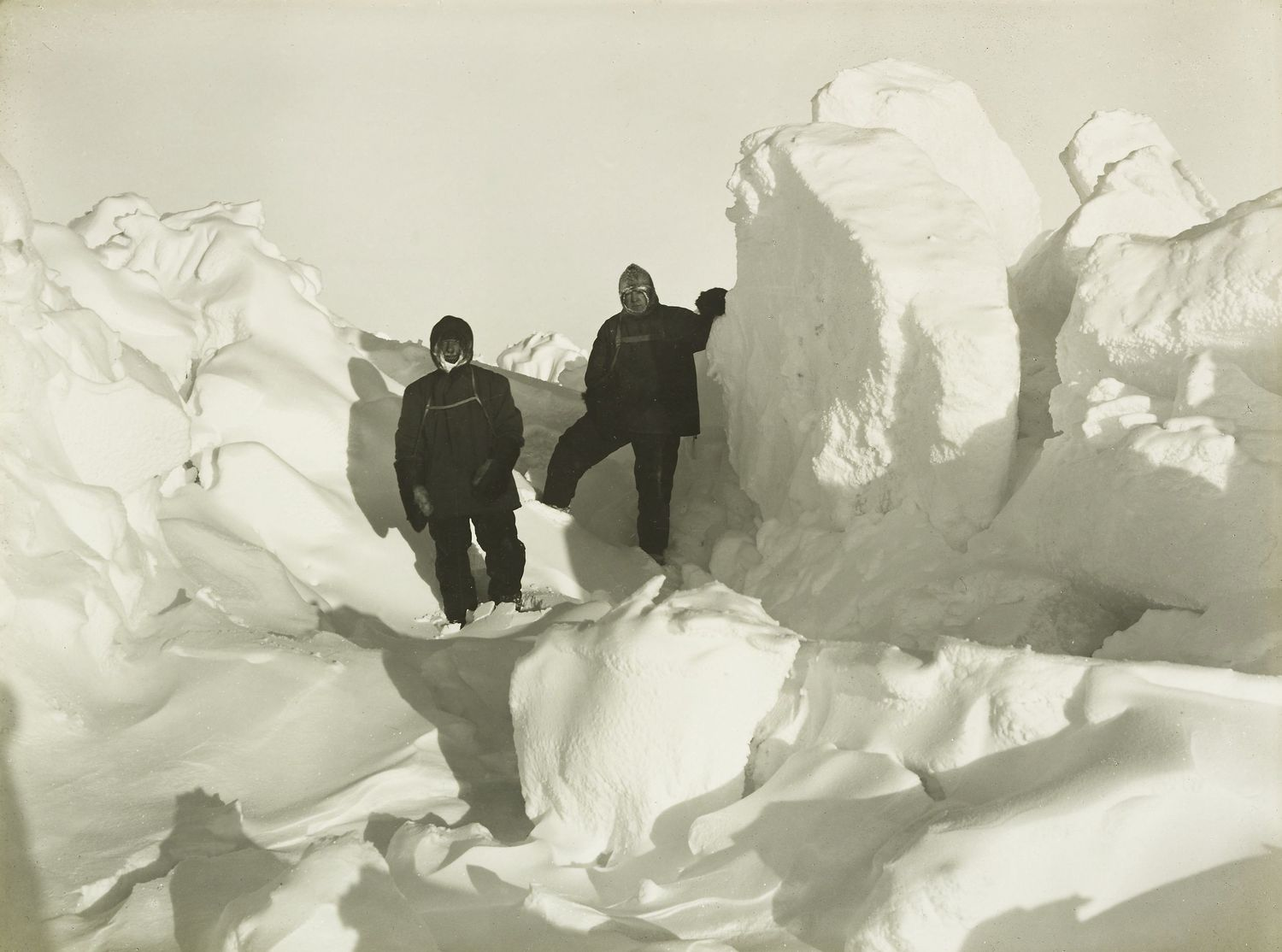
Shackleton und Wild zwischen dem vom Druck aufgetürmten Packeis

Im Februar und März treibt die Endurance langsam Richtung Norden. Als jedoch der Winter einsetzt, nimmt auch die Geschwindigkeit der Drift zu und der Zustand des umliegenden Eises verändert sich und das Schiff gerät in Gefahr, von den Eismassen erdrückt zu werden.
Die dunklen Wintermonate Mai, Juni und Juli gehen ohne große Ereignisse vorüber. Anfang September beginnt das Eis jedoch wieder heftig zu drücken und presst daraufhin periodisch weiter. Als die Steuerbordseite der Endurance am 24. Oktober gegen eine große Eisscholle gedrückt wird, steigt der Eisdruck auf der Seite des Schiffes, bis die Bordwand sich zu biegen und zu splittern und Wasser ins Schiff zu laufen beginnt. Am 27. Oktober ist Shackleton gezwungen, das Schiff zu evakuieren. Das Wrack bleibt über Wasser, und während der folgenden Wochen kann die Crew weitere Vorräte und Materialien retten.

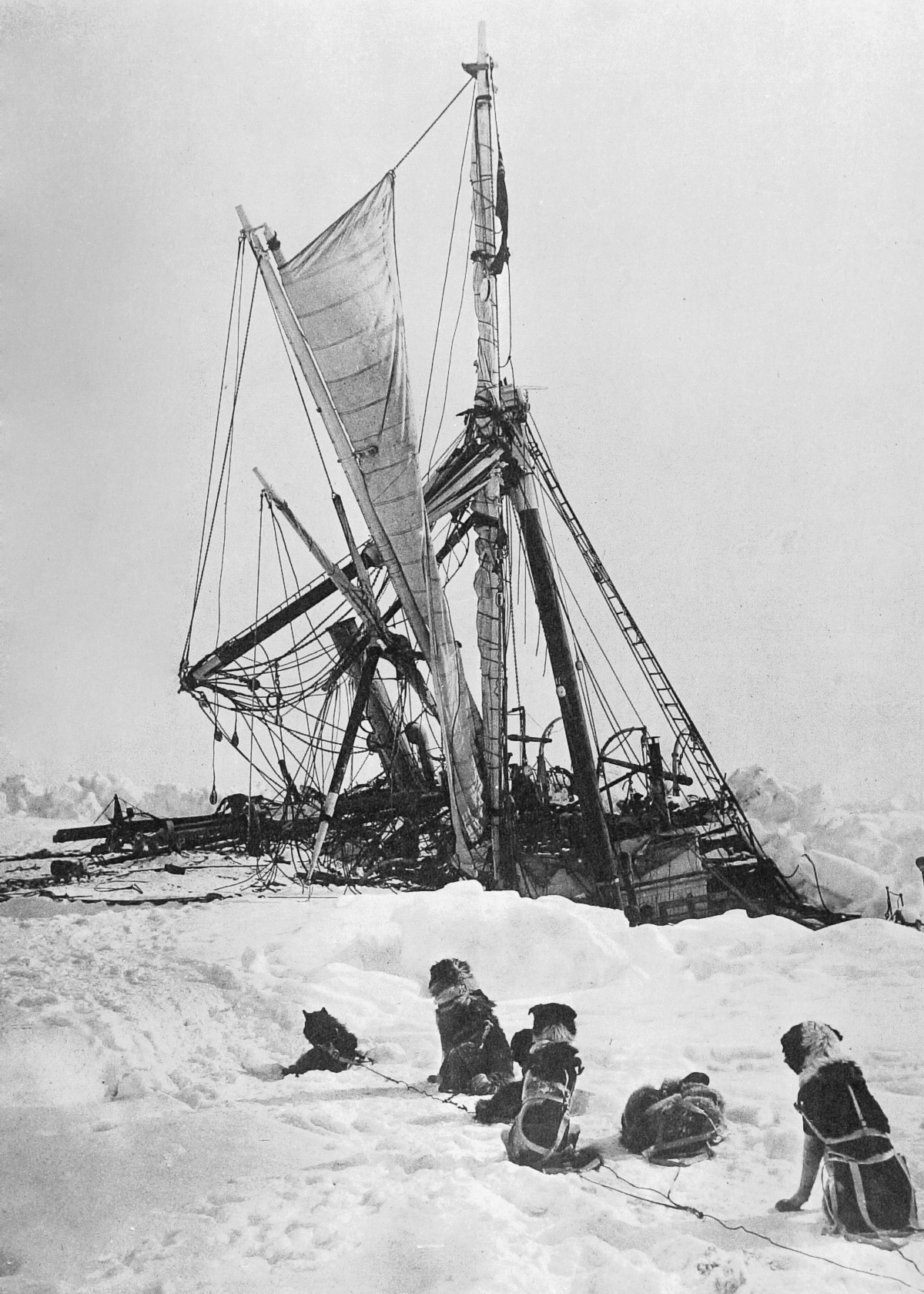
Hunde, die die Endurance am Ende der Drift beobachten, kurz bevor sie untergeht

Am 30. Oktober beginnt für die Expedition der Marsch zur Paulet-Insel, wo Shackleton 12 Jahre früher ein umfangreiches Nahrungsdepot angelegt hat, doch der Zustand des Packeises macht ein Vorankommen beinahe unmöglich. Am 1. November bricht Shackleton den Marsch ab und beschließt auf den Aufbruch des Eises zu warten. Das Wrack der Endurance, das noch immer in der Nähe im Eis steckte, wird weiterhin von kleinen Gruppen der Männer besucht, um Vorräte zu bergen, bis das Schiff am 21. November schließlich unter das Eis rutscht.
Nach einem neuerlichen vergeblichen Versuch zwischen dem 23. und dem 29. Dezember, die Paulet-Insel zu erreichen und einer Rebellion durch den Schiffszimmermann Harry McNish gibt Shackleton die Bemühungen auf. Die Männer stellten ihre Zelte auf einer stabilen Eisscholle auf und richten sich im sogenannten Patience Camp ein, das für über drei Monate ihr Heim bleiben wird.

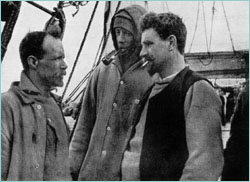
Angehörige der Ross Sea Party an Bord der Aurora

Die sogenannte Ross Sea Party, die die Endurance-Expedition durch die Anlage von Depots unterstützen soll, kommt erst am 16. Januar mit rund einmonatiger Verspätung vor der Ross-Insel an, wo die Männer unter der Führung von Aeneas Mackintosh am Kap Evans ihre Küstenbasis im früheren Hauptquartier der Discovery-Expedition von Robert Falcon Scott errichten. Dort kommt es zu einem ersten Streit zwischen Mackintosh und dem Expeditionsmitglied Ernest Joyce über die weitere Vorgangsweise. Nachdem sich Mackintosh durchgesetzt hat, bricht die Mannschaft am 24. Januar auf, um die ersten Depots bei Minna Bluff und auf 80° Süd anzulegen. Aufgrund der wegen des hastigen Aufbruchs fehlenden Akklimatisierung kann nur ein Teil der Vorräte deponiert werden. Außerdem sterben auf dem Rückweg alle mitgenommenen Schlittenhunde, und die Männer sind bei der Ankunft am 25. März auf der Hut-Point-Halbinsel so erschöpft, dass sie vorläufig nicht nach Kap Evans zurückkehren können. Das Expeditionsschiff Aurora bringt die Expeditionsteilnehmer schließlich an die Basis zurück, wird dort verankert und man lässt sie im Packeis einfrieren. Bei einem Sturm am 7. Mai reißt sie sich jedoch los, wird aufs Rossmeer hinausgetrieben und kann nicht mehr nach Kap Evans zurückkehren. Glücklicherweise befinden sich die meisten Vorräte bereits an Land und die Männer richten sich auf einen mehrjährigen Aufenthalt in der Antarktis ein. In dieser Situation zeigt Expeditionsführer Mackintosh Führungsqualitäten, die ihm während der ersten Überwinterung das Vertrauen der Mannschaft zurückgewinnen. Am 1. September beginnen die Männer mit neuerlichen Depotanlagen. Das Depot am Minna Bluff wird am 28. Dezember fertiggestellt.

#### Naturwissenschaften
- 2. Juni: Albert Einstein hält in der Treptower Sternwarte seinen ersten öffentlichen Vortrag über die von ihm entwickelte Allgemeine Relativitätstheorie.
- 25. November: Albert Einstein trägt den Kern der Allgemeinen Relativitätstheorie an der Preußischen Akademie der Wissenschaften vor. Zur Beschreibung der gekrümmten Raumzeit bedient er sich der Differentialgeometrie.
- Wacław Sierpiński beschreibt das Sierpinski-Dreieck.

#### Sonstiges
- 15. Januar: Die Erstausgabe der wissenschaftlichen Fachzeitschrift Proceedings of the National Academy of Sciences erscheint in den Vereinigten Staaten. Die Wochenzeitschrift wird von der National Academy of Sciences herausgegeben.
- 1. Februar: Der Bau des ersten Abschnitts der Feldbahn Haliç–Karadeniz beginnt, um das Silahtarağa-Elektrizitätswerk mit Braunkohle aus dem Tagebau bei Ağaçlı im Norden der Stadt Istanbul zu beliefern.

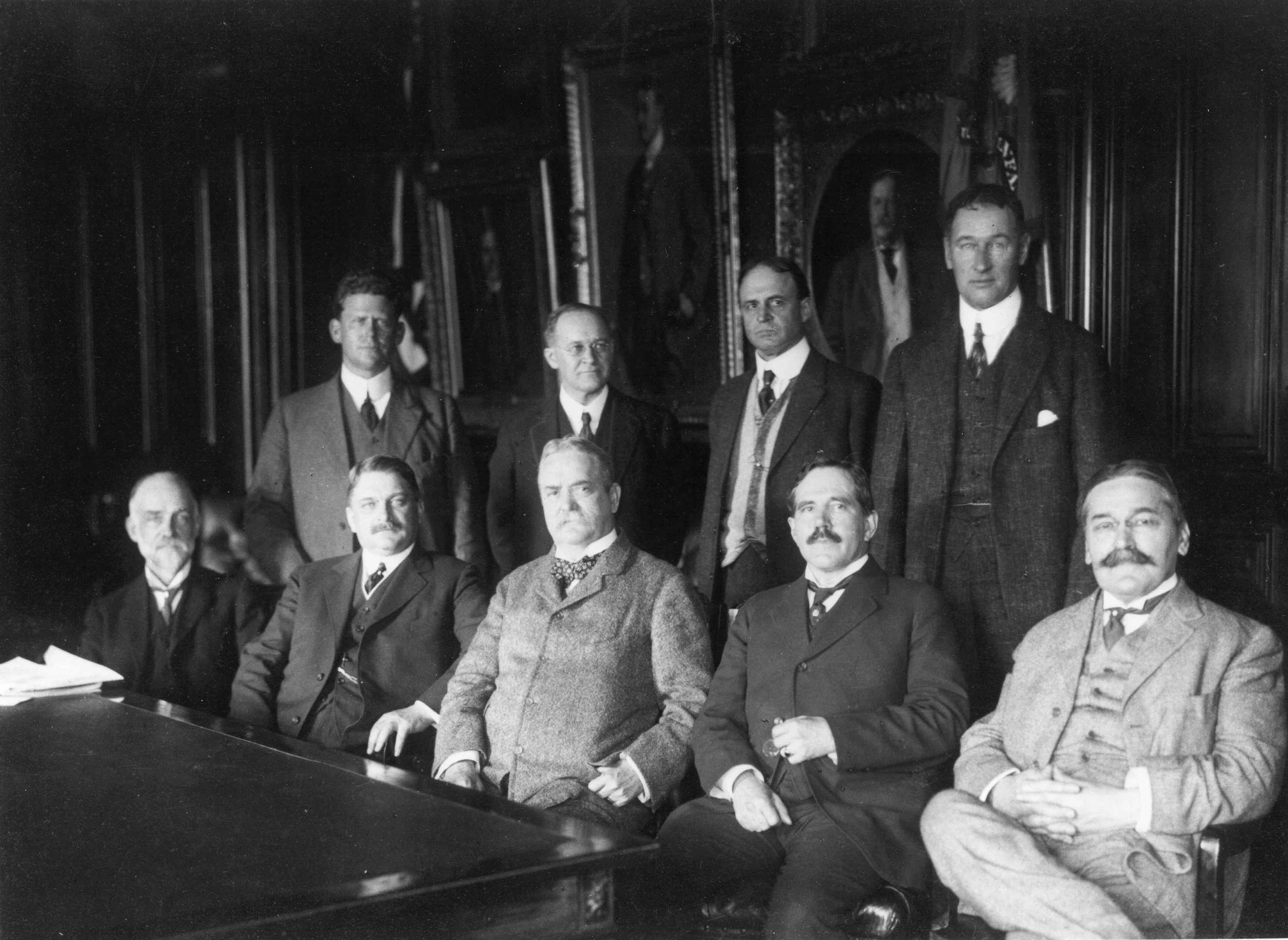
Das erste meeting der NACA 1915

- 3. März: Das National Advisory Committee for Aeronautics (NACA), aus dem 1958 die NASA hervorgehen wird, wird gegründet. Es soll die Innovationen im Flugzeug- und Antriebsbau koordinieren und auf eine wissenschaftliche Grundlage stellen. Die so erlangten Erkenntnisse werden der amerikanischen Luftfahrtindustrie zur Verfügung gestellt.
- 12. Dezember: Die Junkers J 1, das weltweit erste Ganzmetallflugzeug, startet zum Jungfernflug.

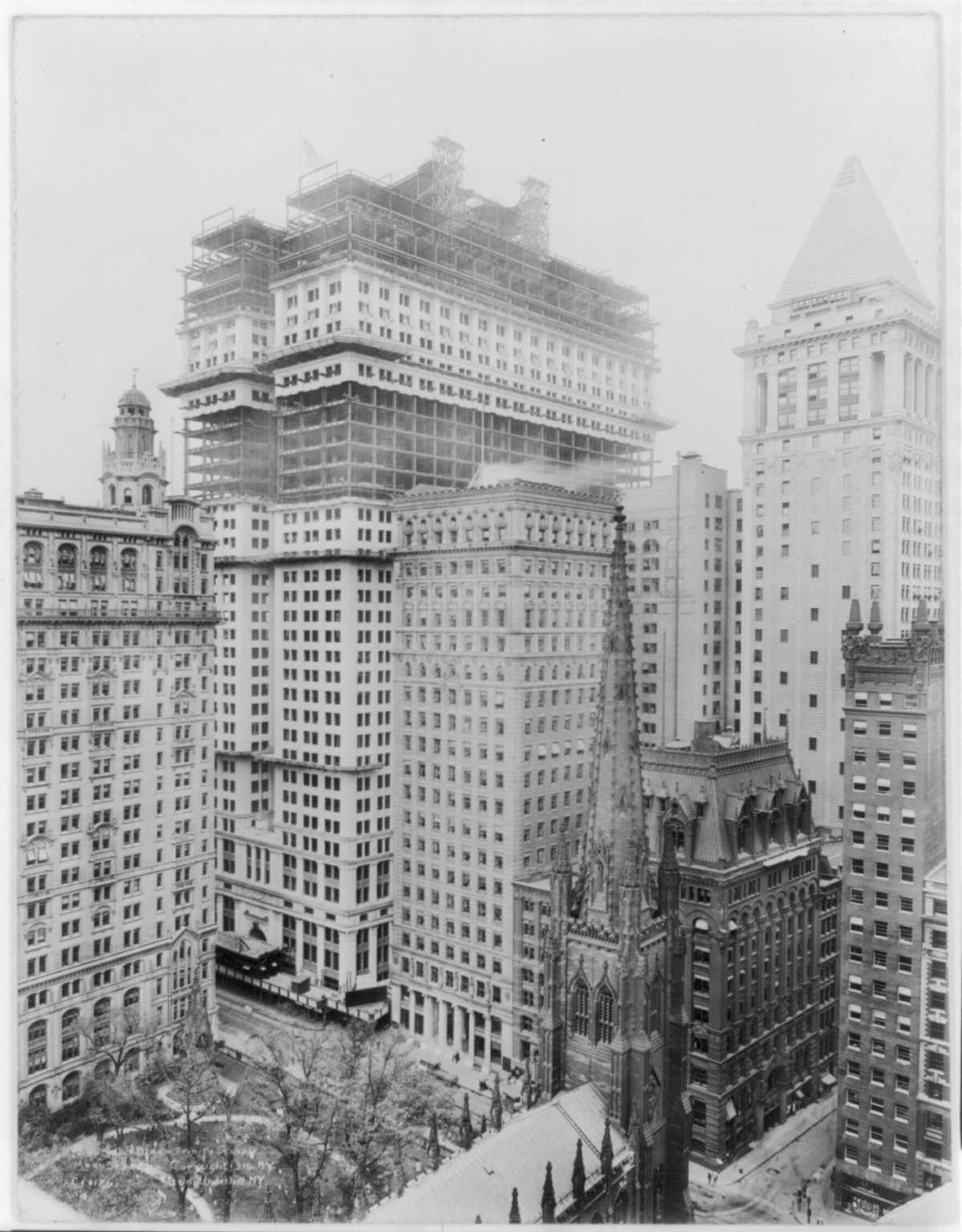
Das Equitable Building in Bau

- Der Bau des Equitable Building ist Anlass für die Zoning Resolution für New York City im folgenden Jahr. Aufgrund seiner Größe verhindert das 36 Stockwerke hohe Gebäude den Einfall von Licht in die umgebenden Straßenzüge.

### Kultur

#### Architektur
- 31. August: Das nach Plänen des Architekten Hermann Dernburg im Auftrag der Deutschen Gesellschaft für Chirurgie und der Berliner Medizinischen Gesellschaft als Gesellschaftssitz erbaute Langenbeck-Virchow-Haus wird im Rahmen einer schlichten Einweihungsfeier den Gesellschaften übergeben. Die als Untermieter gewonnenen Firmen Siemens & Halske und Chemische Industrie Basel sind schon im Februar in das Gebäude eingezogen.

#### Bildende Kunst
- Juni/Juli: In der Doré Gallery in London findet die einzige Ausstellung der Vortizisten statt.
- 19. Dezember: Die bis zum 17. Januar 1916 dauernde Kunstausstellung 0.10 der Suprematisten in Sankt Petersburg wird eröffnet.
- Egon Schiele malt in Öl auf Leinwand das expressionistische Gemälde Tod und Mädchen. Er gibt dem großflächigen Bild zunächst den Namen Mann und Mädchen oder Verschlungene Menschen.
- Der Verleger und Kunsthändler Watanabe Shōzaburō prägt den Begriff Shin-hanga für die moderne Form des japanischen Holzschnittes.

#### Film

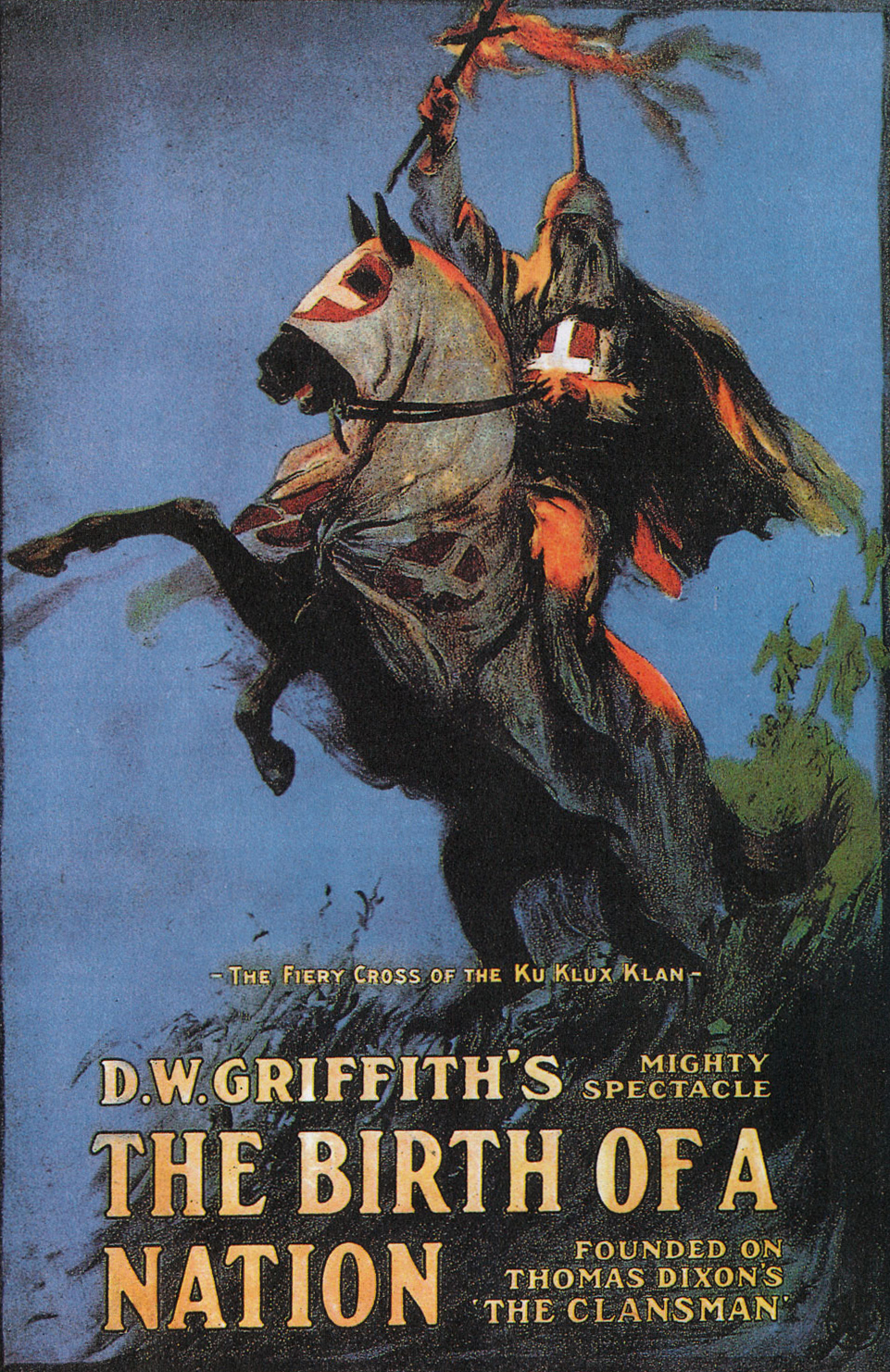
Das offizielle Filmplakat von The Birth of a Nation

- 8. Februar: Der Stummfilm Birth of a Nation hat seine Uraufführung. Die unter der Regie von D. W. Griffith entstandene Produktion ist der finanziell erfolgreichste Film der Stummfilmgeschichte. Einerseits wird er häufig wegen seiner zahlreichen filmtechnischen Innovationen gerühmt. Andererseits gerät er wegen seines rassistischen Inhalts in die Kritik.
- Die Metro Pictures Corporation wird von Richard A. Rowland und Louis B. Mayer gegründet. Bereits kurz nach ihrer Gründung schickt die Metro ein Filmteam nach Kalifornien, um dort ein Aufnahmestudio aufzubauen und erwirbt in Hollywood ein Gelände.

#### Musik und Theater
- 3./4. April: Vor seiner Abfahrt an die russische Front schreibt der deutsche Lehrer Hans Leip die ersten drei Strophen des Liedes Lili Marleen zusammen mit einer heute weitgehend in Vergessenheit geratenen Melodie.
- 26. September: Die Uraufführung der Oper Mona Lisa von Max von Schillings auf ein Libretto von Beatrice Dovsky findet an der Hofoper in Stuttgart statt.
- 12. Oktober: Unter dem Sammeltitel Komödie der Worte werden die drei Einakter Stunde des Erkennens, Große Szene und Das Bacchusfest von Arthur Schnitzler zeitgleich am Wiener Burgtheater, am Hoftheater Darmstadt und am Neuen Theater Frankfurt am Main uraufgeführt.
- 28. Oktober: In Berlin wird die sinfonische Dichtung Eine Alpensinfonie von Richard Strauss mit der Dresdner Hofkapelle unter Leitung des Komponisten uraufgeführt. Dieser hat das Werk am 8. Februar vollendet.
- 17. November: Die Operette Die Csárdásfürstin von Emmerich Kálmán auf ein Libretto von Leo Stein und Bela Jenbach wird mit großem Erfolg am Johann Strauß-Theater in Wien uraufgeführt.

### Religion

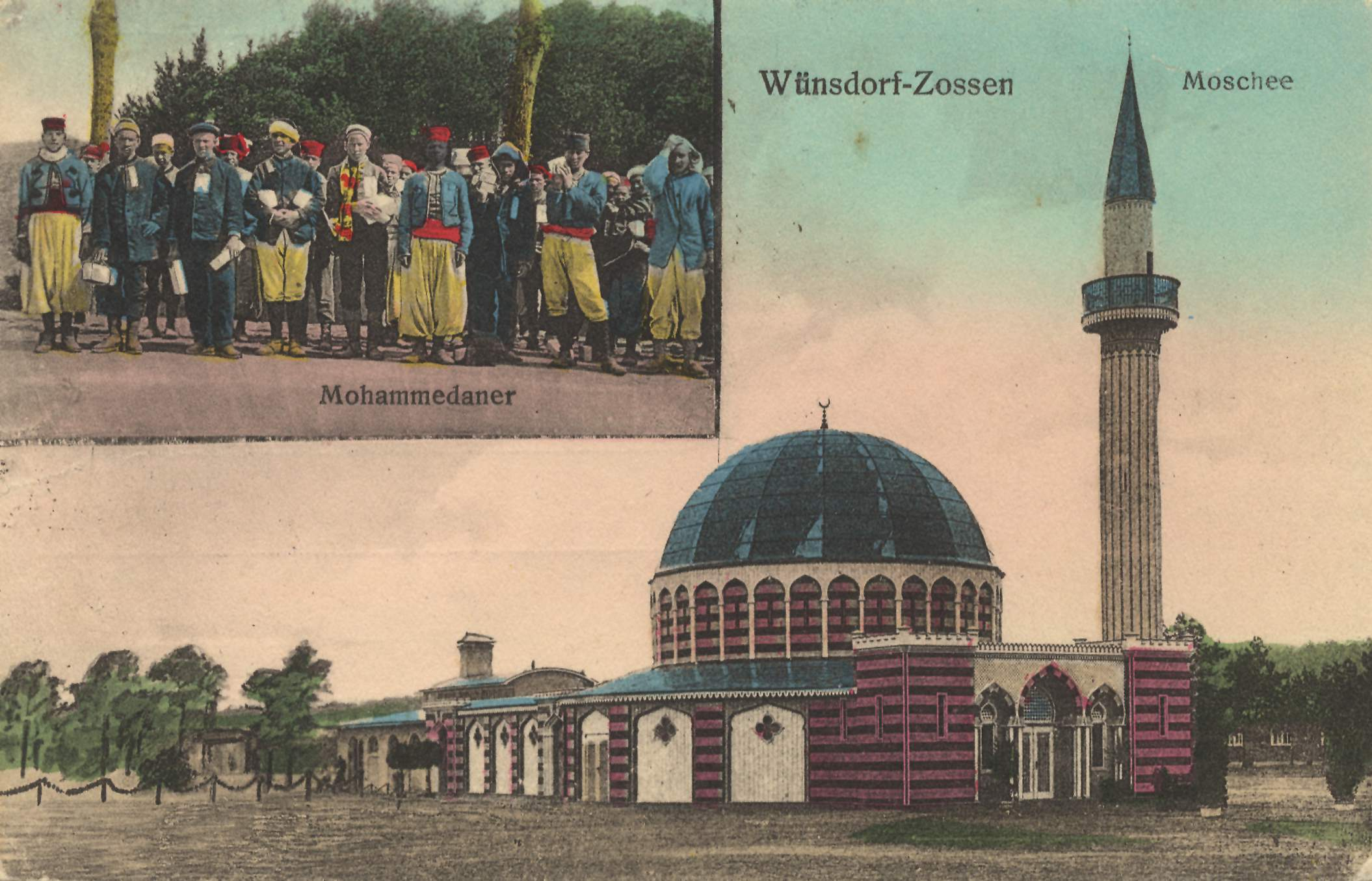
Postkarte von der Moschee des Halbmondlagers

- 13. Juli: Die im Lager für muslimische Kriegsgefangene in Wünsdorf bei Berlin errichtete Holzmoschee wird als erste Moschee auf deutschem Boden eingeweiht.

### Katastrophen

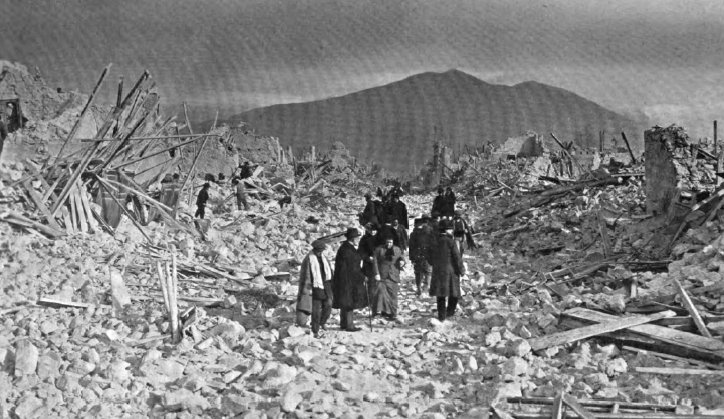
Avezzano nach dem Erdbeben

- 13. Januar: Ein Erdbeben der Stärke 7,5 in Avezzano, Italien, fordert über 30.000 Todesopfer, über 15 Dörfer in den Abruzzen werden vollständig zerstört. Selbst in Rom verursacht das Beben einzelne Schäden. König Viktor Emanuel III. stiftet am 8. August für Verdienste nach dem Erdbeben die Verdienstmedaille für das Erdbeben von Avezzano.
- 22. Mai: Bei Quintinshill in der Nähe von Gretna Green kommt es zum schwersten Eisenbahnunglück in der britischen Geschichte, bei dem 230 Menschen getötet und 246 verletzt sowie fünf Züge zerstört werden. Da es sich bei den meisten Opfern um Soldaten eines Truppentransportes handelt, wird der Vorgang geheim gehalten.
- 27. Mai: Die Explosion der Seeminen auf dem britischen Minenleger Princess Irene im Hafen von Sheerness fordert 400 Tote und führt zum Totalverlust des Schiffs. Nur ein Dockarbeiter überlebt das Desaster.

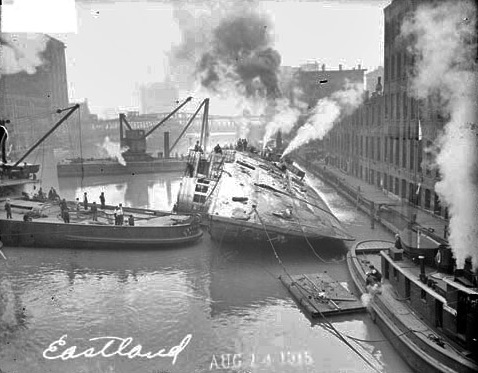
Die gekenterte Eastland

- 24. Juli: Der Passagierdampfer Eastland kentert aufgrund eines Konstruktionsfehlers am Pier in Chicago. 845 Menschen sterben.

Kleinere Unglücksfälle sind in den Unterartikeln von Katastrophe und in der Liste von Katastrophen aufgeführt.

### Natur und Umwelt

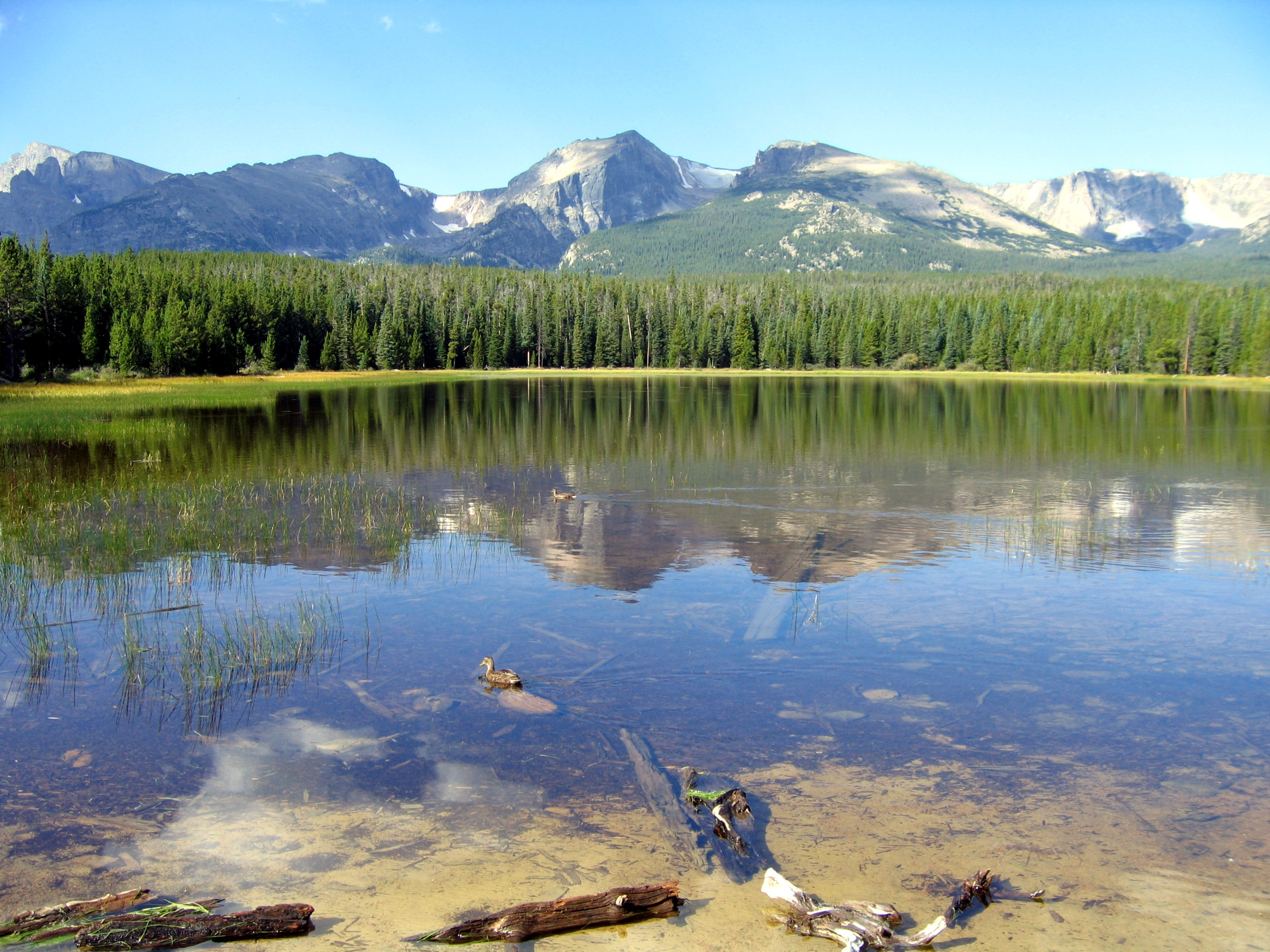
Der Bierstadt Lake im Nationalpark

- 26. Januar: US-Präsident Woodrow Wilson gründet den Rocky-Mountain-Nationalpark nordwestlich von Boulder in Colorado, nachdem sich der Naturschützer Enos Mills jahrelang für einen solchen Nationalpark eingesetzt hat. Durch das Gebiet des Nationalparks verlaufen die Kontinentale Wasserscheide und der Colorado River.

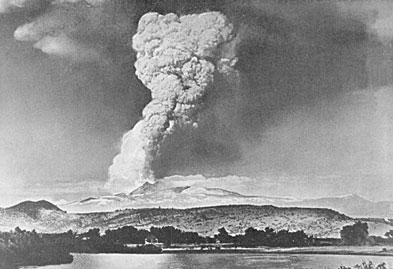
Explosion und Aschewolke des Lassen Peak

- 22. Mai: In einer Phase erhöhter vulkanischer Aktivität bricht der Lassen Peak im nördlichen Kalifornien aus. Ein pyroklastischer Strom formt das bis heute praktisch baumfreie sogenannte Devastated Area.
- Die Graburg im nordhessischen Ringgau wird als Naturdenkmal unter Schutz gestellt.

### Sport
- 4. Februar: Der FC Wacker Innsbruck wird gegründet.
- 10. April: Wegen des Krieges zieht das Internationale Olympische Komitee von Paris nach Lausanne in die neutrale Schweiz um.
- Der Berliner Oberturnwart Max Heiser entwirft für Mädchen das „Torballspiel“, aus dem er 1917 das Handballspiel entwickelt.

Einträge von Leichtathletik-Weltrekorden befinden sich unter der jeweiligen Disziplin unter Leichtathletik.

### Nobelpreise
| Preis                                   | Person                                      | Land                                                     | Begründung für die Preisvergabe | Bild                       |
| --------------------------------------- | ------------------------------------------- | -------------------------------------------------------- | --- | -------------------------- |
| Nobelpreis für Physik                   | William Henry Bragg (1862–1942)             | Vereinigtes Königreich                                   | „für ihre Verdienste um die Erforschung der Kristallstrukturen mittels Röntgenstrahlen“                                                                             | William Henry Bragg        |
| Nobelpreis für Physik                   | William Lawrence Bragg (1890–1971)          | Vereinigtes Königreich (geboren in Adelaide, Australien) | „für ihre Verdienste um die Erforschung der Kristallstrukturen mittels Röntgenstrahlen“                                                                             | William Lawrence Bragg     |
| Nobelpreis für Chemie                   | Richard Martin Willstätter (1872–1942)      | Deutsches Reich                                          | „für seine Untersuchungen der Farbstoffe im Pflanzenreich, vor allem des Chlorophylls“                                                                              | Richard Martin Willstätter |
| Nobelpreis für Physiologie oder Medizin | nicht verliehen                             |                                                          | |                            |
| Nobelpreis für Literatur                | Romain Rolland (1866–1944) (verliehen 1916) | Frankreich                                               | „als eine Huldigung für den erhabenen Idealismus seiner Verfasserschaft sowie für das Mitgefühl und die Wahrheit, mit der er verschiedenste Menschentypen zeichnet“ | Romain Rolland             |
| Friedensnobelpreis                      | nicht verliehen                             |                                                          | |                            |

## Geboren

### Januar
- 01. Januar: Rudolf Eckstein, deutscher Ruderer († 1993)
- 01. Januar: Josef Helmschrott, deutscher Politiker († 2005)
- 01. Januar: Giacinto Sertorelli, italienischer Skirennläufer († 1938)
- 02. Januar: Peter Clark, britischer Autorennfahrer († 2000)
- 02. Januar: John Hope Franklin, US-amerikanischer Historiker († 2009)
- 02. Januar: Charles Morris, britischer Geher bzw. Leichtathlet († 1985)
- 03. Januar: Chetan Anand, indischer Filmregisseur und -produzent († 1997)
- 03. Januar: Thomas H. Kerr, US-amerikanischer Komponist und Musikpädagoge († 1988)
- 03. Januar: Tobias Pagel, deutscher Schauspieler, Synchron- und Hörspielsprecher († unbekannt)
- 03. Januar: Mady Rahl, deutsche Schauspielerin und Synchronsprecherin († 2009)
- 04. Januar: Wilhelm Kremer, deutscher Kommunalpolitiker (SPD) († 1997)
- 04. Januar: Titus Zeman, slowakischer römisch-katholischer Ordensgeistlicher († 1969)
- 05. Januar: Fritz Holthoff, deutscher Politiker, Kultusminister von Nordrhein-Westfalen († 2006)
- 05. Januar: Humberto Teixeira, brasilianischer Musiker und Komponist († 1979)
- 06. Januar: Peter Ahrweiler, deutscher Schauspieler und Theaterdirektor († 2004)
- 06. Januar: Don Edwards, US-amerikanischer Politiker († 2015)
- 06. Januar: John Cunningham Lilly, US-amerikanischer Neurophysiologe († 2001)
- 06. Januar: Alan Watts, britischer Religionsphilosoph und Essayist († 1973)
- 07. Januar: Luciano „Chano“ Pozo y Gonzales, kubanischer Sänger, Tänzer und Percussionist († 1948)
- 07. Januar: Erwin Wickert, deutscher Diplomat und Schriftsteller († 2008)
- 08. Januar: Salvatore Delogu, italienischer katholischer Bischof († 2001)
- 08. Januar: Mira Mendelson, russische Autorin († 1968)
- 08. Januar: Yusa Masanori, japanischer Schwimmer († 1975)
- 09. Januar: Anita Louise, US-amerikanische Schauspielerin († 1970)
- 10. Januar: Hans-Heinrich Jescheck, deutscher Rechtswissenschaftler († 2009)
- 10. Januar: Franz Wipplinger, deutscher Priesteramtskandidat und NS-Opfer († 1944)
- 11. Januar: Irmgard Först, österreichische Schauspielerin († 2019)
- 11. Januar: Luise Krüger, deutsche Leichtathletin († 2001)
- 12. Januar: Frank Annunzio, US-amerikanischer Politiker († 2001)
- 12. Januar: Clara Tabody, ungarische Schauspielerin und Sängerin († 1986)
- 13. Januar: Louis Amade, französischer Schriftsteller († 1992)
- 13. Januar: Friedrich Waldow, deutscher Gehörlosenaktivist († 2013)
- 14. Januar: Felix Kaspar, österreichischer Eiskunstläufer († 2003)
- 15. Januar: Mikołaj Antonowicz, polnischer Offizier († 2000)
- 15. Januar: Ludwig Wollenheit, deutscher Maler und Zeichner
- 16. Januar: Sammy Angott, US-amerikanischer Leichtgewichts-Boxer († 1980)
- 16. Januar: Heinz Brendel, deutscher Automobilrennfahrer († 1989)
- 17. Januar: Salvatore Asta, italienischer Erzbischof und vatikanischer Diplomat († 2004)
- 18. Januar: Syl Apps, kanadischer Eishockeyspieler und -trainer († 1998)
- 18. Januar: Kaúlza Oliveira de Arriaga, portugiesischer General, Schriftsteller und Politiker († 2004)
- 18. Januar: Santiago Carrillo, spanischer Politiker, Generalsekretär der KP Spaniens († 2012)
- 18. Januar: Waldemar Grube, deutscher Forstmann und Unternehmer († 2001)
- 18. Januar: Boris Wiktorowitsch Rauschenbach, sowjetischer Physiker († 2001)
- 18. Januar: Vassilis Tsitsanis, griechischer Sänger, Komponist und Bouzouki-Virtuose († 1984)
- 20. Januar: C. W. Ceram, deutscher Journalist und Wissenschaftsautor († 1972)
- 22. Januar: Heinrich Albertz, deutscher Politiker († 1993)
- 22. Januar: Jacques Rossel, Schweizer evangelischer Geistlicher († 2008)
- 23. Januar: Herma Bauma, österreichische Leichtathletin und Handballerin († 2003)
- 23. Januar: William Arthur Lewis, britischer Nobelpreisträger und Ökonom († 1991)
- 23. Januar: Potter Stewart, beigeordneter Richter des Obersten Gerichtshofs der USA († 1985)
- 24. Januar: Karl Appelmann, deutscher Politiker († 2015)
- 24. Januar: Vítězslava Kaprálová, tschechischer Komponist († 1940)
- 24. Januar: Robert Motherwell, US-amerikanischer Maler († 1991)
- 25. Januar: Ewan MacColl, schottischer Autor, Dichter, Schauspieler, Folksänger und Schallplattenproduzent († 1989)
- 25. Januar: Viktor Reimann, österreichischer Journalist und Politiker († 1996)
- 26. Januar: Hans-Joachim Becke, deutscher Brigadegeneral des Heeres der Bundeswehr († 2000)
- 26. Januar: Adolf Hempel, deutscher General († 1971)
- 27. Januar: Ernst Schröder, deutscher Schauspieler († 1994)
- 27. Januar: Friedrich Türcke, deutscher Forstmann und Jagdwissenschaftler († 1998)
- 28. Januar: Elisabeth Frenzel, deutsche Literaturwissenschaftlerin († 2014)
- 28. Januar: Brian Shawe-Taylor, britischer Automobilrennfahrer († 1999)
- 29. Januar: Johnny McDowell, US-amerikanischer Automobilrennfahrer († 1952)
- 29. Januar: Bill Peet, Zeichner und Geschichtenschreiber († 2002)
- 29. Januar: Halfdan Rasmussen, dänischer Lyriker († 2002)
- 29. Januar: John Serry senior, US-amerikanischer Akkordeon-Virtuose, Arrangeur, Komponist und Organist († 2003)
- 30. Januar: Horst Feistel, deutscher Kryptologe († 1990)
- 30. Januar: Joachim Peiper, Obersturmbannführer der Waffen-SS († 1976)
- 30. Januar: John Profumo, britischer Politiker († 2006)
- 31. Januar: Bobby Hackett, US-amerikanischer weißer Jazz-Trompeter, Jazz-Kornettist und Jazz-Gitarrist († 1976)
- 31. Januar: Alan Lomax, US-amerikanischer Folklore- und Musikforscher († 2002)
- 31. Januar: Thomas Merton, US-amerikanischer Trappist, Schriftsteller und Mystiker († 1968)

### Februar
- 01. Februar: Artur London, tschechischer Kommunist und Diplomat († 1986)
- 01. Februar: Stanley Matthews, englischer Fußballspieler († 2000)
- 02. Februar: Abba Eban, israelischer Diplomat, Minister und Abgeordneter († 2002)
- 02. Februar: Khushwant Singh, indischer Autor und Journalist († 2014)
- 03. Februar: William K. Boardman, US-amerikanischer Politiker († 1993)
- 03. Februar: Ingeborg Hunzinger, deutsche Bildhauerin († 2009)
- 04. Februar: Joseph Greger, deutscher Automobilrennfahrer († 2010)
- 04. Februar: Walter Reder, österreichischer SS-Sturmbannführer und Kriegsverbrecher († 1991)
- 04. Februar: Norman Wisdom, britischer Schauspieler († 2010)
- 05. Februar: Robert Hofstadter, US-amerikanischer Physiker, Nobelpreisträger († 1990)
- 05. Februar: Margaret Millar, kanadische Krimi-Schriftstellerin († 1994)
- 06. Februar: Danuta Szaflarska, polnische Schauspielerin († 2017)
- 07. Februar: Georges-André Chevallaz, Schweizer Politiker († 2002)
- 07. Februar: Karl-Theodor Molinari, deutscher Offizier († 1993)
- 07. Februar: Bud Svendsen, US-amerikanischer American-Football-Spieler († 1996)
- 09. Februar: Boris Fjodorowitsch Andrejew, sowjetischer Filmschauspieler († 1982)
- 10. Februar: Johann van Aken, deutscher Politiker († 1988)
- 10. Februar: Wladimir Michailowitsch Seldin, russischer Schauspieler († 2016)
- 11. Februar: Sten G. Halfvarson, US-amerikanischer Musikpädagoge und Chorleiter († 2003)
- 11. Februar: Richard Hamming, US-amerikanischer Mathematiker († 1998)

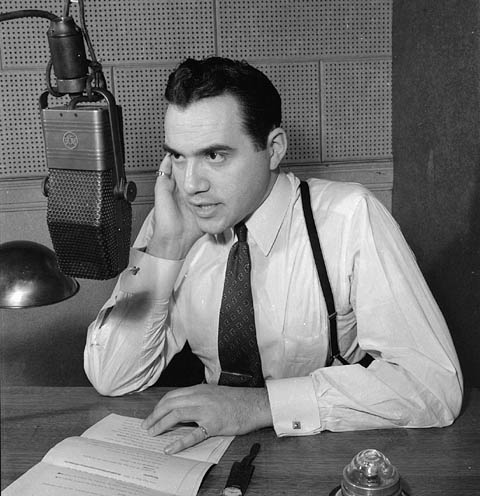
Lorne Greene, 1942

- 12. Februar: Wassili Nikolajewitsch Aschajew, sowjetischer Schriftsteller († 1968)
- 12. Februar: Alfons Auer, deutscher Moraltheologe († 2005)
- 12. Februar: Lorne Greene, kanadischer Schauspieler († 1987)
- 12. Februar: Walter Ohm, deutscher Hörspiel- und Theaterregisseur († 1997)
- 13. Februar: Harriet Bland, US-amerikanische Leichtathletin und Olympiateilnehmerin († 1991)
- 13. Februar: Ludwig Ratzel, deutscher Politiker († 1996)
- 13. Februar: Aung San, birmanischer Nationalheld († 1947)
- 14. Februar: Johannes Duft, Stiftsbibliothekar in der Stiftsbibliothek St. Gallen († 2003)
- 14. Februar: Sareh I., Katholikos des Großen Hauses von Kilikien der Armenischen Apostolischen Kirche († 1963)
- 14. Februar: Georg Thomalla, deutscher Schauspieler († 1999)
- 15. Februar: Abel Ferreira, brasilianischer Komponist, Klarinettist und Saxophonist († 1980)
- 16. Februar: Josef Adolf Schmoll genannt Eisenwerth, deutscher Kunsthistoriker († 2010)
- 17. Februar: Karl Herbolzheimer, deutscher Handballspieler († 2007)
- 17. Februar: Homer Keller, US-amerikanischer Komponist und Musikpädagoge († 1996)
- 18. Februar: Sembiin Gontschigsumlaa, mongolischer Komponist († 1991)
- 20. Februar: Hans Christian Blech, deutscher Schauspieler († 1993)
- 21. Februar: Godfrey Brown, britischer Leichtathlet und Olympiasieger († 1995)
- 21. Februar: Jewgeni Michailowitsch Lifschitz, sowjetischer Physiker († 1985)
- 21. Februar: Roland von Hößlin, Widerstandskämpfer gegen den Nationalsozialismus († 1944)
- 21. Februar: Ann Sheridan, US-amerikanische Schauspielerin († 1967)
- 21. Februar: Anton Vratuša, jugoslawischer Politiker († 2017)
- 23. Februar: Noma Hiroshi, japanischer Schriftsteller († 1991)
- 23. Februar: Heinrich Schirmbeck, deutscher Schriftsteller († 2005)
- 23. Februar: Paul Tibbets, US-amerikanischer Pilot und Soldat († 2007)
- 24. Februar: Anni Stolte, deutsche Schwimmerin († 1994)
- 25. Februar: Friedrich-Wilhelm Heel, deutscher Brigadegeneral († 2001)
- 26. Februar: José Raúl Anguiano Valadez, mexikanischer Wandmaler († 2006)
- 27. Februar: Hans Bambey, deutscher General († 1997)
- 27. Februar: Erich Schellow, deutscher Schauspieler († 1995)
- 28. Februar: Bahadır Alkım, türkischer Archäologe († 1981)
- 28. Februar: Theophane Hytrek, US-amerikanische Komponistin, Kirchenmusikerin und Musikpädagogin († 1992)
- 28. Februar: Karl Leisner, Märtyrer der katholischen Kirche († 1945)
- 28. Februar: Peter Brian Medawar, englischer Anatom († 1987)
- 28. Februar: Zero Mostel, US-amerikanischer Schauspieler († 1977)

### März
- 01. März: Gianni Leoni, italienischer Motorradrennfahrer († 1951)
- 03. März: William Armstrong, britischer Regierungsbeamter und Banker († 1980)
- 03. März: Manning Clark, australischer Historiker († 1991)
- 03. März: Herbert Tiede, deutscher Schauspieler († 1987)
- 05. März: Heinz Kilian, deutscher Hörfunk- und Fernsehmoderator († 2007)
- 05. März: Friedrich Meyer, deutscher Komponist, Arrangeur und Bandleader († 1993)
- 05. März: Hildi Schmidt Heins, deutsche Malerin, Bildhauerin und Fotografin († 2011)
- 05. März: Laurent Schwartz, französischer Mathematiker, Fields-Medaillenträger († 2002)
- 06. März: Taranath Rao, indischer Perkussionist († 1991)
- 06. März: Benny de Weille, deutscher Klarinettist, Komponist, Arrangeur und Orchesterleiter († 1977)
- 07. März: Jacques Chaban-Delmas, französischer Politiker († 2000)
- 07. März: Rudolf Thaut, Präsident des europäischen und Vizepräsident des Baptistischen Weltbundes († 1982)
- 07. März: František Wirth, tschechoslowakischer Turner († 2003)
- 08. März: Hans Erzer, Schweizer Jurist und Politiker († 2009)
- 08. März: Charlotte Niemann, deutsche Regisseurin († 2013)
- 08. März: Tapio Rautavaara, finnischer Leichtathlet, Musiker und Schauspieler († 1979)
- 09. März: Felice Leonardo, italienischer Bischof († 2015)
- 11. März: Werner Böhmer, Richter des Bundesverfassungsgerichts († 2014)
- 11. März: Vijay Hazare, indischer Cricket-Spieler († 2004)
- 11. März: Karl Krolow, deutscher Schriftsteller († 1999)

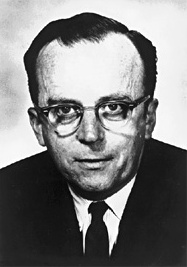
J. C. R. Licklider

- 11. März: J. C. R. Licklider, US-amerikanischer Psychologe und Pionier der Informatik († 1990)
- 12. März: Jiří Mucha, tschechischer Kosmopolit, Schriftsteller, Publizist und Drehbuchautor († 1991)
- 13. März: Melih Cevdet, türkischer Schriftsteller († 2002)
- 13. März: Arthur Henkel, deutscher Germanist und Literaturhistoriker († 2005)
- 14. März: Alexander Brott, kanadischer Komponist, Dirigent, Violinist und Musikpädagoge († 2005)
- 14. März: Zulfiya, usbekische Autorin († 1996)
- 15. März: Traute Foresti, österreichische Lyrikerin († 2015)
- 15. März: Heinrich List, Richter am Bundesfinanzhof († 2018)
- 15. März: Walter Peitgen, deutscher Lokalpolitiker († 1990)
- 15. März: Khadr Sayed El Touni, ägyptischer Gewichtheber († 1956)
- 16. März: Kunihiko Kodaira, japanischer Professor der Mathematik († 1997)
- 16. März: Wilhelm Simetsreiter, deutscher Fußballspieler († 2001)
- 16. März: Haldun Taner, türkischer Schriftsteller († 1986)
- 17. März: Siegfried Theodor Arndt, deutscher Pfarrer († 1997)
- 17. März: Wolfgang Döblin, deutsch-französischer Mathematiker († 1940)
- 18. März: Lorenz Giovanelli, Schweizer Volksmusiker und Komponist († 1976)
- 19. März: Patricia Morison, US-amerikanische Schauspielerin († 2018)

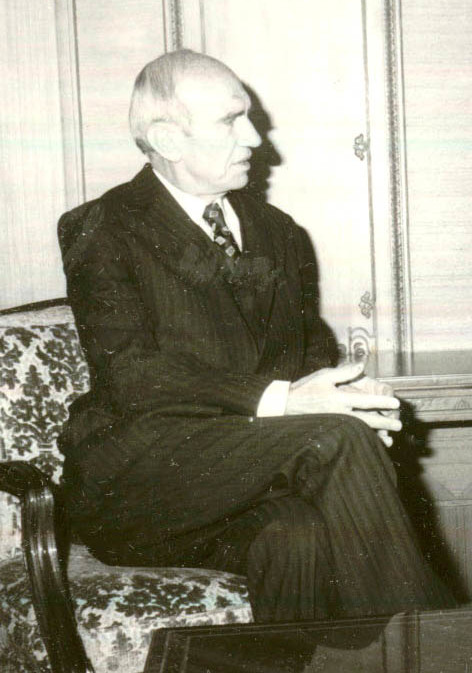
Rudolf Kirchschläger

- 20. März: Rudolf Kirchschläger, österreichischer Diplomat, Politiker, Bundespräsident († 2000)
- 20. März: Swjatoslaw Teofilowitsch Richter, sowjetischer Pianist († 1997)
- 21. März: José Benito Barros, kolumbianischer Komponist († 2007)
- 21. März: Călin Gruia, rumänischer Schriftsteller († 1989)
- 21. März: Willi Schwabe, deutscher Schauspieler, Sänger und Moderator († 1991)
- 23. März: Lotte Adolphs, deutsche Pädagogin († 1995)
- 23. März: Wassili Grigorjewitsch Saizew, sowjetischer Scharfschütze im Zweiten Weltkrieg († 1991)
- 27. März: Erik Blumenfeld, deutscher Kaufmann und Politiker der CDU († 1997)
- 27. März: Junior Lockwood, US-amerikanischer Blues-Gitarrist († 2006)
- 28. März: Kurt Aland, deutscher Theologe und Professor († 1994)
- 29. März: Denton Welch, englischer Maler und Schriftsteller († 1948)
- 30. März: Pietro Ingrao, italienischer Journalist und Politiker († 2015)

### April
- 01. April: Heinz Burchardt, deutscher Generalmajor († 1980)
- 01. April: O. W. Fischer, österreichischer Schauspieler († 2004)
- 01. April: Hans Liebherr, deutscher Unternehmer († 1993)
- 01. April: Tadeusz Wroński, polnischer Geiger und Musikpädagoge († 2000)
- 02. April: Gerhard Hilbrecht, deutscher Leichtathlet († 1996)
- 03. April: Hermine Aichenegg, österreichische Künstlerin († 2007)
- 03. April: Hans Bertram; deutscher Schallplattenproduzent († 1991)
- 03. April: Paul Buntrock, deutscher General († 1985)
- 03. April: İhsan Doğramacı, türkischer Mediziner († 2010)
- 03. April: Piet de Jong, niederländischer Politiker († 2016)
- 03. April: Charles Jordan, kanadischer Sänger und Gesangspädagoge († 1986)
- 04. April: Lars Ahlin, schwedischer Schriftsteller († 1997)
- 04. April: Amedeo Biavati, italienischer Fußballspieler († 1979)
- 04. April: Jan Drda, tschechischer Prosaist und Dramatiker († 1970)
- 06. April: Tadeusz Kantor, polnischer Theaterkünstler († 1990)
- 06. April: Ernst Schrupp, freikirchlicher Theologiedozent († 2005)

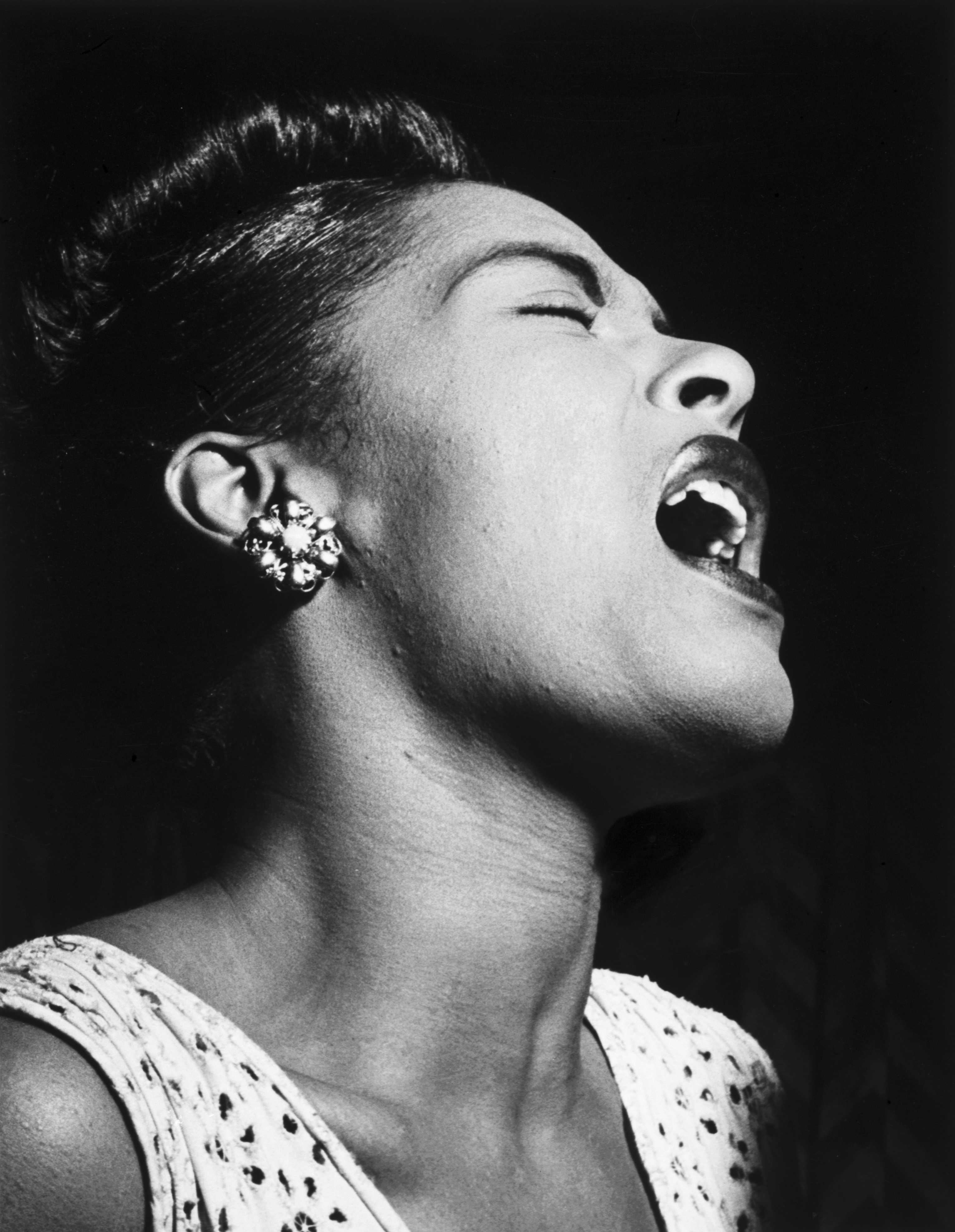
Billie Holiday, 1947

- 07. April: Billie Holiday, US-amerikanische Jazzsängerin († 1959)
- 07. April: Henry Kuttner, US-amerikanischer Schriftsteller († 1958)
- 08. April: Karl Wilhelm Berkhan, deutscher Politiker († 1994)
- 09. April: Leonard Wibberley, irischer Schriftsteller († 1983)
- 10. April: Harry Morgan, US-amerikanischer Schauspieler († 2011)
- 12. April: Ernst Wilhelm Julius Bornemann, deutscher Filmemacher († 1995)
- 12. April: Wolfhart Burdenski, Richter am deutschen Bundessozialgericht († 2010)
- 12. April: Kurt Früh, Schweizer Filmregisseur († 1979)
- 12. April: Hound Dog Taylor, US-amerikanischer Blues-Musiker († 1975)
- 12. April: Lujo Tončić-Sorinj, österreichischer Politiker, österreichischer Außenminister, Diplomat († 2005)
- 13. April: Stephan Hermlin, deutscher Schriftsteller († 1997)
- 16. April: Nicolae Berechet, rumänischer Boxer († 1936)
- 16. April: Johannes Leppich, deutscher Priester, Jesuit und Wanderprediger († 1992)
- 16. April: Alfred Otto Schwede, deutscher Schriftsteller († 1987)
- 17. April: Wilhelm Renner, deutscher Brigadegeneral († 1982)
- 18. April: Cläre Schmitt, Bundestagsabgeordnete († 2008)
- 18. April: Miroslav Venhoda, tschechischer Chordirigent († 1987)
- 20. April: Monique de La Bruchollerie, französische Pianistin († 1972)
- 20. April: Alvin M. Weinberg, US-amerikanischer Physiker und Wissenschaftsorganisator († 2006)

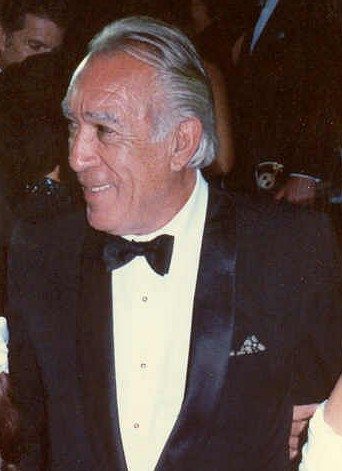
Anthony Quinn, 1988

- 21. April: Anthony Quinn, US-amerikanischer Filmschauspieler († 2001)
- 21. April: Karl-Reinhard von Schultzendorff, deutscher Brigadegeneral († 1993)
- 22. April: José María Arizmendiarrieta Madariaga, spanischer Priester († 1976)
- 23. April: Christine Busta, österreichische Lyrikerin († 1987)
- 23. April: Fritz Pröll, Mitglied der Roten Hilfe, KZ-Häftling in Dora-Mittelbau († 1944)
- 24. April: Paul Rinkowski, Liegerad-Pionier aus Leipzig († 1986)
- 25. April: Gottfried Hoby, Schweizer Politiker († 2005)
- 26. April: Johnny Shines, US-amerikanischer Blues-Gitarrist († 1992)
- 27. April: Hovhannes Schiraz, armenischer Dichter († 1984)
- 27. April: Perry Schwartz, US-amerikanischer American-Football-Spieler († 2001)
- 28. April: Paul Blau, österreichischer Publizist († 2005)
- 29. April: Joe Arridy, US-amerikanischer vermeintlicher Sexualstraftäter († 1939)
- 29. April: Gerhard Hochschild, US-amerikanischer Mathematiker († 2010)
- 29. April: Karl-Heinz Kreienbaum, deutscher Schauspieler († 2002)
- 30. April: Hermann Aumer, deutscher Politiker († 1955)
- 30. April: Elio Toaff, Großrabbiner († 2015)

### Mai
- 01. Mai: Hanns Martin Schleyer, deutscher Manager († 1977)
- 01. Mai: Archie Williams, US-amerikanischer Sprinter und Olympiasieger († 1993)
- 02. Mai: Van Alexander, US-amerikanischer Jazz-Komponist († 2015)
- 02. Mai: Jan Hanuš, tschechischer Komponist († 2004)
- 04. Mai: Keith Birlem, US-amerikanischer American-Football-Spieler und Soldat († 1943)
- 03. Mai: Evencio Castellanos, venezolanischer Komponist, Pianist und Musikpädagoge († 1984)
- 05. Mai: Alice Faye, US-amerikanische Schauspielerin und Sängerin († 1998)
- 06. Mai: Hens Dekkers, niederländischer Boxer († 1966)
- 06. Mai: Wilhelm Letonja, deutscher Deserteur und NS-Opfer († 1942)
- 06. Mai: Orson Welles, US-amerikanischer Regisseur, Schauspieler und Autor († 1985) Orson Welles, 1937

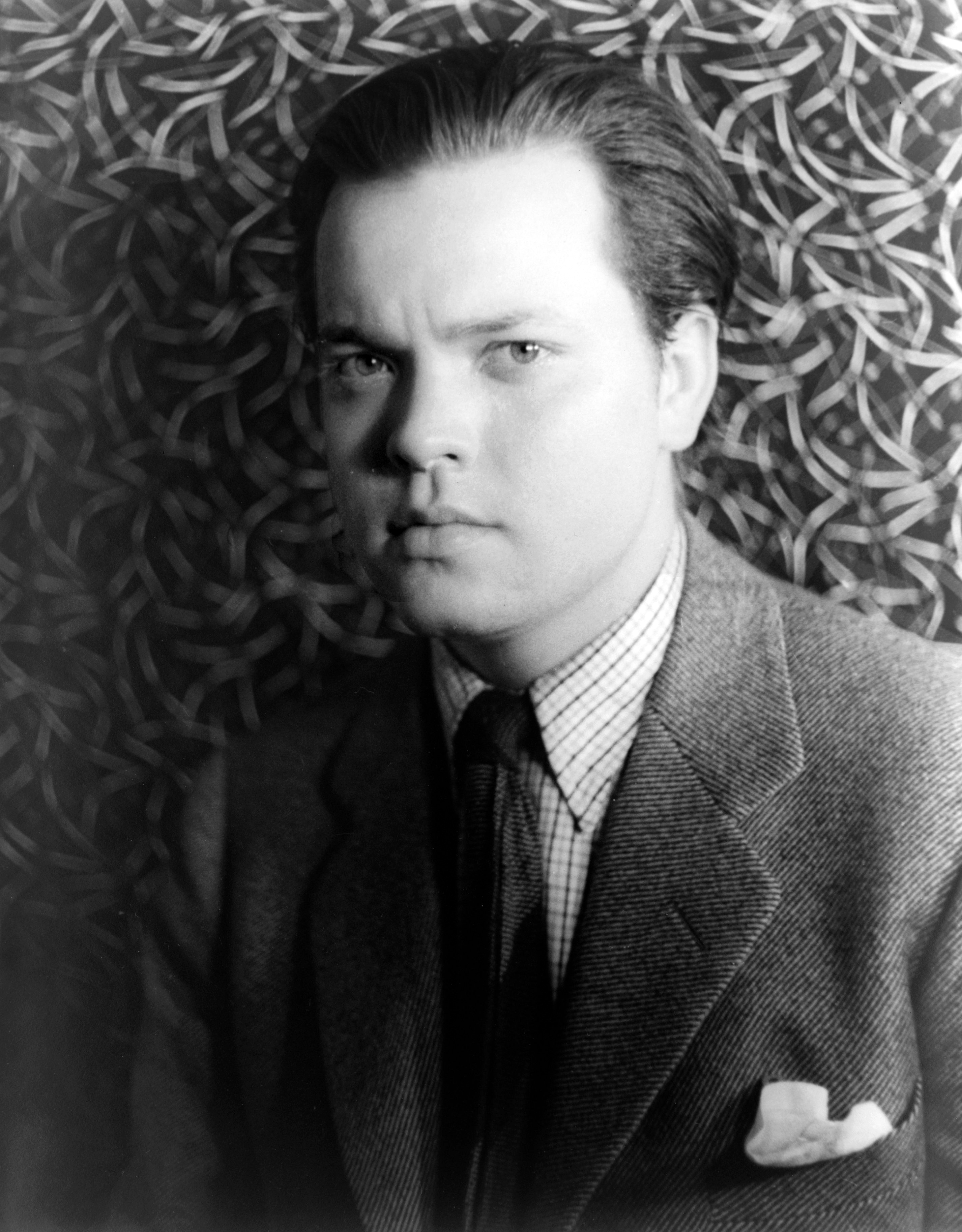
Orson Welles, 1937

- 08. Mai: Arvid Fladmoe, norwegischer Geiger, Dirigent und Musikpädagoge († 1993)
- 10. Mai: Denis Thatcher, Geschäftsmann, Ehemann von Margaret Thatcher († 2003)
- 11. Mai: Franz Berding, deutscher Politiker († 2010)
- 12. Mai: Frère Roger, Gründer des ökumenischen Männerordens von Taizé († 2005)
- 13. Mai: Markus Redli, Schweizer Jurist und Bundesbeamter († 2012)
- 15. Mai: Erwin Iserloh, katholischer Kirchenhistoriker († 1996)
- 15. Mai: Paul A. Samuelson, US-amerikanischer Wirtschaftswissenschaftler, Nobelpreisträger († 2009)
- 16. Mai: Mario Monicelli, italienischer Drehbuchautor und Filmregisseur († 2010)
- 16. Mai: Ezra Stoller, US-amerikanischer Architekturfotograf († 2004)
- 17. Mai: Hans Joachim Faller, Richter des Bundesverfassungsgerichts († 2006)
- 17. Mai: Wolf Strobel, deutscher Maler und Grafiker († 1978)
- 18. Mai: Heinz Funk, deutscher Filmkomponist († 2013)
- 20. Mai: Mosche Dajan, israelischer General und Politiker († 1981)
- 21. Mai: Gerhard Assmann, deutscher Gewerkschaftsfunktionär († 1976)
- 21. Mai: Wolfgang Keilig, deutscher Offizier († 1984)
- 21. Mai: Gerry Martin, US-amerikanischer Navy-Offizier und Funkamateur († 1980)
- 23. Mai: Clyde E. Wiegand, US-amerikanischer Physiker, Mitentdecker des Antiprotons († 1996)
- 27. Mai: Ester Soré, chilenische Sängerin († 1996)
- 27. Mai: Herman Wouk, US-amerikanischer Autor († 2019)
- 28. Mai: Joaquín Piñeros Corpas, kolumbianischer Schriftsteller und Politiker († 1982)
- 29. Mai: Kenneth A. Arnold, US-amerikanischer Pilot und Geschäftsmann († 1984)
- 28. Mai: Wolfgang Schneiderhan, österreichischer Violinist und Konzertmeister († 2002)
- 29. Mai: Karl Münchinger, deutscher Dirigent († 1990)
- 31. Mai: Carmen Herrera, kubanisch-US-amerikanische Malerin († 2022)
- 31. Mai: Jack Real, US-amerikanischer Flugpionier und Manager († 2005)
- 31. Mai: Bernard Schultze, deutscher Maler der Kunstrichtung Informel († 2005)
- 31. Mai: Heinz Zahrnt, deutscher evangelischer Theologe, Schriftsteller und Publizist († 2003)

### Juni
- 01. Juni: Johnny Bond, US-amerikanischer Country-Sänger und Songwriter († 1978)
- 02. Juni: Josef Metternich, deutscher Opernsänger († 2005)
- 03. Juni: Eberhard Naujoks, deutscher Historiker und Hochschullehrer († 1996)
- 04. Juni: Modibo Keïta, malischer Präsident († 1977)
- 04. Juni: Günther Sabetzki, Präsident des deutschen Eishockey-Bundes († 2000)
- 04. Juni: Alan Shulman, US-amerikanischer Komponist und Cellist († 2002)
- 04. Juni: Heinrich Tenhumberg, Bischof von Münster († 1979)
- 06. Juni: Vincent Persichetti, US-amerikanischer Komponist und Professor († 1987)
- 07. Juni: Geno Hartlaub, deutsche Schriftstellerin († 2007)
- 07. Juni: Til Kiwe, deutscher Schauspieler († 1995)
- 09. Juni: Les Paul, US-amerikanischer Gitarrist († 2009)
- 10. Juni: Josef Bauer, deutscher Politiker und MdB († 1989)
- 10. Juni: Saul Bellow, US-amerikanischer Schriftsteller († 2005)
- 11. Juni: LeRoy Apker, US-amerikanischer experimenteller Festkörperphysiker († 1970)
- 11. Juni: Rudolf Appel, österreichischer Politiker († 1967)
- 11. Juni: Arnold Jacobs, US-amerikanischer Musiker († 1998)
- 12. Juni: Mildred Fizzell, kanadische Leichtathletin († 1993)
- 12. Juni: David Rockefeller, US-amerikanischer Bankier († 2017)
- 13. Juni: Don Budge, US-amerikanischer Tennisspieler († 2000)
- 14. Juni: Nicolaas Cortlever, niederländischer Schachspieler († 1995)
- 15. Juni: Thomas Huckle Weller, US-amerikanischer Bakteriologe († 2008)
- 16. Juni: Marga Faulstich, deutsche Glaschemikerin († 1998)
- 16. Juni: Alberto Rey, chilenischer Harfenist († 2001)
- 16. Juni: Mariano Rumor, italienischer Politiker († 1990)
- 17. Juni: Helmut Berndt, deutscher Leichtathlet, Wintersportler und Sportfunktionär († 1990)
- 18. Juni: Paul Neal Adair, US-amerikanischer Feuerwehrmann († 2004)
- 18. Juni: Kurt Jung-Alsen, DEFA-Regisseur († 1976)
- 18. Juni: Robert Lannoy, französischer Komponist († 1979)
- 18. Juni: Joan Trimble, irische Komponistin († 2000)
- 20. Juni: Paul Castellano, US-amerikanischer Krimineller und Mafioso († 1985)
- 20. Juni: Terence Young, britischer Regisseur († 1994)
- 21. Juni: Mathieu Hezemans, niederländischer Automobilrennfahrer- und Unternehmer († 1985)
- 22. Juni: Walter Masing, deutscher Physiker († 2004)
- 22. Juni: William Passmore, südafrikanischer Boxer († 1986)
- 23. Juni: Philip William Anderson, US-amerikanischer Filmeditor († 1980)
- 23. Juni: Anna Semjonowna Andrejewa, sowjetische Kugelstoßerin († 1997)
- 24. Juni: Wastl Fanderl, bayerischer Musiker und Volksliedsammler und -vermittler († 1991)
- 24. Juni: Fred Hoyle, britischer Astronom, Mathematiker und Autor († 2001)
- 26. Juni: Walter Farley, US-amerikanischer Schriftsteller († 1989)
- 27. Juni: Hector Duhon, US-amerikanischer Fiddlespieler (Cajun-Musik) († 2000)
- 27. Juni: Grace Lee Boggs, US-amerikanische Schriftstellerin und Bürgerrechtlerin († 2015)
- 28. Juni: David Honeyboy Edwards, US-amerikanischer Delta-Blues-Musiker († 2011)
- 28. Juni: Garoto, brasilianischer Musiker, Komponist († 1955)
- 28. Juni: Hans-Jürg von Kalckreuth, deutscher Generalmajor († 1988)
- 30. Juni: Hugh Gardner Ackley, US-amerikanischer Wirtschaftswissenschaftler und Diplomat († 1998)
- 30. Juni: Kurt Angstmann, deutscher Politiker († 1978)
- 30. Juni: Oskar-Hubert Dennhardt, deutscher Politiker († 2014)

### Juli
- 01. Juli: Willie Dixon, US-amerikanischer Bluesmusiker († 1992)
- 01. Juli: Van Linh Nguyen, vietnamesischer Revolutionär und Politiker († 1998)
- 01. Juli: Hermann Vetters, österreichischer Archäologe († 1993)
- 02. Juli: Friedrich Hachenberg, deutscher Forstmann und Historiker († 1992)
- 02. Juli: Arthur Wellesley, 8. Duke of Wellington, General und Unternehmer († 2014)
- 03. Juli: Hans-Joachim Haase, Uhrmacher, Augenoptiker und Erfinder († 2001)
- 03. Juli: Heinz Körvers, deutscher Handballspieler († 1942)
- 04. Juli: Christine Lavant, österreichische Künstlerin und Schriftstellerin († 1973)
- 04. Juli: Klaus Miedel, deutscher Schauspieler und Synchronsprecher († 2000)
- 05. Juli: John Woodruff, US-amerikanischer Leichtathlet und Olympiasieger († 2007)
- 06. Juli: Willy Guhl, Schweizer Möbeldesigner († 2004)
- 07. Juli: Erich Deisler, deutscher Tischtennisspieler († 1999)
- 07. Juli: Peter H. Dominick, US-amerikanischer Politiker († 1981)
- 07. Juli: Jaroslav Volak, österreichischer Feldhandballspieler
- 09. Juli: David Diamond, US-amerikanischer Komponist († 2005)
- 09. Juli: Joe Liggins, US-amerikanischer Jazz- und Blues-Pianist († 1987)
- 09. Juli: Alfred Orda, polnischer Opernsänger († 2004)
- 10. Juli: Rudolf Singer, deutscher Funktionär und Vorsitzender des Staatlichen Komitees für Rundfunk († 1980)
- 12. Juli: Otto Steinert, deutscher Fotograf († 1978)
- 13. Juli: Ishikawa Kaoru, japanischer Chemiker, entwickelte das „Ishikawa-Diagramm“ († 1989)
- 13. Juli: Harry McKibbin, irischer Rugbyspieler und Funktionär († 2001)
- 13. Juli: Paul „Hucklebuck“ Williams, US-amerikanischer Saxophonist, Komponist und Bandleader († 2002)
- 14. Juli: Guido Leoni, italienischer Motorradrennfahrer († 1951)
- 15. Juli: William O. Baker, US-amerikanischer Wissenschaftler († 2005)
- 15. Juli: Domenico Caloyera, römisch-katholischer Erzbischof († 2007)
- 16. Juli: Cihat Arman, türkischer Fußballtorhüter, -trainer und -funktionär († 1994)
- 16. Juli: Ludwig Kroll, deutscher Politiker und MdB († 1989)
- 18. Juli: Karl Bednarik, österreichischer Maler und Schriftsteller († 2001)
- 18. Juli: Philip Graham, US-amerikanischer Verleger († 1963)
- 24. Juli: Zoltán Kádár, ungarischer Archäologe und Kunsthistoriker († 2003)
- 24. Juli: Juan Lockward, dominikanischer Sänger und Komponist († 2006)
- 25. Juli: Joseph Patrick Kennedy, ältester Sohn von Joseph und Rose Kennedy († 1944)
- 26. Juli: Arthur Tyler, US-amerikanischer Bobfahrer († 2008)
- 27. Juli: Hans Conzett, Schweizer Politiker († 1996)
- 27. Juli: Rolf Moebius, deutscher Schauspieler († 2004)
- 27. Juli: Mario del Monaco, italienischer Opernsänger (Tenor) († 1982)
- 27. Juli: Josef Priller, deutscher Jagdflieger im Zweiten Weltkrieg († 1961)
- 27. Juli: Hilde Sessak, deutsche Schauspielerin († 2003)
- 28. Juli: Brenda de Banzie, britische Schauspielerin († 1981)

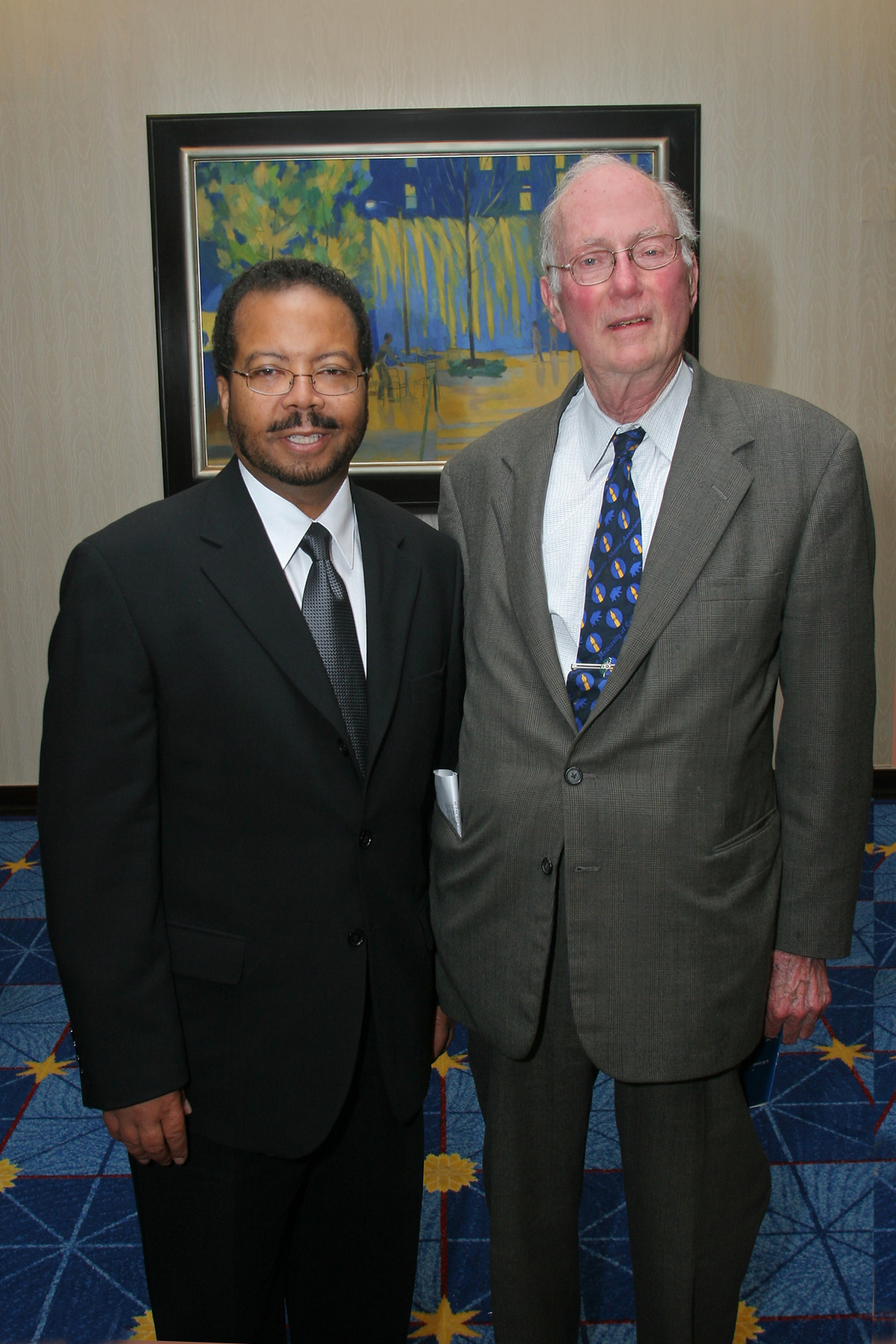
Charles H. Townes, 2007 (rechts) mit Roderic Pettigrew

- 28. Juli: Charles Hard Townes, US-amerikanischer Physiker und Nobelpreisträger († 2015)
- 29. Juli: Francis W. Sargent, US-amerikanischer Politiker († 1998)
- 30. Juli: Herbert Jobst, deutscher Schriftsteller († 1990)
- 31. Juli: Herbert Aptheker, US-amerikanischer Historiker und Aktivist († 2003)
- 31. Juli: Henri Decaë, französischer Kameramann († 1987)

### August
- 01. August: Harry Auterhoff, lettischer Chemiker und Pharmazeut († 1983)
- 01. August: Hann Trier, deutscher Maler und Grafiker († 1999)
- 03. August: Arthur Birch, australischer Chemiker († 1995)
- 03. August: Ejnar Krantz, US-amerikanischer Komponist und Pianist († 2007)
- 03. August: Peter Newell, kanadischer Basketballtrainer († 2008)
- 04. August: Poul Bjørndahl Astrup, dänischer Physiologe und Laborchemiker († 2000)
- 06. August: Jacques Abram, US-amerikanischer Pianist und Musikpädagoge († 1998)
- 06. August: Pamela Blake, US-amerikanische Schauspielerin († 2009)
- 06. August: Geraldine Apponyi, Königin von Albanien († 2002)
- 09. August: Haim Alexander, israelischer Komponist († 2012)
- 09. August: Michael Young, britischer Soziologe († 2002)
- 10. August: Carlos Menditéguy, argentinischer Automobilrennfahrer und Polospieler († 1973)
- 11. August: Suzanne Césaire, afro-karibische Autorin und Feministin († 1966)
- 12. August: Alex Wojciechowicz, US-amerikanischer American-Football-Spieler († 1992)
- 13. August: Harry Angelman, britischer Kinderarzt mit dem Fachgebiet Neurologie († 1996)
- 14. August: Derek Prince, britischer Pfingstpastor und Bibellehrer († 2003)
- 15. August: Morey Feld, US-amerikanischer Schlagzeuger des Dixieland, Jazz und Swing († 1971)
- 15. August: Herbert Hupka, deutscher Journalist und Politiker († 2006)
- 18. August: Joseph Arthur Ankrah, Staatschef von Ghana († 1992)
- 19. August: Jay M. Gould, US-amerikanischer Ökonom, Statistiker und Epidemiologe und Autor († 2005)
- 21. August: Antonio de Raco, argentinischer Pianist und Musikpädagoge italienischer Herkunft († 2010)
- 22. August: Wilhelm Abb, deutscher Geodät und bayerischer Verwaltungsbeamter († 2010)
- 22. August: José Antonio Zorrilla, mexikanischer Komponist, Schriftsteller, Drehbuchautor und Regisseur († 1985)
- 23. August: Antonio Innocenti, italienischer Kurienkardinal († 2008)
- 23. August: Paul Schneider-Esleben, deutscher Architekt († 2005)
- 24. August: Wynonie Harris, US-amerikanischer Blues-Sänger († 1969)
- 24. August: James Tiptree, Jr. (Alice Sheldon), US-amerikanische Science-Fiction-Schriftstellerin († 1987)
- 25. August: Georg Freiherr von Boeselager, deutscher Kavallerieoffizier († 1944)
- 25. August: Graciela Grillo Pérez, kubanische Jazzsängerin († 2010)
- 26. August: Boris Feoktistowitsch Safonow, sowjetischer Pilot († 1942)
- 26. August: Humphrey Searle, englischer Komponist und Schüler von Anton von Webern († 1982)
- 27. August: Holger Hagen, deutscher Schauspieler († 1996)
- 27. August: Norman Ramsey, US-amerikanischer Physiker und Nobelpreisträger († 2011)
- 28. August: Werner Ahrens, deutscher Journalist und Diplomat
- 28. August: Hans Jakob Schudel, Schweizer Schachfunktionär und Schachspieler († 2004)

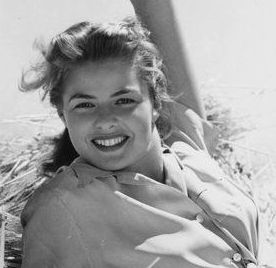
Ingrid Bergman, 1945

- 29. August: Ingrid Bergman, schwedische Schauspielerin († 1982)
- 29. August: Jay R. Smith, US-amerikanischer Kinderschauspieler († 2002)

### September
- 01. September: Ken Aston, britischer Fußballschiedsrichter († 2001)
- 02. September: Hans-Joachim Koellreutter, deutsch-brasilianischer Komponist, Flötist, Dirigent und Musikprofessor († 2005)
- 02. September: Grachan Moncur II, US-amerikanischer Jazzbassist († 1996)
- 02. September: Martin Rickelt, deutscher Schauspieler († 2004)
- 03. September: Abel Ehrlich, israelischer Komponist († 2003)
- 03. September: Hans-Jürgen Fuhrhop, deutscher Politiker der CDU († 2004)
- 03. September: Memphis Slim, US-amerikanischer Bluessänger und -pianist († 1988)
- 04. September: Enrico Anselmi, italienischer Automobilrennfahrer († 1975)
- 04. September: Harry Larsen, dänischer Ruderer († 1974)
- 04. September: Rudolf Schock, deutscher lyrischer Tenor, Opern-, Lied- und Operettensänger († 1986)
- 05. September: Astrid Hjertenæs Andersen, norwegische Schriftstellerin († 1985)
- 05. September: Nora Marlowe, US-amerikanische Schauspielerin († 1977)
- 05. September: Horst Sindermann, deutscher Politiker und Präsident der Volkskammer der DDR († 1990)

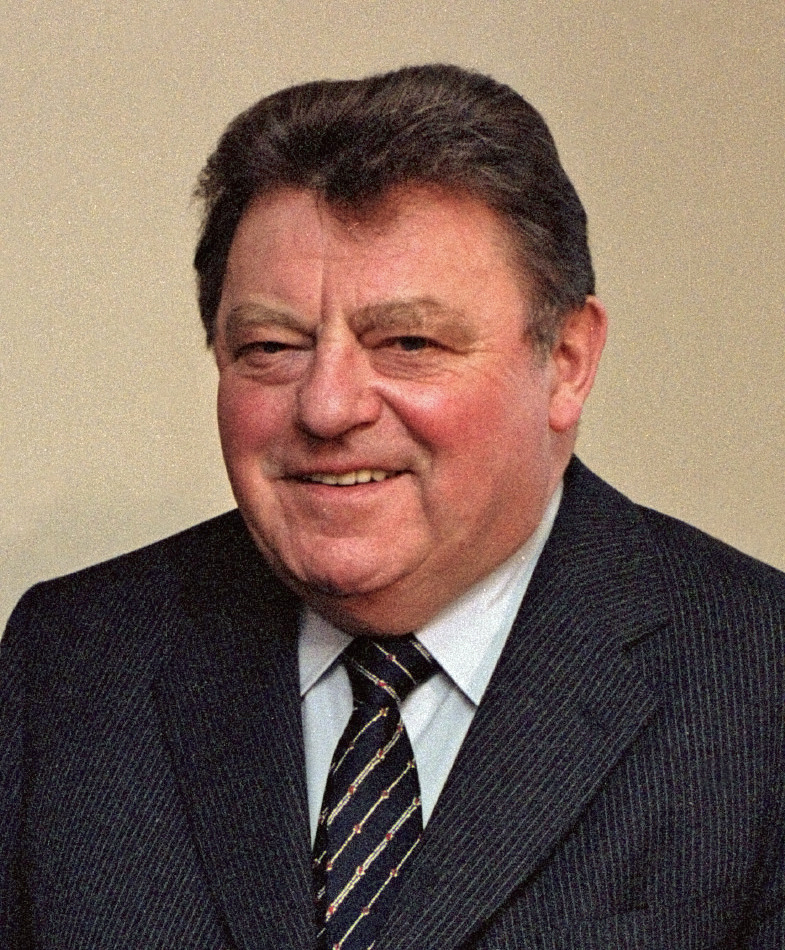
Franz Josef Strauß (1982)

- 06. September: Franz Josef Strauß, deutscher Politiker († 1988)
- 07. September: Itō Kiyoshi, japanischer Mathematiker († 2008)
- 07. September: Mario Pretto, italienischer Fußballspieler und -trainer († 1984)
- 09. September: Jim Poole, US-amerikanischer American-Football-Spieler († 1994)
- 10. September: Olavi „Olli“ Huttunen, finnischer Skisportler († 1940)
- 10. September: Robert Sparr, US-amerikanischer Filmregisseur, Filmeditor und Drehbuchautor († 1969)
- 12. September: Elvira Bauer, deutsche Nazi-Schriftstellerin (seit 1943 verschollen)
- 14. September: John Dobson, US-amerikanischer Astronom († 2014)
- 14. September: Gösta Schwarck, deutsch-dänischer Impresario, Fabrikant und Komponist († 2012)
- 15. September: Meindert Boekel, niederländischer Komponist und Dirigent († 1989)
- 15. September: Al Casey, US-amerikanischer Jazzgitarrist († 2005)

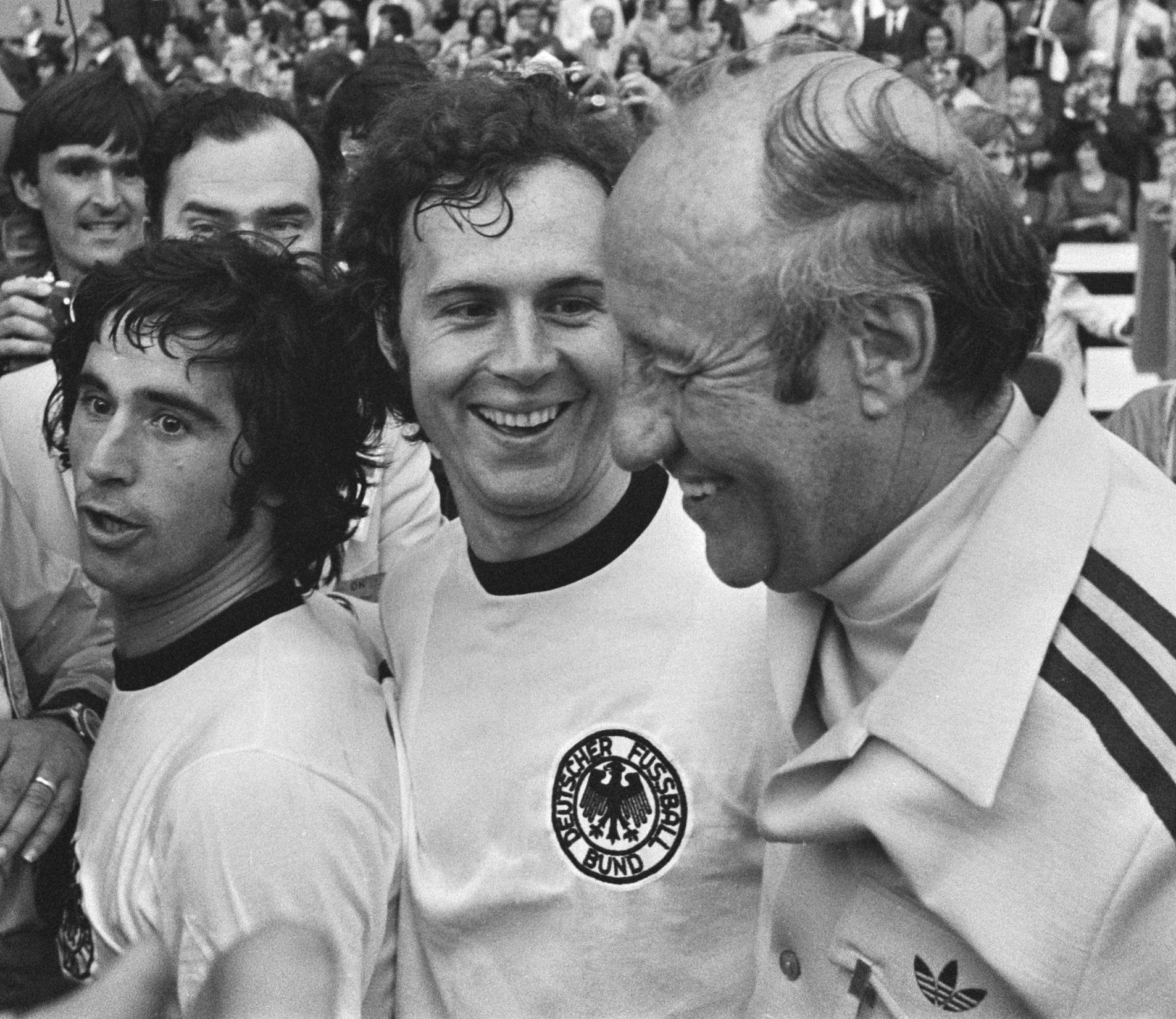
Helmut Schön (rechts), 1974

- 15. September: Helmut Schön, deutscher Fußballtrainer und -spieler († 1996)
- 16. September: Cloyd Duff, US-amerikanischer Paukist († 2000)
- 17. September: Günther Lorenz, deutscher Eiskunstläufer († 1999)
- 19. September: Jóhann Hafstein, isländischer Politiker († 1980)
- 19. September: Germán Valdés, mexikanischer Schauspieler († 1973)
- 20. September: Kurt Graunke, deutscher Orchestergründer, Dirigent und Komponist († 2005)
- 22. September: Bernardino Piñera Carvallo, Erzbischof von La Serena († 2020)
- 23. September: Sergio Bertoni, italienischer Fußballspieler und -trainer († 1995)
- 23. September: Clifford Shull, US-amerikanischer Physiker († 2001)
- 24. September: Joseph Montoya, US-amerikanischer Politiker († 1978)
- 25. September: Carlo Bandirola, italienischer Motorradrennfahrer († 1981)
- 29. September: Barbara Kostrzewska, Sängerin und Musikpädagogin († 1986)
- 29. September: Elfriede Kuzmany, österreichische Schauspielerin († 2006)
- 30. September: Lester Maddox, US-amerikanischer Politiker († 2003)
- 30. September: Ernst Müller-Hermann, deutscher Politiker († 1994)

### Oktober
- 01. Oktober: Jerome Bruner, US-amerikanischer Entwicklungspsychologe († 2016)
- 01. Oktober: Olav Hanssen, deutscher lutherischer Theologe, Pädagoge und Autor († 2005)
- 01. Oktober: Skeets McDonald, US-amerikanischer Country-Musiker († 1968)
- 02. Oktober: Pearl Palmason, kanadische Geigerin († 2006)
- 04. Oktober: Silvina Bullrich, argentinische Schriftstellerin († 1990)
- 05. Oktober: Bob Astor, US-amerikanischer Komponist und Bandleader
- 06. Oktober: Markus Barth, Schweizer reformierter Theologe und Neutestamentler († 1994)
- 06. Oktober: Edgardo Martín, kubanischer Komponist († 2004)
- 06. Oktober: Ralph Tyler Smith, US-amerikanischer Politiker († 1972)
- 07. Oktober: Roman Padlewski, polnischer Komponist, Geiger, Pianist, Musikwissenschaftler und -Kritiker († 1944)
- 09. Oktober: Peter Escher, Schweizer Komponist († 2008)
- 09. Oktober: Clifford M. Hardin, US-amerikanischer Politiker († 2010)
- 09. Oktober: Henner Henkel, deutscher Tennisspieler († 1943)
- 10. Oktober: Helmut Polensky, deutscher Automobilrennfahrer und Unternehmer († 2011)
- 11. Oktober: Gustav Zumsteg, Schweizer Kunstsammler († 2005)
- 11. Oktober: Olivier Long, Schweizer Generaldirektor des GATT († 2003)
- 12. Oktober: Carlos Lillo, chilenischer Boxer († 1964)
- 13. Oktober: Terry Frost, britischer Künstler († 2003)
- 13. Oktober: Wesley Powell, US-amerikanischer Politiker († 1981)
- 13. Oktober: Ricco Wassmer, Schweizer Maler († 1972)
- 14. Oktober: Loris Francesco Capovilla, Kardinal und Sekretär Johannes XXIII. († 2016)
- 15. Oktober: Jitzchak Schamir, israelischer Politiker († 2012)
- 15. Oktober: Carl Szokoll, Widerstandskämpfer, Autor († 2004)
- 16. Oktober: Warren Mattice Anderson, US-amerikanischer Rechtsanwalt und Politiker († 2007)
- 17. Oktober: Arthur Miller, US-amerikanischer Schriftsteller († 2005)
- 18. Oktober: František Daniel Merth, katholischer Priester und Dichter († 1995)
- 18. Oktober: Victor Sen Yung, US-amerikanischer Schauspieler († 1980)
- 19. Oktober: Farid el Atrache, syrisch-ägyptischer Sänger, Komponist und Schauspieler († 1974)
- 20. Oktober: Roberto Luiz Assumpção de Araújo, brasilianischer Diplomat († 2007)
- 22. Oktober: Heinrich Nettesheim, deutscher Ringer († 2005)
- 24. Oktober: Bob Kane, US-amerikanischer Comiczeichner († 1998)
- 25. Oktober: Adalbert Tägtmeyer, deutscher General († 1982)
- 26. Oktober: Gioacchino Attaguile, italienischer Politiker († 1994)
- 26. Oktober: Raymond Crawford, US-amerikanischer Automobilrennfahrer († 1996)
- 26. Oktober: Joe Fry, britischer Automobilrennfahrer († 1950)
- 26. Oktober: Paul Ohnsorge, deutscher Künstler († 1975)
- 26. Oktober: Max Wegner, deutscher Schriftsteller († 1944)
- 27. Oktober: Harry Saltzman, US-amerikanischer Filmproduzent († 1994)
- 28. Oktober: Jürgen Thorwald, deutscher Schriftsteller († 2006)
- 30. Oktober: Ben Carnevale, US-amerikanischer Basketballtrainer († 2008)
- 30. Oktober: Pierre Wissmer, Schweizerisch-französischer Komponist, Pianist und Musikpädagoge († 1992)

### November
- 01. November: Jos André Romersa, luxemburgischer Geräteturner († 2016)
- 02. November: Franz Grasberger, österreichischer Musikwissenschaftler († 1981)
- 02. November: Douglas Lilburn, neuseeländischer Komponist († 2001)
- 02. November: Sidney Luft, US-amerikanischer Filmproduzent († 2005)
- 02. November: Emmerich Schrenk, österreichischer Schauspieler († 1988)
- 02. November: Karl Unverzagt, deutscher Maler und Bildhauer († 2007)
- 03. November: Henryk Hubertus Jabłoński, polnischer Komponist und Musikpädagoge († 1989)
- 03. November: Hal Jackson, US-amerikanischer Radiomoderator († 2012)
- 04. November: Lloyd James Austin, australischer Romanist und Literaturwissenschaftler († 1994)
- 04. November: Alistair Cameron Crombie, australischer Wissenschaftshistoriker († 1996)
- 04. November: Wee Kim Wee, singapurischer Präsident († 2005)
- 07. November: Philip Morrison, US-amerikanischer Atomwaffenforscher († 2005)
- 08. November: Lamberto Gardelli, italienischer Dirigent († 1998)
- 09. November: Sargent Shriver, US-amerikanischer Politiker († 2011)
- 10. November: Karl Hermann Spitzy, österreichischer Mediziner († 2013)
- 11. November: Sidney Charles Bartholemew Gascoigne, australischer Astronom († 2010)
- 11. November: Bernhard Heiliger, deutscher Bildhauer († 1995)
- 12. November: Roland Barthes, französischer Literaturkritiker, Schriftsteller, Philosoph und Semiotiker († 1980)
- 12. November: Sunshine Sue, US-amerikanische Country-Musikerin († 1979)
- 14. November: Irmgard Wirth, deutsche Kunsthistorikerin († 2012)
- 15. November: Dieter Aschenborn, namibischer Maler († 2002)
- 15. November: Billo Frómeta, dominikanischer Musiker und Dirigent († 1988)
- 16. November: Alphonse Bois Sec Ardoin, US-amerikanischer Musiker († 2007)
- 18. November: Carlos Alberto Débole, argentinischer Dichter († 1990)
- 18. November: Alfred Nakache, französischer Schwimmer († 1983)
- 19. November: Luis Rodríguez Arroyo, spanischer Schauspieler und Regisseur († 1956)
- 19. November: Earl Wilbur Sutherland, US-amerikanischer Physiologe († 1974)
- 20. November: Kon Ichikawa, japanischer Filmregisseur, Drehbuchautor († 2008)
- 20. November: Hu Yaobang, chinesischer Politiker († 1989)
- 23. November: Hartmut Erbse, deutscher Altphilologe († 2004)
- 23. November: Herbert Schneider, deutscher Politiker († 1995)
- 24. November: Cuto Estévez, dominikanischer Musiker und Komponist († 1985)

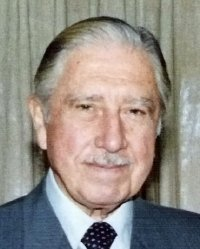
Augusto Pinochet, 1990

- 25. November: Augusto Pinochet, chilenischer General und Politiker († 2006)
- 26. November: Raúl Rodríguez, argentinischer Boxer († 1977)
- 26. November: Earl Wild, US-amerikanischer Pianist und Komponist († 2010)
- 28. November: Konstantin Michailowitsch Simonow, sowjetischer Schriftsteller, Lyriker und Kriegsberichterstatter († 1979)
- 29. November: Billy Strayhorn, US-amerikanischer Jazzmusiker († 1967)
- 30. November: Edith Anderson-Schröder, US-amerikanische Journalistin und Schriftstellerin († 1999)
- 30. November: Robert Lax, US-amerikanischer Autor, Lyriker und Publizist († 2000)
- 30. November: Brownie McGhee, US-amerikanischer Blues-Sänger und Gitarrist († 1996)
- 30. November: Henry Taube, US-amerikanischer Chemiker und Nobelpreisträger († 2005)

### Dezember
- 02. Dezember: Franco Andreoli, Schweizer Fußballspieler und -trainer († 2009)
- 02. Dezember: Andrew J. Goodpaster, US-General und Alliierter Oberkommandierender für Europa († 2005)
- 02. Dezember: Blanche Moerschel, US-amerikanische Komponistin, Organistin, Pianistin und Musikpädagogin († 2004)
- 02. Dezember: Nico Richter, niederländischer Komponist († 1945)
- 02. Dezember: Marais Viljoen, südafrikanischer Politiker und Staatspräsident († 2007)
- 03. Dezember: James D. Hodgson, US-amerikanischer Politiker († 2012)
- 07. Dezember: Stabben Ahlner, schwedischer Sportfunktionär († 1997)
- 07. Dezember: Leigh Brackett, US-amerikanische Schriftstellerin und Drehbuchautorin († 1978)
- 07. Dezember: Franz Josef Tripp, deutscher Zeichner und Illustrator († 1978)
- 07. Dezember: Eli Wallach, US-amerikanischer Schauspieler († 2014)
- 08. Dezember: Ernest Lehman, US-amerikanischer Drehbuchautor († 2005)
- 08. Dezember: Johnny Lockett, britischer Motorrad- und Automobilrennfahrern († 2004)
- 09. Dezember: Artur Beul, Schweizer Liederkomponist († 2010)
- 09. Dezember: Ilse Decho, deutsche Glas- und Porzellangestalterin († 1978)
- 09. Dezember: Willy Reichstein, deutscher Politiker († 1978)
- 09. Dezember: Elisabeth Schwarzkopf, deutsche Opern- und Liedsängerin († 2006)
- 10. Dezember: Margaret Drynan, kanadische Organistin und Chorleiterin, Komponistin und Musikpädagogin († 1999)
- 10. Dezember: Karl Fruchtmann, deutscher Regisseur und Filmemacher († 2003)
- 12. Dezember: Merl Lindsay, US-amerikanischer Country-Musiker († 1965)

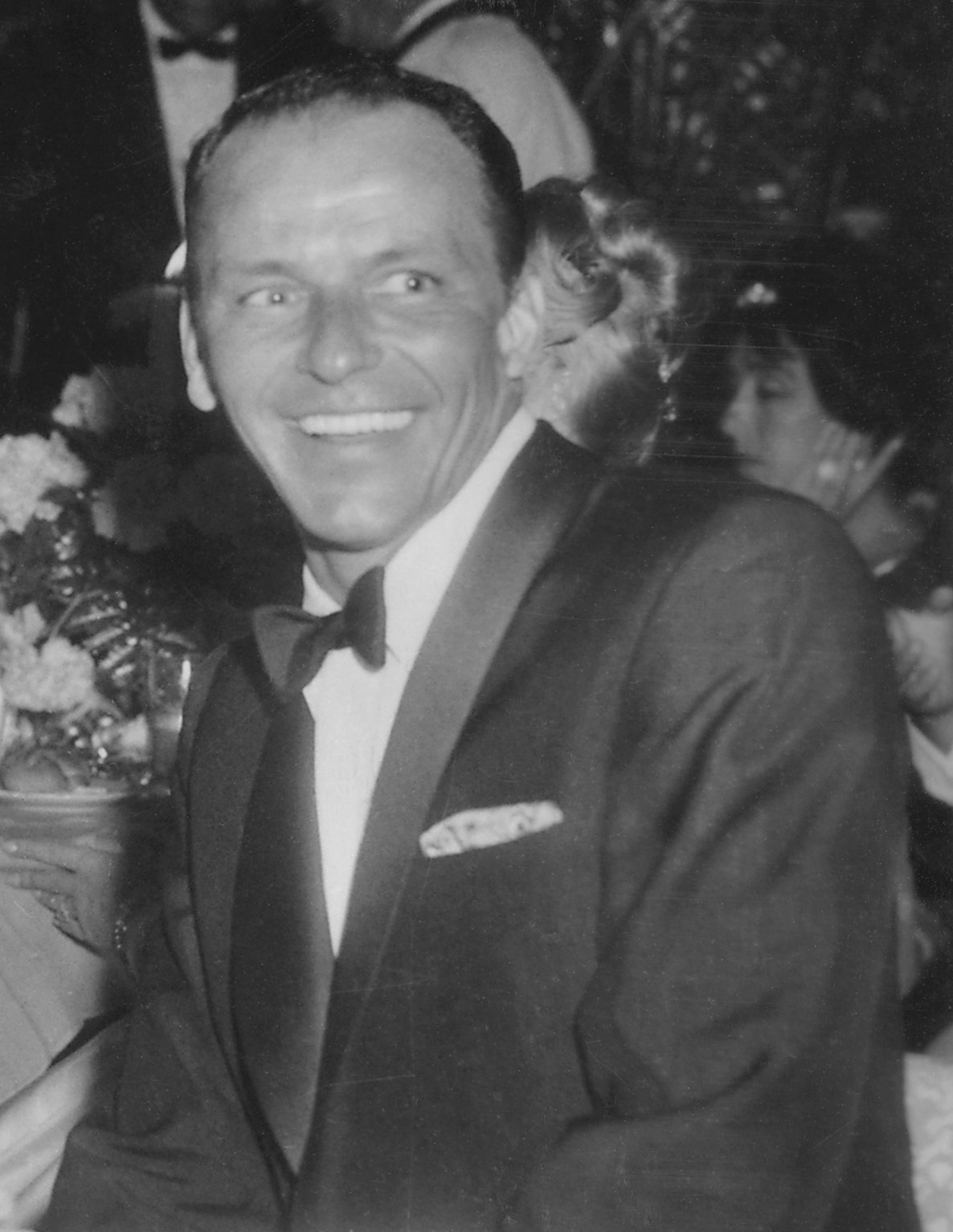
Frank Sinatra, 1960

- 12. Dezember: Frank Sinatra, US-amerikanischer Schauspieler, Sänger und Entertainer († 1998)
- 13. Dezember: Curd Jürgens, deutscher Bühnen- und Filmschauspieler († 1982)
- 13. Dezember: Ross Macdonald, US-amerikanischer Krimi-Schriftsteller († 1983)
- 13. Dezember: Balthazar Johannes Vorster, südafrikanischer Politiker und Staatspräsident († 1983)
- 14. Dezember: Magnolia Welborn Antonino, philippinische Unternehmerin, Managerin und Politikerin († 2010)
- 14. Dezember: Åke Senning, schwedischer Herzchirurg († 2000)
- 16. Dezember: Georgi Wassiljewitsch Swiridow, russischer Komponist († 1998)
- 17. Dezember: André Claveau, französischer Chansonnier († 2003)
- 18. Dezember: Dario Mangiarotti, italienischer Degenfechter († 2010)

Édith Piaf, 1951

- 19. Dezember: Édith Piaf, französische Chansonsängerin († 1963)
- 20. Dezember: Ilija Džuvalekovski, mazedonischer Film- und Fernsehschauspieler († 2004)
- 20. Dezember: Aziz Nesin, türkischer Pädagoge und Schriftsteller († 1995)
- 20. Dezember: Fritz Pliska, Diplomsportlehrer und Fußballtrainer († 1995)
- 24. Dezember: Jean Vallerand, kanadischer Komponist, Musikkritiker und Dirigent († 1994)
- 25. Dezember: Per Hækkerup, dänischer sozialdemokratischer Politiker († 1979)
- 25. Dezember: Erik Wallenberg, schwedischer Erfinder († 1999)
- 27. Dezember: Gyula Zsengellér, ungarischer Fußballspieler († 1999)
- 29. Dezember: Hans Karl Adam, deutscher Fernsehkoch († 2000)
- 29. Dezember: Bill Osmanski, US-amerikanischer American-Football-Spieler († 1996)
- 30. Dezember: Carl Sverker Åström, schwedischer Diplomat († 2012)
- 30. Dezember: Hilda Sour, chilenische Schauspielerin und Sängerin († 2003)
- 31. Dezember: Loys Masson, französischer Schriftsteller († 1969)

### Genaues Geburtsdatum unbekannt
- Milton Abramowitz, US-amerikanischer Mathematiker († 1958)
- Akram al-Haurani, syrischer Politiker († 1996)
- Noureddin Kianouri, iranischer Politiker († 1999)
- Ahmad Kuftaru, syrischer Großmufti und ranghöchster Religionsvertreter seines Landes († 2004)
- Helen Taylor, US-amerikanische Komponistin, Pianistin und Musikpädagogin († 1950)
- Fred Vatter, deutscher Unternehmer († 2004)

## Gestorben

### Erstes Quartal
- 02. Jänner: Karl Goldmark, österreichischer Komponist (* 1830)

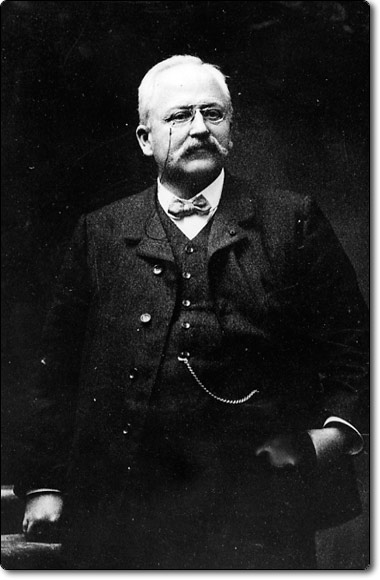
Armand Peugeot

- 02. Januar: Armand Peugeot, französischer Unternehmer (* 1849)
- 04. Januar: Anton von Werner, preußischer Historienmaler (* 1843)
- 12. Januar: Émile Amélineau, französischer Ägyptologe und Koptologe (* 1850)
- 12. Januar: Nariakira Arisaka, japanischer Militär (* 1852)
- 12. Januar: Caroline Hammer, dänische Fotografin (* 1832)
- 13. Januar: Gaston Arman de Caillavet, französischer Dramatiker und Librettist (* 1870)
- 15. Januar: Guillaume Couture, kanadischer Musikpädagoge, Musikkritiker, Dirigent, Chorleiter, Komponist, Organist und Sänger (* 1851)
- 15. Januar: Richard von Poschinger, deutscher Landschaftsmaler (* 1839)
- 15. Januar: George Nares, britischer Admiral und Polarforscher (* 1831)
- 18. Januar: Karl Peter Klügmann, Lübecker Politiker und diplomatischer Vertreter der Hansestädte Bremen, Hamburg und Lübeck (* 1835)
- 19. Januar: Georg Krogmann, deutscher Fußballspieler (* 1886)
- 19. Januar: Anna Leonowens, britische Lehrerin, Reisende und Schriftstellerin (* 1831)
- 20. Januar: Anselm Wütschert, Schweizer Straftäter (* 1881)
- 22. Januar: David H. Goodell, US-amerikanischer Politiker (* 1834)
- 24. Januar: Arthur von Auwers, deutscher Astronom (* 1838)
- 24. Januar: Jan Hřímalý, tschechischer Geiger und Musikpädagoge (* 1844)
- 24. Jänner: Sophie Pataky, österreichische Bibliografin (* 1860)
- 26. Januar: Akaki Zereteli, georgischer Schriftsteller und Politiker (* 1840)
- 31. Januar: Karl Branscheid, preußischer Bürgermeister (* 1863)
- 02. Februar: Julius Arnold, deutscher Pathologe (* 1835)
- 03. Februar: John Chilembwe, malawischer Baptistenprediger und Revolutionär (* 1871)
- 04. Februar: Franz Adickes, deutscher Politiker (* 1846)
- 04. Februar: Baldomero Aguinaldo y Baloy, philippinischer Revolutionsführer und General (* 1869)
- 05. Februar: Louis Baur, Schweizer Kaufmann und Handelsagent (* 1858)
- 08. Februar: Justus Brinckmann, gründete das Museum für Kunst und Gewerbe Hamburg (* 1843)
- 08. Februar: Nagatsuka Takashi, japanischer Schriftsteller (* 1879)
- 10. Februar: Alois Handl, österreichischer Physiker (* 1837)
- 11. Februar: Ignaz Graf von Attems, österreichischer Politiker (* 1844)
- 12. Februar: Émile Waldteufel, Elsässer Musiker und Komponist (* 1837)
- 13. Februar: Lucien Bersot, französisches Opfer französischer Militärjustiz (* 1881)
- 17. Februar: Francisco Giner de los Ríos, spanischer Philosoph und Pädagoge (* 1839)
- 18. Februar: Harry Ward Leonard, US-amerikanischer Elektroingenieur (* 1861)
- 21. Februar: William M. Kavanaugh, US-amerikanischer Politiker (* 1866)
- 22. Februar: Thor Lange, dänischer Schriftsteller und Übersetzer (* 1851)
- 23. Februar: Hugo Gieseking, deutscher Mathematiker (* 1887)
- 23. Februar: Jakob Walder, Schweizer Beamter und Politiker (* 1854)
- 25. Februar: Joseph Franz Bittner, deutscher Orgelbauer (* 1852)
- 27. Februar: Rudolf Berger, deutscher Sänger (* 1874)
- 28. Februar: Anna Stainer-Knittel, Tiroler Porträt- und Blumenmalerin, Vorbild für den Roman Die Geier-Wally (* 1841)
- 11. März: Rolf Boldrewood, australischer Autor (* 1826)
- 13. März: Sergei Juljewitsch Witte, russischer Politiker (* 1849)
- 14. März: Walter Crane, britischer Maler (* 1845)
- 19. März: Antonio Kardinal Agliardi, vatikanischer Diplomat (* 1832)
- 21. März: Frederick Winslow Taylor, US-amerikanischer Ingenieur (* 1856)
- 21. März: Ambrosius Arnold Willem Hubrecht, niederländischer Zoologe (* 1853)
- 31. März: Wyndham Halswelle, britischer Leichtathlet und Olympiasieger (* 1882)
- 31. März: Nathan Rothschild, britischer Bankier und Politiker (* 1840)

### Zweites Quartal
- 01. April: Johann Joseph Abert, tschechischer Komponist (* 1832)
- 03. April: Jizchok Leib Perez, jiddischer Schriftsteller (* 1852)
- 03. April: Nadežda Petrović, serbische Malerin (* 1873)
- 07. April: Adolf von Tiedemann, deutscher Offizier, Kolonialist und Publizist (* 1865)
- 08. April: Louis Pergaud, französischer Schriftsteller (* 1882)

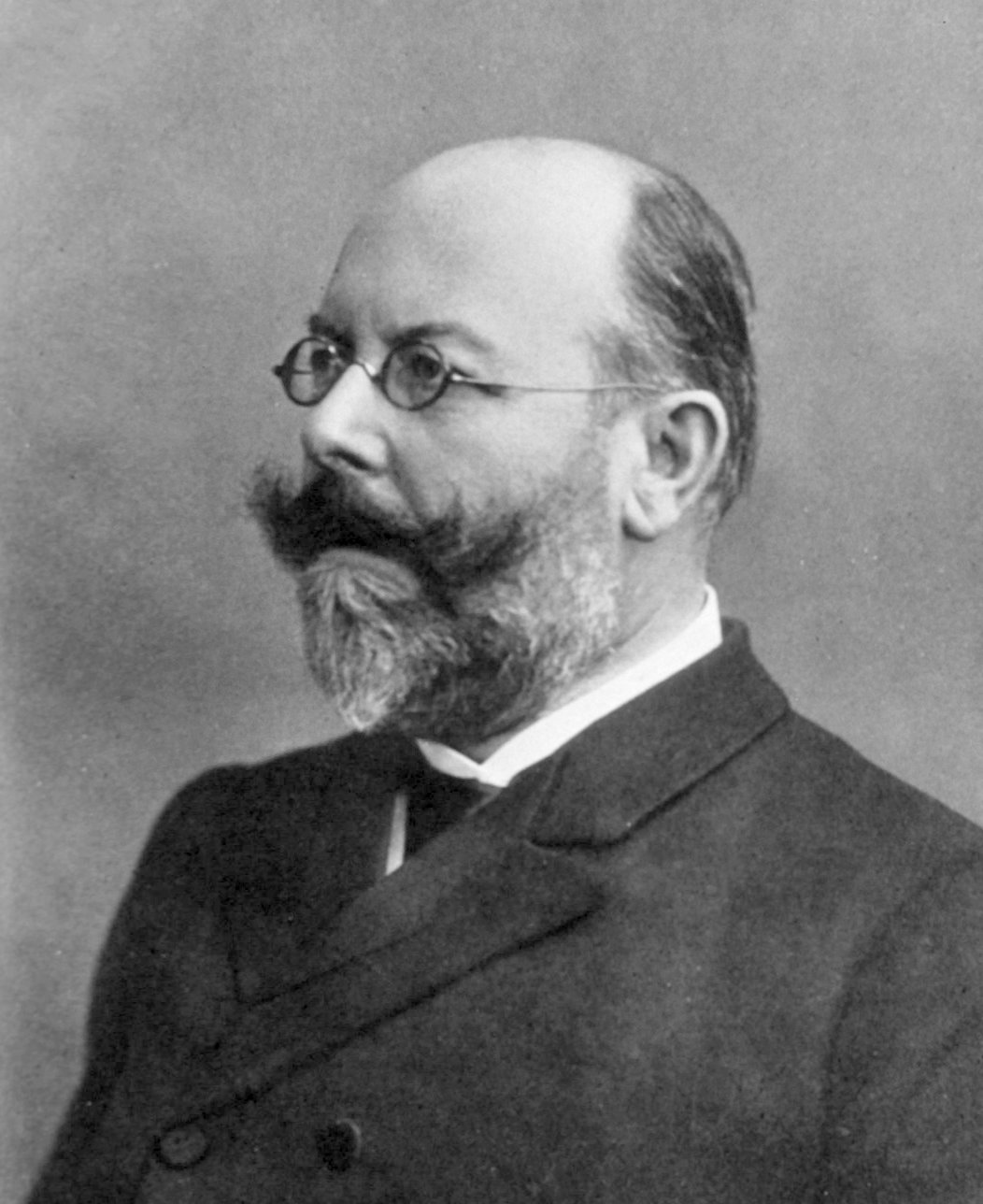
Friedrich August Johannes Loeffler

- 09. April: Friedrich Loeffler, deutscher Mediziner, Hygieniker und Bakteriologe (* 1852)
- 13. April: Caroline Adelheid Pauline Arndt, deutsche Schriftstellerin (* 1833)
- 15. April: Urban A. Woodbury, US-amerikanischer Politiker (* 1838)
- 18. April: August von Schroeder, preußischer Generalmajor (* 1842)
- 23. April: Benedetto Bonazzi, italienischer Benediktinerabt, Gräzist und Erzbischof (* 1840)
- 27. April: Alexander Skrjabin, russischer Pianist und Komponist (* 1872)
- 02. Mai: Clara Immerwahr, deutsche Chemikerin (* 1870)
- 05. Mai: Sigmund Aschrott, deutscher Industrieller und Städtebauer (* 1826)
- 07. Mai: Anne Shymer, US-amerikanische Chemikerin (* 1879)
- 09. Mai: François Faber, luxemburgischer Radrennfahrer (* 1887)
- 09. Mai: Anthony Wilding, neuseeländischer Tennisspieler (* 1883)
- 10. Mai: Karl Lamprecht, Professor für Geschichte an der Universität Leipzig (* 1856)
- 10. Mai: Albert Weisgerber, deutscher Maler und Grafiker (* 1878)
- 13. Mai: Jeanne Schmahl, französische Feministin (* 1846)
- 17. Mai: Richard Wünsch, deutscher Altphilologe und Religionswissenschaftler (* 1869)
- 18. Mai: William Throsby Bridges, australischer Artillerieoffizier (* 1861)
- 18. Mai: Wendelin Foerster, österreichisch-tschechischer Romanist (* 1844)
- 20. Mai: Charles Francis Adams, US-amerikanischer General und Unternehmer (* 1835)
- 25. Mai: Enrique Bertrix, chilenischer Maler (* 1895)
- 28. Mai: Johann Lachmayr, österreichischer Orgelbauer (* 1850)
- 29. Mai: John G. McCullough, US-amerikanischer Politiker (* 1835)
- 02. Juni: Louis Tiercelin, französischer Schriftsteller (* 1849)
- 03. Juni: Richard Küch, deutscher Chemiker und Physiker (* 1860)
- 08. Juni: Marie-Rose Astié de Valsayre, französische Musikerin und Feministin (* 1846)
- 11. Juni: Ignatius Choukrallah Maloyan, armenisch-katholischer Erzbischof von Mardin (* 1869)
- 15. Juni: Hans Dülfer, deutscher Bergsteiger (* 1892)
- 17. Juni: Thomas Jordan Jarvis, US-amerikanischer Politiker (* 1836)

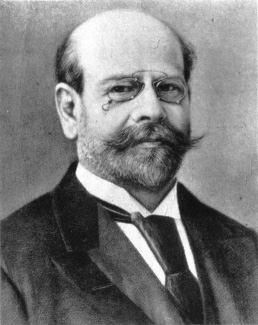
Emil Rathenau

- 20. Juni: Emil Rathenau, deutscher Unternehmer, Gründer der AEG (* 1838)
- 25. Juni: Rafael Joseffy, ungarischer Pianist und Musikpädagoge (* 1852)
- 28. Juni: Guillermo Billinghurst, peruanischer Politiker (* 1851)

### Drittes Quartal
- 02. Juli: Porfirio Díaz, mexikanischer Staatspräsident (* 1830)
- 04. Juli: Sepp Innerkofler, Tiroler Bergführer und Hüttenwirt (* 1865)
- 05. Juli: Max Pommer, deutscher Architekt und Bauunternehmer (* 1847)
- 10. Juli: Ernst Henrici, deutscher Gymnasiallehrer, Schriftsteller und Politiker (* 1854)
- 10. Juli: Wascha-Pschawela, georgischer Schriftsteller und Naturphilosoph (* 1861)
- 14. Juli: Josef Čapek, tschechischer Komponist (* 1825)
- 15. Juli: Jakob Person, deutscher Leichtathlet (* 1889)
- 16. Juli: Ellen G. White, Mitbegründerin und Prophetin der Siebenten-Tags-Adventisten (* 1827)
- 21. Juli: Eugenie Breithut-Munk, österreichische Malerin (* 1867)
- 25. Juli: Peäro August Pitka, estnischer Schriftsteller (* 1866)
- 27. Juli: Johann Adam Krygell, dänischer Komponist und Organist (* 1835)
- 04. August: Richard Kiepert, deutscher Geograph und Kartograph (* 1846)
- 06. August: Benjamin F. Tracy, US-amerikanischer Armeegeneral und Politiker (* 1830)
- 09. August: Frank Bramley, britischer Maler (* 1857)
- 10. August: Henry Moseley, britischer Physiker (* 1887)
- 13. August: George Joseph Smith, britischer Serienmörder (* 1872)
- 15. August: Pascual Orozco, mexikanischer Revolutionär und General (* 1882)
- 18. August: Fritz Arendt, deutscher Klassischer Philologe und Gymnasiallehrer (* 1888)
- 19. August: Tevfik Fikret, türkischer Dichter (* 1867)

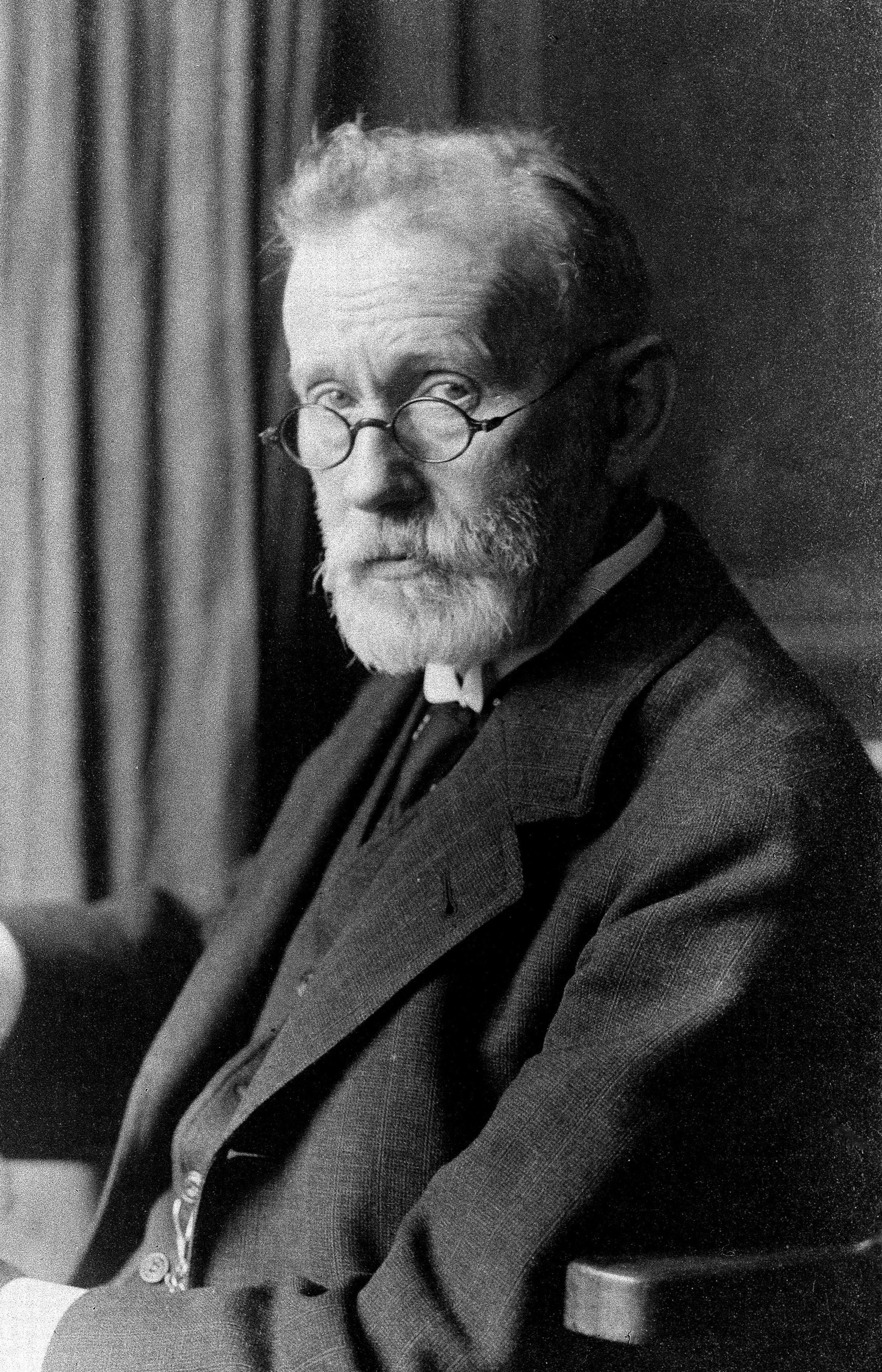
Paul Ehrlich

- 20. August: Paul Ehrlich, deutscher Medizinnobelpreisträger, Begründer der Chemotherapie (* 1854)
- 21. August: Anna de Perrot, schweizerische Aktivistin der Frauenbewegung (* 1828)
- 23. August: Luigi Ferraris, italienischer Fußballspieler (* 1887)
- 28. August: John D. Long, US-amerikanischer Politiker (* 1838)
- 28. August: Joseph E. Washington, US-amerikanischer Politiker (* 1851)
- 29. August: René Bérenger, französischer Politiker (* 1830)
- 31. August: Greene Vardiman Black, US-amerikanischer Mediziner (* 1836)
- 01. September: August Stramm, deutscher Dichter und Dramatiker des deutschen Expressionismus (* 1874)
- 03. September: Zacharias Zeraeua, traditioneller Führer der Zeraeua, eines Clans der Herero (* unbekannt)
- 04. September: Courtland C. Matson, US-amerikanischer Politiker (* 1841)
- 05. September: Stanisław Witkiewicz, polnischer Künstler (* 1851)
- 06. September: Paul d’Ivoi, französischer Schriftsteller (* 1856)
- 06. September: Otto Kitzler, deutscher Dirigent und Cellist (* 1834)
- 10. September: Paul Wendland, deutscher Altphilologe (* 1864)
- 11. September: William Cornelius Van Horne, US-amerikanischer, später kanadischer, Eisenbahnpionier und Unternehmer (* 1843)
- 11. September: William Sprague, US-amerikanischer Politiker (* 1830)
- 12. September: Lyman U. Humphrey, US-amerikanischer Politiker (* 1844)
- 13. September: Andrew L. Harris, US-amerikanischer Politiker (* 1835)
- 14. September: Frédéric Bettex, Schweizer Lehrer und apologetischer Schriftsteller (* 1837)
- 15. September: Alfred-Pierre Joseph Agache, französischer Maler (* 1843)
- 16. September: Joseph Higgins, römisch-katholischer Bischof (* 1838)
- 18. September: Otto von Kühlmann, deutscher Advokat und Politiker sowie Generaldirektor der Anatolischen Eisenbahn (* 1834)
- 19. September: David Friedrich Weinland, deutscher Zoologe und Schriftsteller (* 1829)
- 26. September: Harold Chapin, englischer Schauspieler und Dramatiker (* 1886)
- 29. September: Rudi Stephan, deutscher Komponist (* 1887)
- 29. September: Luther Orlando Emerson, US-amerikanischer Komponist (* 1820)
- 30. September: Konstantin Jegorowitsch Makowski, russischer Maler (* 1839)

### Viertes Quartal
- 05. Oktober: Otto Malling, dänischer Organist und Komponist (* 1848)
- 06. Oktober: Wolfgang Helbig, deutscher Archäologe (* 1839)
- 07. Oktober: Friedrich Hasenöhrl, Physiker (* 1874)
- 07. Oktober: Samuel Prowse Warren, kanadischer Organist und Komponist (* 1841)
- 09. Oktober: Manuel Tapia, chilenischer Maler und Photograph (* 1835)
- 12. Oktober: Edith Cavell, britische Krankenschwester, Fluchthelferin und Märtyrerin (* 1865)

Theodor Boveri

- 15. Oktober: Theodor Boveri, deutscher Biologe (* 1862)
- 15. Oktober: Paul Scheerbart, deutscher Schriftsteller fantastischer Literatur und Zeichner (* 1863)
- 15. Oktober: Alexandre Triquet, Schweizer Typograf und Politiker (* 1860)
- 20. Oktober: Josef Ruederer, deutscher Schriftsteller (* 1861)
- 20. Oktober: Diran Kelekian, türkischer Journalist und Gelehrter (* 1862)
- 22. Oktober: Enrico Canfari, italienischer Fußballspieler und -funktionär (* 1877)
- 22. Oktober: Wilhelm Windelband, deutscher Philosoph (* 1848)
- 26. Oktober: August Bungert, deutscher Komponist (* 1845)
- 27. Oktober: Frank W. Rollins, US-amerikanischer Politiker (* 1860)
- 29. Oktober: John Wolcott Stewart, US-amerikanischer Politiker (* 1825)
- 30. Oktober: Charles Tupper, kanadischer Politiker und Premierminister (* 1821)
- 31. Oktober: Francis B. Posey, US-amerikanischer Politiker (* 1848)
- 01. November: August Le Gras, niederländischer Maler, Zeichner und Radierer (* 1864)
- 04. November: Adolf Schipper, deutscher Offizier und Kolonialbeamter (* 1873)
- 10. November: Anton Opfergelt, deutscher Politiker und Jurist (* 1850)
- 10. November: James Richardson Spensley, englischer Arzt, Fußballspieler und -trainer (* 1867)
- 16. November: Karl Elwin Anker, preußischer Generalmajor (* 1835)
- 21. November: Johannes Trojan, deutscher Schriftsteller (* 1837)
- 22. November: Josef Kalousek, tschechischer Historiker (* 1838)
- 23. November: John Goff Ballentine, US-amerikanischer Politiker (* 1825)
- 24. November: L. C. Hughes, US-amerikanischer Politiker (* 1842)
- 24. November: Gabriel von Max, deutscher Maler (* 1840)
- 26. November: Georg Loeschcke, deutscher Altphilologe und Archäologe (* 1852)
- 03. Dezember: Antonio Knauth, deutsch-amerikanischer Rechtsanwalt (* 1855)
- 06. Dezember: Rudolf Lavant, deutscher Schriftsteller (* 1844)
- 12. Dezember: Amelia Patti, italienische Opernsängerin (* 1831)

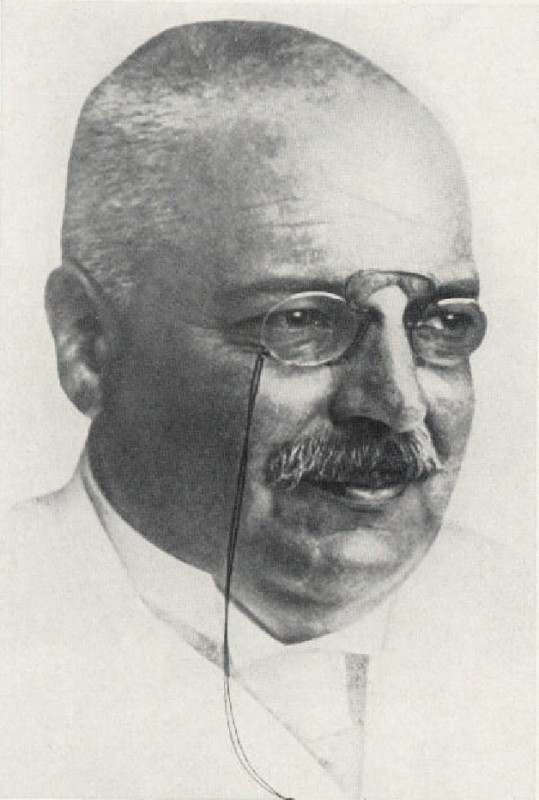
Alois Alzheimer

- 19. Dezember: Alois Alzheimer, deutscher Arzt (* 1864)
- 24. Dezember: William J. Mills, US-amerikanischer Politiker (* 1849)

### Genaues Todesdatum unbekannt
- Louis Marie François Andlauer, französischer Organist und Komponist (* 1876)
- Egenolf von Berckheim, deutscher U-Boot-Kommandant (* 1881)
- Aghavni-Zabel Binemeciyan, armenische Schauspielerin (* 1865)
- Werner Rabe von Pappenheim, deutscher Offizier und Diplomat (* 1877)
- Fritz Pferdekämper, deutscher Sinologe (* 1876)
- Doris Schnittger, deutsche Malerin (* 1833)